# 香港理工大學
香港理工大學（英語：The Hong Kong Polytechnic University），簡稱理大，是一所坐落於香港九龍紅磡的公立應用研究型大學 。其前身是1937年創立的香港官立高級工業學院，此後歷經多個發展階段，並在1994年升格為大學，成為八間大學教育資助委員會（教資會）資助的法定公立大學之一。理大是香港頂尖的大學之一，同時躋身全球三大權威排名之「世界百強大學」——包括QS世界大學排名、泰晤士高等教育世界大學排名（THE）及《美國新聞與世界報道》全球最佳大學排名（U.S. News）。
理大共有十個學院，包括工商管理學院、計算機及數學科學學院、建設及環境學院、工程學院、醫療及社會科學院、人文學院、理學院、設計學院、時裝及紡織學院、酒店及旅遊業管理學院，轄下共有30個學系，116個研究實驗室、研究院及研究中心。理大的課程及研究均以應用為本，並與工商業界保持緊密聯繫，而大學提供的深造課程、學士學位及非學位課程，其學生人數為全港所有教資會資助大學中最多。
香港理工大學科研以應用為本，強調教育、科研及知識轉移應以貢獻社會為目標，與微軟、波音、國家電網、華為、阿里巴巴等公司聯合成立科研中心，與劍橋大學、清華大學、北京大學、浙江大學、中國科學院等院校進行學術及教學合作，為歐洲航天局、俄羅斯聯邦航天局、中國的探月工程及火星探測計劃研發太空儀器。
理大與內地建立了緊密的合作關係，是香港首家獲邀請到內地交流的學府，是中國奧委會首個高校科技合作夥伴，受邀參與國家體育場、中央電視臺總部大樓等建築工程，汶川地震後援助四川大學共建國內首個災後重建與管理學院。設有北京、上海2個中心和杭州、西安及成都3個區域基地，與深圳、南京、武漢等城市共建科技創新研究院，擁有8個國家級實驗室及研究中心。

## 歷史

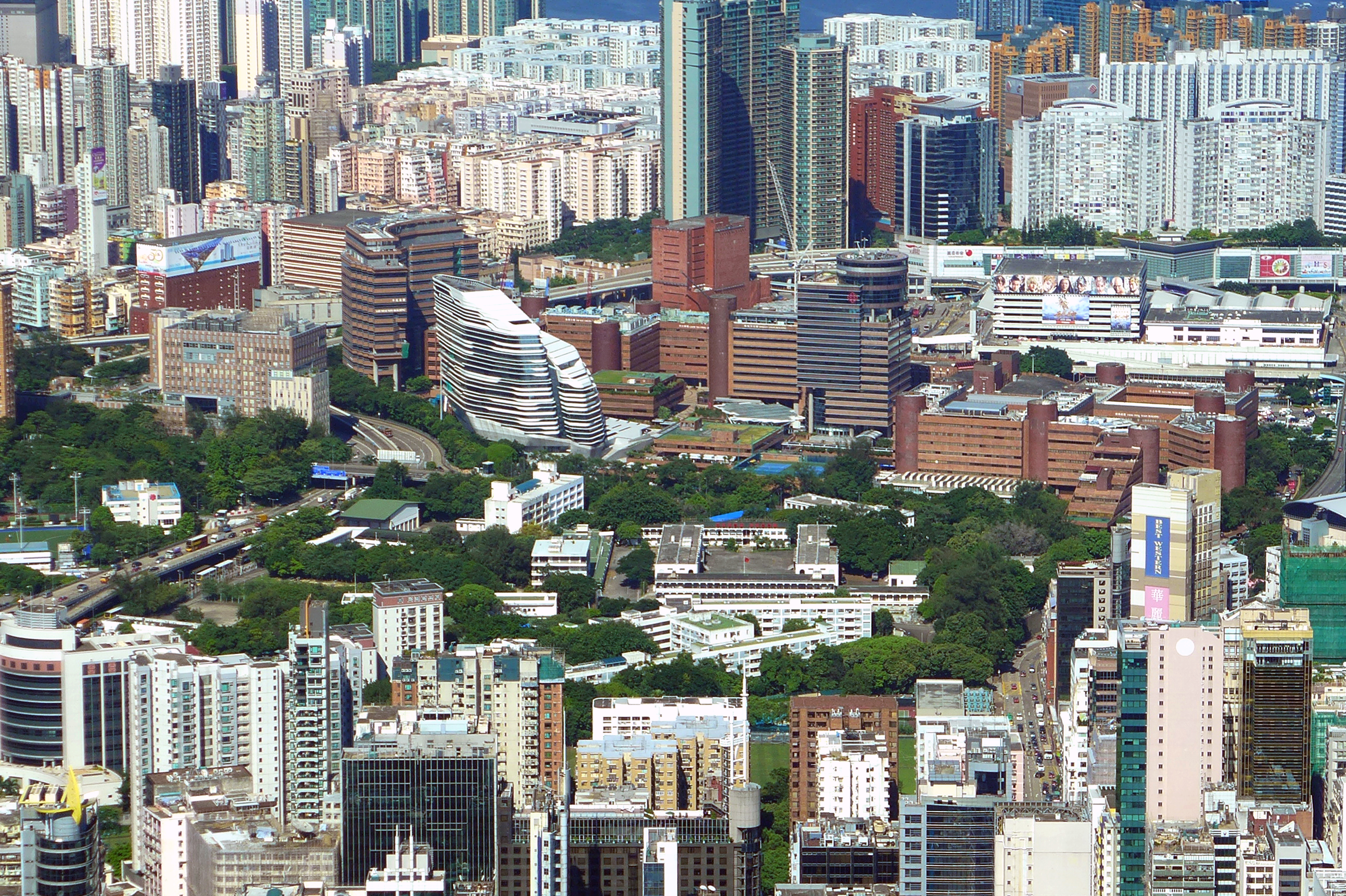
俯瞰香港理工大學西面

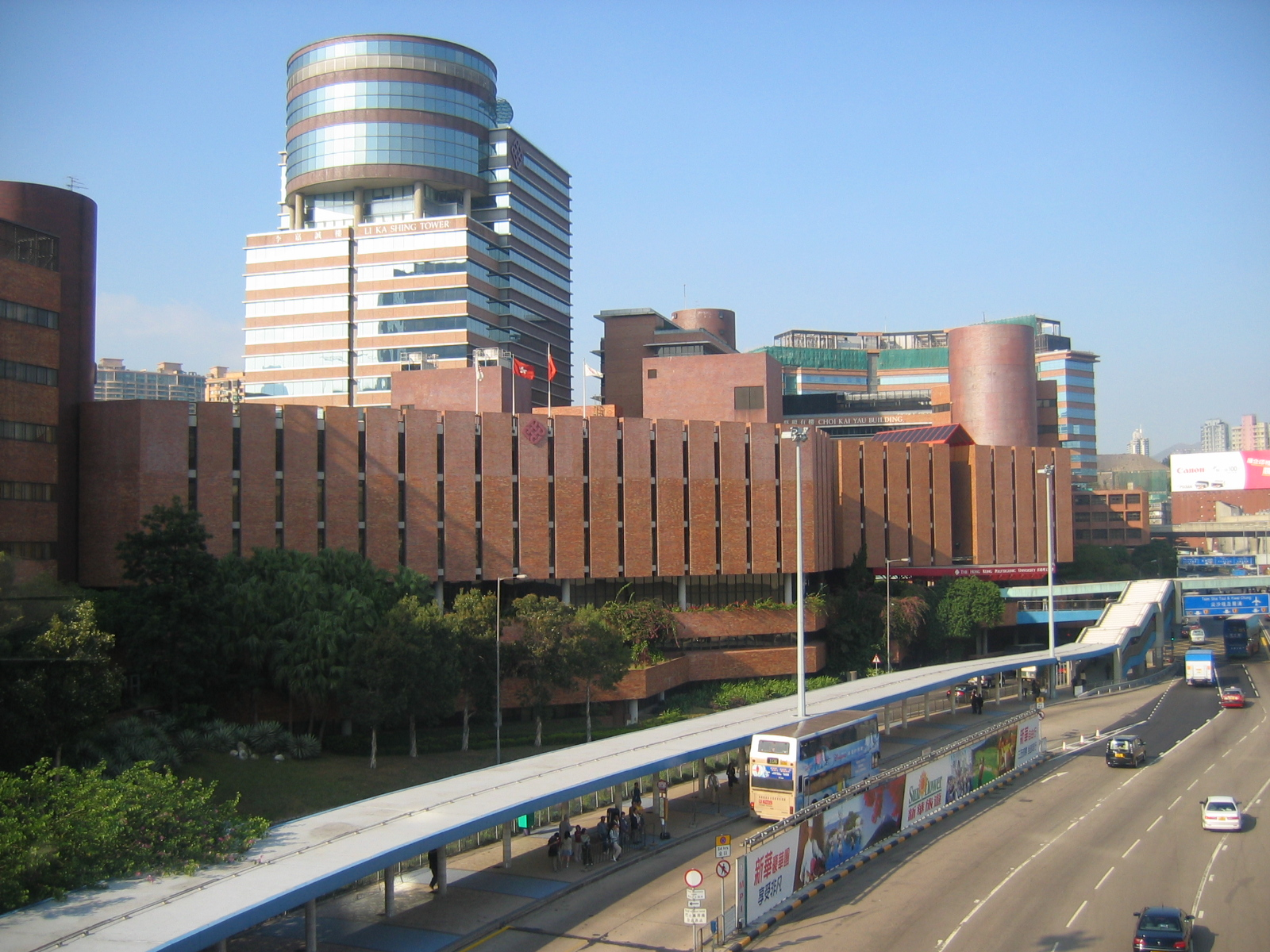
理大校園地處市區的交通樞紐

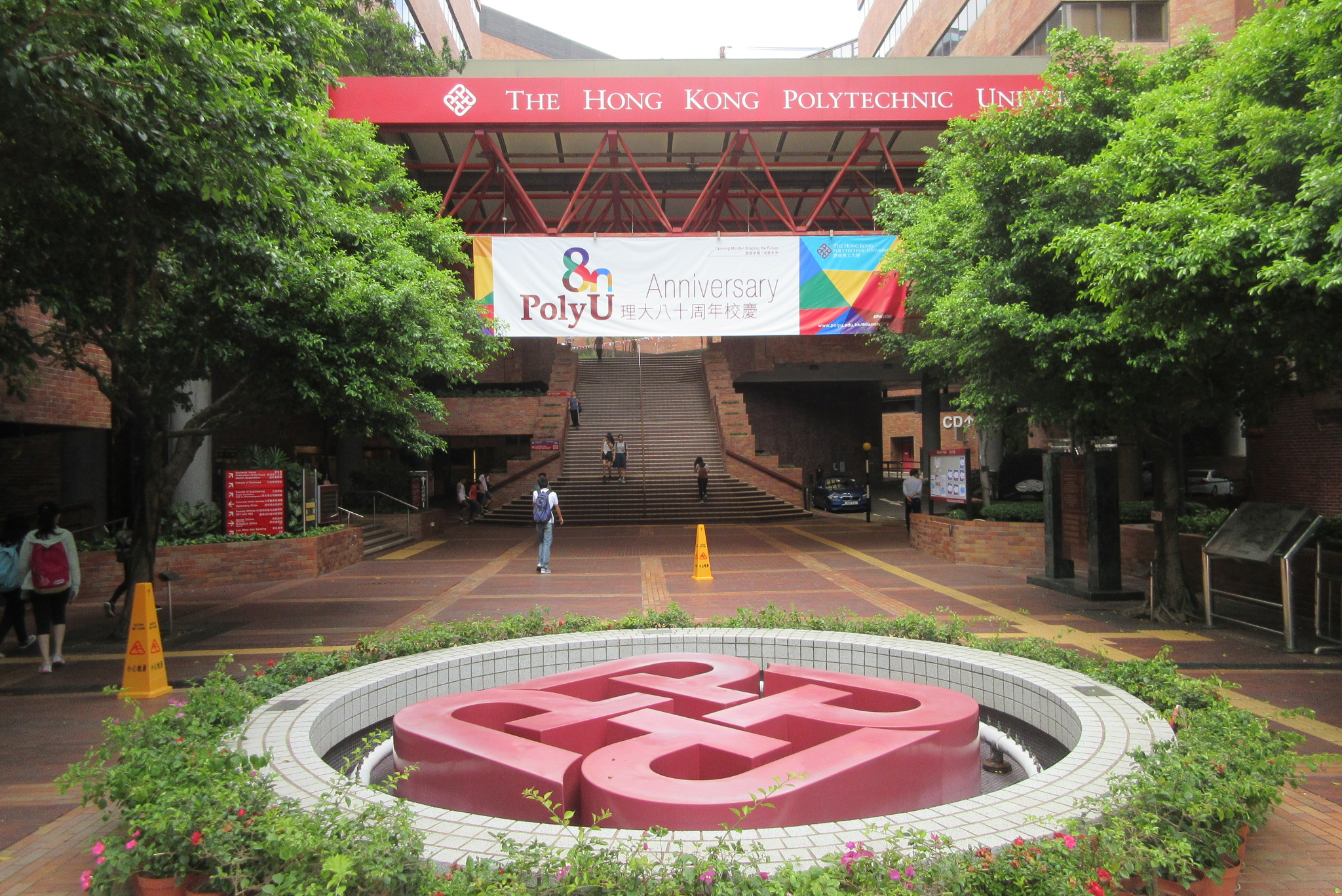
校園入口原設的水池，已經在2021年清拆

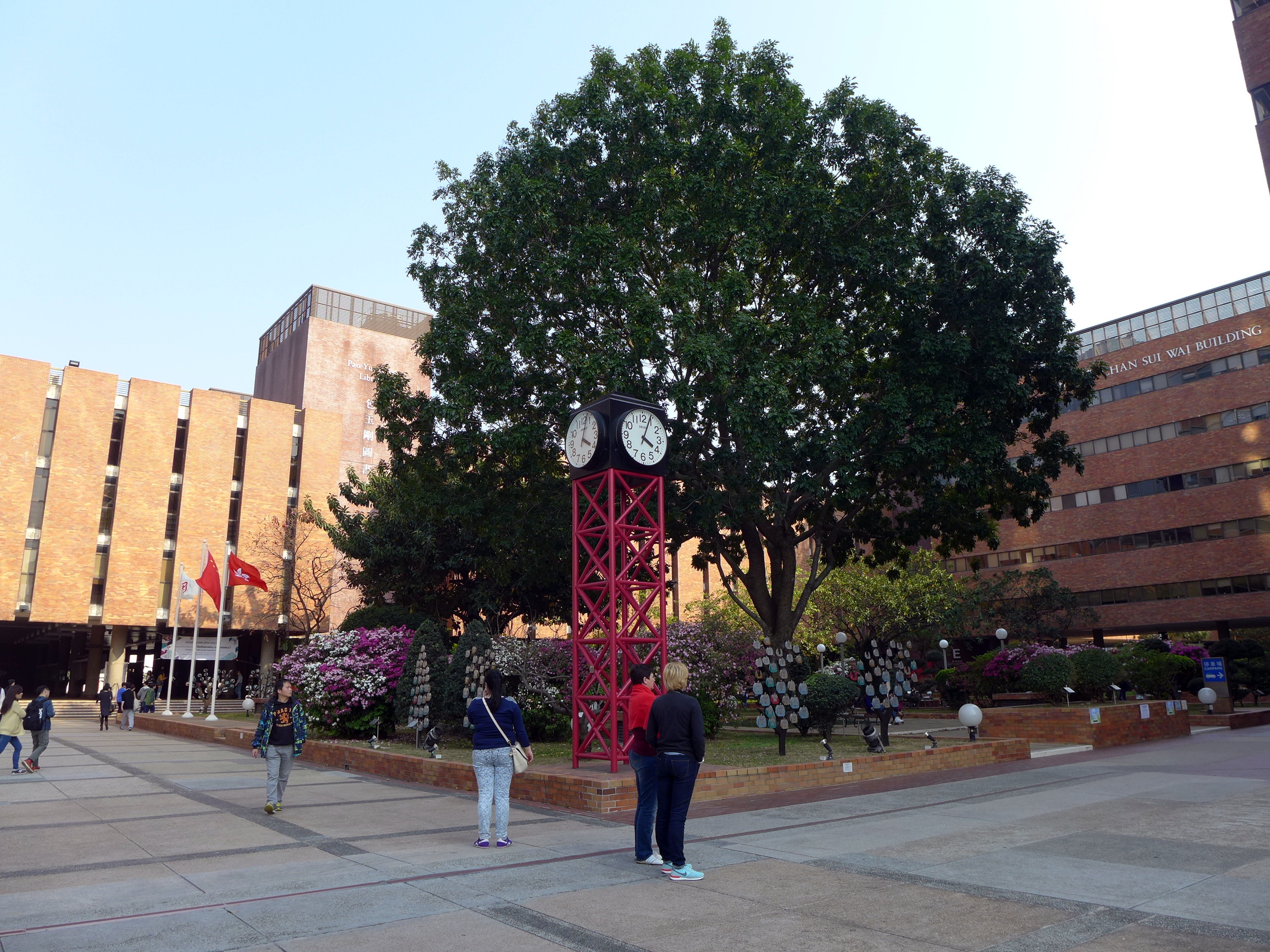
校園鐘樓為學生們的聚集地點之一

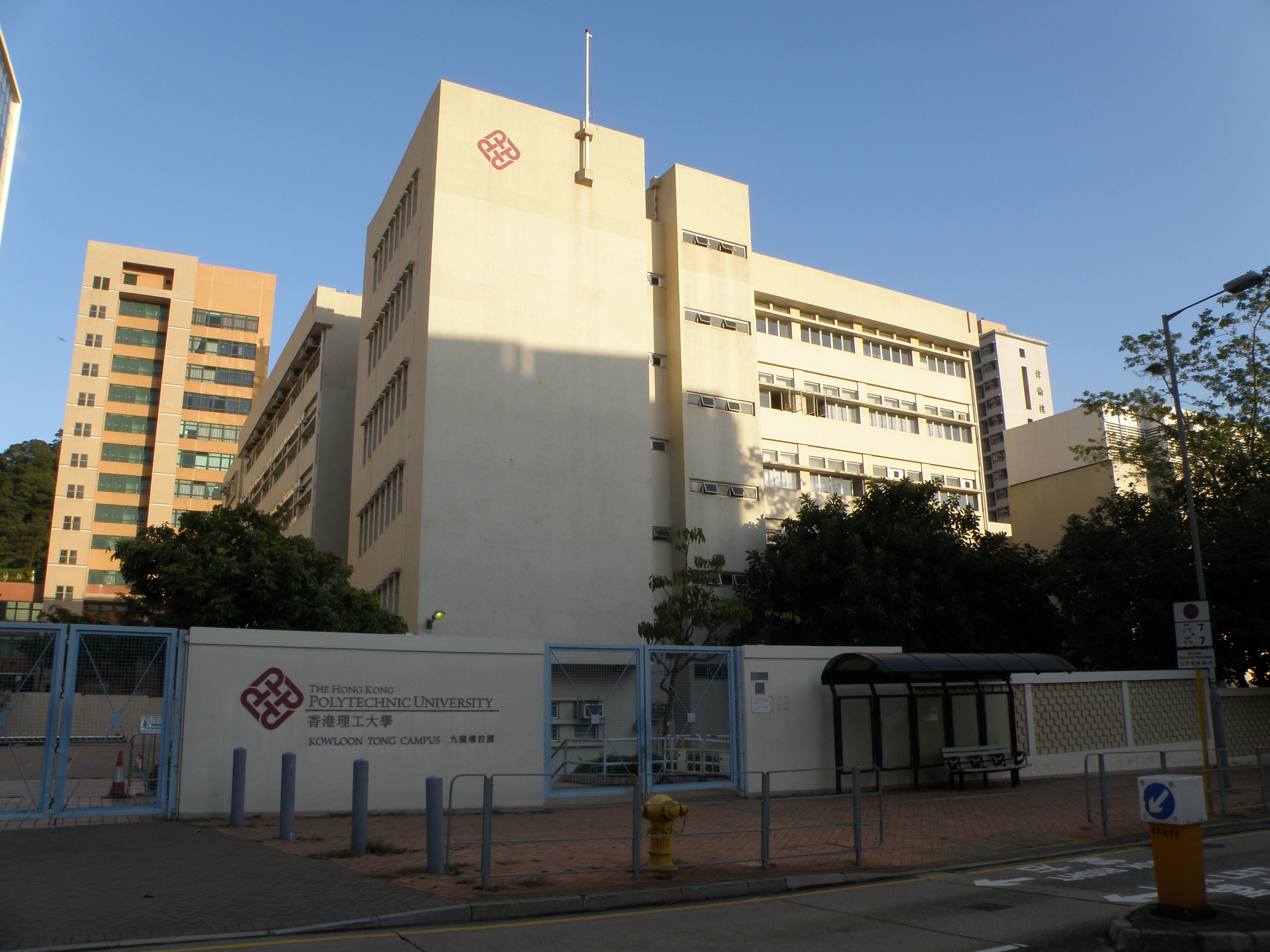
前香港理工大學九龍塘校園，2012年後已遷出

### 早期發展
理大前身可追溯至1937年，由香港官立高級工業學院（英語：Government Trade School）
成立開始，校舍位於灣仔活道（現今職業訓練局大樓），是香港第一所由政府資助、提供專上程度工科教育的院校。在當時院長G. White領導下，學院開辦了航海無線電操作、機械工程及建築工程課程。
第二次世界大戰後，學院於1947年改名為香港工業專門學院（工專），提供全日制及兼讀制課程。在五十年代，隨著中國內地移民及資金流入，對受訓技術人員和專業人才的需求大增，學院亦積極配合政府以滿足社會需要。在這背景下，學院於1956年得到香港中華廠商聯合會一百萬元的捐款，以及政府斥資和撥地的支持，位於紅磡灣填海區（部分前漆咸道軍營及前九廣鐵路何文田車廠）的本部校舍的建築工程正式展開，並於1957年由港督葛量洪爵士揭幕，開展了香港職業教育史的新一頁。
1965年，鍾士元在立法局會議中倡議在港成立一所理工學院。至1969年5月，有關委員會正式成立，由唐炳源擔任主席，惟上任甫兩年即於任內猝死，委員會主席一直懸空。當時身為委員會副主席的鍾士元馬上接手領導擬備報告書的任務，而政府最終於1972年初採納委員會的最後報告，隨着《香港理工學院條例》於1972年3月24日正式生效，首屆理工學院校董會亦隨之成立，主席為鍾士元博士。當年港督麥理浩爵士應校董會的邀請出任首任榮譽監督；而歐懷德先生（Mr Charles Old）則獲委任為理工的首位院長。

### 學院時期
1972年8月1日，香港理工學院（理工）正式成立，接管香港工業專門學院的校舍及職員，其使命是開辦專業課程，培育人才以滿足社會對專業人才的需求。在此之前，香港工業專門學院內八個教學部門的全日制、日間兼讀制及夜間兼讀制學生人數分別為1,700名、740名及9,340名。
大部分工藝課程轉由1969年成立的摩理臣山工業學院繼續開辦，而理工學院則不斷將教學質素提升至符合學院的水平。自此，理工不斷發展和擴張。1976年，理工學院首期擴建校舍落成，由港督麥理浩爵士揭幕。1977年，學院圖書館落成，由雅麗珊郡主揭幕。1983年，理工推出首五個學士學位課程，並於1986及1989分別開辦碩士及博士學位課程。

### 升格大學
1994年11月25日，獲大學及理工教育資助委員會頒授自我評審資格，立法局通過香港法律第1075章《香港理工大學條例》，正式獲得大學名銜。正式取得大學地位，並易名為香港理工大學。
2012年4月1日，香港理工大學設立生物醫學工程跨領域學部，為首個以跨學科領域為基礎的學科分部。
2016年7月，香港理工大學設立了航空工程跨領域學部，為全港首間設立航空工程學科分部的大學，提供民航工程學及航空工程學兩個學士學位課程。此學部是第二個以跨學科領域為基礎的學科分部。
2018年5月，理大成立大數據分析中心實驗室，為香港首間服務及支援大學各學系及部門而設的大數據分析研究設施。該大數據分析中心實驗室配備最先進的電腦設備和軟件工具，並由理大的大數據專家管理，預期可以推動理大的跨學科研究、就大數據分析的應用建立理大與業界堅牢的協作關係，並推動大數據培訓與教育；實驗室已開展與理大研究團隊及業界協作，進行大數據分析項目，合作夥伴包括阿里巴巴集團、GoGoVan、華為、香港警務處及微軟等機構。
2022年7月，理大成立理大高等研究院（PAIR），其為香港和粵港澳大灣區最大規模的交叉學科研究平台，由16所研究院及研究中心組成，擁有逾數百位來自世界各地的理大高級研究人員，研究範疇專注於人工智能、碳中和、深空探測、智慧城市及智慧能源等前沿領域，冀為氣候變化、食品安全、人口老化、疾病、能源短缺、可持續發展與增長等問題提供解決方案。同年8月24日，校方在85周年校慶啟用新建成的主校門，並透露將會設有閘機管制出入。
2024年2月，理大宣布成立電動車研究中心，並在同年9月推出亞洲首個電動汽車理學碩士課程。為應對社會人力需求，自2025/26學年起，理大開辦多個組合學士課程，包括「跨學科組合學士」，學生可以在入學首年探索不同學院提供的課程，之後再決定主修科目，以增加學習自主及彈性。同時，多個課程都進一步融入人工智能元素。

## 管治架構
香港理工大學的管治組織為校董會，按《香港理工大學條例》成立，校長和常務副校長為當然成員，另有17位來自商業及專業界別的校外成員；三位由選舉產生的教職員成員；一位校友成員和兩位由選舉產生的學生成員。校董會的最高諮詢機構為大學顧問委員會，負責就大學方向性的事項提供意見，以推動大學的發展。校長是大學管治架構中的最高行政人員，向校董會負責一切有關管理、紀律及行政工作，並由常務及學務副校長和副校長協助，他們分別管理大學的學術及非學術層面的策劃、發展及營運。「學術自由和自主」、「表現、道德和專業」、「透明度和公眾問責」以及「社會責任」為理大恪守的四大管治原則，務求令理大達致其作為一所教研學府，並為社會提供顧問及專業服務的既定目標。

### 歷任校長

#### 香港官立高級工業學院時期
- 1952年至1963年：畢特（Sidney Burt） 先生[22]

#### 香港工業專門學院時期
- 屈海圻 先生
- 沈星若 先生[23]

#### 理工大學時期
1994年前為香港理工學院。
| 任 | 肖像 | 校長                      | 上任            | 卸任            | 備註     |
| -- | ---- | ------------------------- | --------------- | --------------- | -------- |
| 1  |      | 區懷德（Charles Old）     | 1972年          | 1975年          | [ 24 ]   |
| 2  |      | 李格致（Keith Legg） 博士 | 1975年          | 1985年          | [ 25 ]   |
| 3  |      | 郭禮敬（John Clark） 教授 | 1985年          | 1991年          |          |
| 4  |      | 潘宗光 教授               | 1991年 11月25日 | 2008年 12月31日 | 請辭退休 |
| 5  |      | 唐偉章 教授               | 2009年 1月1日   | 2018年 12月31日 | 請辭退休 |
| -  |      | 陳正豪 教授               | 2019年 1月1日   | 2019年 6月30日  | 署任     |
| 6  |      | 滕錦光 教授               | 2019年 7月1日   | 現任            |          |

## 學術聲譽及排名
香港理工大學於2026年《QS世界大學排名》中位列全球第54位、2025年《QS亞洲大學排名》中位列亞洲第17位及2021年《QS世界年輕大學排名》中位列全球第6位。理大亦於2025年《泰晤士高等教育世界大學排名》中位列全球第84位、2025年《泰晤士高等教育亞洲大學排名》中位列亞洲第18位及2024年《泰晤士高等教育世界年輕大學排名》中位列全球第7位。
此外，理大在2025年《泰晤士高等教育跨學科科學排名》中位列全球第29位、2023年《泰晤士高等教育全球最國際化大學排名》中位列全球第6位、2025年《泰晤士高等教育世界大學聲譽排名》中位列全球第101-150位、2023年《QS可持續發展大學排名》中位列全球第82位。2021年《SCImago期刊排名（大学及科研机构学术排名）》，理大位列全球科研能力排名第188位，躋身本港第3位。
在地區認受性方面，按2004至2017年香港大學民意研究計劃調查結果，理大在「港人眼中的大專院校排名」中名列第4 ，亦於2016年「本港僱主最願意聘用的大學畢業生」調查中名列第2。
在畢業生能力方面，根據2022年QS大學生就業能力榜，理大學生就業能力排名全球第71位以及香港第2位；根據《泰晤士高等教育》（THE）公布的2025年全球大學畢業生就業能力排名，理大畢業生就業能力排名全球133位，香港第4位。

### 各學院／學科領域的世界排名
資料來源：https://www.polyu.edu.hk/about-polyu/university-ranking/ （页面存档备份，存于）
應用科學及紡織學院
- 2023年QS世界大學分科排行榜中，地理學排名第51-100位
- 2023年QS世界大學分科排行榜中，統計及運籌學研究排名第51-100位[43]

醫療及社會科學院
- 2024年QS世界大學分科排行榜中，學院在護理學排名第31位
- 2022年QS世界大學分科排行榜中，學院在社會科學及管理排名第50位
- 2021年英國《泰晤士報高等教育特刊》世界大學排名分科排行榜中，學院在社會科學領域排名第81位，香港第2位[44]

工商管理學院
- 2024年上海交通大學公佈的「世界大學學術排名」，理大在管理領域上排名全球1位
- 2024年QS世界大學分科排行榜中，學院在市場營銷排名第19位
- 2024年QS世界大學分科排行榜中，學院在商業與管理研究排名第51位
- 2024年QS世界大學分科排行榜中，學院在會計與金融學排名第61位
- 2022年QS世界大學分科排行榜中，學院在商業及管理排名第48位，香港第3位[45]
- 2022年QS世界大學分科排行榜中，學院在會計及金融排名第57位[46]
- 2021年英國《泰晤士報高等教育特刊》世界大學排名分科排行榜中，學院在商業及經濟學領域排名第25位，香港第1位[47]
- 根據2016-2020年UTD全球商學院科研排名百強榜，香港理工大學工商管理學院位列全球第59位（亞洲第6位）
- 學院也通過國際商管學院促進協會認證（AACSB）、EQUIS，是為世界頂尖的商學院之一
- 湯森路透（Thomson Reuters）ISI Web of Science 資料庫於2016年至2018年的數據顯示 ，學院在航運研究全球排名第1位
- 美國達拉斯德克薩斯大學以教員於2012-2016年間在24份主要工商管理學的學術期刊發表的研究論文計算的世界百強商學院排行榜中排第55位[48]

建設及環境學院
- 2022年QS世界大學分科排行榜中，學院在土木及結構工程世界排名第15位，香港第1位[49]
- 2022年QS世界大學分科排行榜中，學院在建築/建設環境世界排名第15位[50]
- 2021年《美國新聞與世界報導》公布「全球最佳大學排名」，理大在土木工程領域世界排名第3位

工程學院
- 2024年QS世界大學分科排行榜中，學院在工程與技術排名第91位
- 2024年QS世界大學分科排行榜中，學院在土木工程排名第14位
- 2024年QS世界大學分科排行榜中，學院在機械、航空和製造工程排名第73位
- 2024年QS世界大學分科排行榜中，學院在電子電器工程排名第74位
- 2022年上海交通大學公佈的「世界大學學術排名」，理大在運輸科學及科技領域上排名全球4位
- 2021年《美國新聞與世界報導》公布「全球最佳大學排名」，理大在工程領域上排名全球12位，香港第1位
- 2021年《美國新聞與世界報導》公布「全球最佳大學排名」，理大在機械工程領域世界排名第15位
- 2021年《美國新聞與世界報導》公布「全球最佳大學排名」，理大在電機及電子工程領域世界排名第38位
- 2021年英國《泰晤士報高等教育特刊》世界大學排名分科排行榜中，學院在工程及技術領域排名第51位，香港第3位[51]
- 2021年英國《泰晤士報高等教育特刊》世界大學排名分科排行榜中，學院在電腦科學領域排名第64位[52]
- 2020年上海交通大學公佈的「世界大學學術排名」，理大在電腦科學及工程領域上排名全球42位

人文學院
- 2023年QS世界大學分科排行榜中，學院在語言學排名第73位[53]
- 2020年英國《泰晤士報高等教育特刊》世界大學排名分科排行榜中，學院在人文學科領域排名第101-125位[54]

設計學院
- 2022年QS世界大學分科排行榜中，學院在藝術及設計的分科排名第16位，亞洲第2位[55]
- 在世界頂尖設計院校中排名首25位（《商業內幕》雜誌於2012年12月號發表的世界25所最佳設計院校，理大是唯一入選的亞洲院校）
- 在大中華地區頂尖設計院校中排名首3位（《商業週刊》2009年10月號）

酒店及旅遊業管理學院
- 2022年上海軟科教育信息諮詢有限公司發布的「軟科世界一流學科排名」中，學院在旅遊休閒管理分科領域中連續第6年位居榜首
- 2021年QS世界大學分科排行榜中，學院在酒店及休閒管理的分科排名第9位，亞洲第1位[56]
- 2019/20年度大學學術表現排行榜（URAP）中的商業、管理、旅遊業及服務學科連續第3年位列全球第1
- 根據《酒店及旅遊研究學刊》2009年11月號發表的「全球酒店及旅遊課程百強排行榜」研究報告，按發表酒店及旅遊研究文獻方面的表現，學院排名全球第2位[57]

## 學院及學系
理大設有十所學院（Faculty and School）：工商管理學院、計算機及數學科學學院、建設及環境學院、工程學院、醫療及社會科學院、人文學院、理學院、設計學院、時裝及紡織學院、酒店及旅遊業管理學院。
| 學院                         | 學系 |
| ---------------------------- | --- |
| 工商管理學院（FB）           | - 物流及航運學系（LMS） - 管理及市場學系（MM） - 會計及金融學院（AF）                                                              |
| 計算機及數學科學學院（FCMS） | - 應用數學系（AMA） - 電子計算學系（COMP） - 數據科學及人工智能學系（DSAI）                                                        |
| 建設及環境學院（FCE）        | - 建築環境及能源工程學系（BEEE） - 建築及房地產學系（BRE） - 土木及環境工程學系（CEE） - 土地測量及地理資訊學系（LSGI）            |
| 工程學院（FENG）             | - 航空及民航工程學系（AAE） - 生物醫學工程學系（BME） - 電機及電子工程學系（EEE） - 工業及系統工程學系（ISE） - 機械工程學系（ME） |
| 醫療及社會科學院（FHSS）     | - 應用社會科學系（APSS） - 醫療科技及資訊學系（HTI） - 康復治療科學系（RS） - 護理學院（SN） - 眼科視光學院（SO）                  |
| 人文學院（FH）               | - 中國歷史及文化學系（CHC） - 中文及雙語學系（CBS） - 英文及傳意學系（ENGL） - 香港孔子學院（CIHK）                                |
| 理學院（FS）                 | - 應用生物及化學科技學系（ABCT） - 應用物理學系（AP） - 食品科學及營養學系（FSN）                                                  |
| 設計學院（SD）               | |
| 時裝及紡織學院（SFT）        | |
| 酒店及旅遊業管理學院（SHTM） | |

## 入學

### 熱門學士學位課程
根據大學聯合招生辦法（JUPAS）及香港理工大學的資料，多年來以下五個課程（俗稱理大五寶）的聯招入學平均分數最高。這些課程都是由醫療及社會科學院屬下的部門（康復治療科學系、醫療科技及資訊學系、眼科視光學院）提供。
| 聯招編號 | 課程名稱                   | 2017年    | 2018年    | 2019年    | 2020年    | 2021年    |
| --- | -------------------------- | --------- | --------- | --------- | --------- | --------- |
| JS3636 | 物理治療學（榮譽）理學士   | 34.5 [B6] | 34.5 [B6] | 34.4 [B6] | 39.6 [B6] | 39.9 [B6] |
| JS3624 | 職業治療學（榮譽）理學士   | 32.8 [C6] | 33.1 [B6] | 32.8 [B6] | 37.8 [B6] | 37.8 [B6] |
| JS3478 | 醫療化驗科學（榮譽）理學士 | 29.3 [B5] | 28.7 [B5] | 32.5 [B6] | 37.0 [B6] | 36.3 [B6] |
| JS3612 | 放射學（榮譽）理學士       | 28.3 [B5] | 27.6 [B5] | 32.1 [B6] | 36.7 [B6] | 38.4 [B6] |
| JS3650 | 眼科視光學（榮譽）理學士   | 26.9 [B5] | 32.0 [B6] | 31.8 [B6] | 35.4 [B6] | 35.3 [B6] |
| [*]香港中學文憑考試計分方法：[B6]=最佳6科分數的總和。[B5]=最佳5科分數的總和。[C6]=4核心科加2選修科的分數總和。分數換算方法：2020年之前，5**=7分，5*=6分，5=5分，4=4分，3=3分，2=2分，1=1分。2020年起，5**=8.5分，5*=7分，5=5.5分，4=4分，3=3分，2=2分，1=1分。 |                            |           |           |           |           |           |

## 附屬學院

### 專業及持續教育學院
專業及持續教育學院（CPCE）是理工大學的附屬學院，以自負盈虧方式運作。該學院負責營運：
- 香港專上學院（HKCC）（香港理工大學紅磡灣及西九龍校園）
- 專業進修學院（SPEED）

## 科研
理大的重點科研範圍包括航天、航空、大數據與人工智能、食品安全、醫療科學、基建監測、智能建設、智慧城市及可持續發展。大學在創新科研範疇上主要配合社會需要，亦有與國際其他院校聯結和合作，如環保、醫療產品等都曾獲得獎項。
醫療科學方面，理大聯同香港大學成立了呼吸道病毒研究基金，致力研發各種創新科技，並促成包括疫苗和快速診斷等的多項合作，以應對現有和新發的呼吸道傳染病。2019冠狀病毒病疫情（COVID-19）爆發後，理大於2020年2月宣佈成功研發全球最全面的全自動快速多重診斷系統，可於1小時內檢測30至40種病原體，當中包括嚴重急性呼吸道症候群（SARS）、禽流感及2019冠状病毒病，冀以低成本快速檢測多種病毒及細菌。該系統由全自動快速檢測儀和多重微流檢測元件組成，可用於即時基因檢測，區分出引起呼吸道疾病的病原體，整個測試過程毋需人手操作。
理大也是香港唯一擁有國際太空任務實戰經驗的高等院校，早於1995年已為俄羅斯的太空計劃提供設備，並為歐洲太空總署2003年火星快車任務研發「岩芯取樣器」，以及為2011年的中俄聯合探索火星任務研發「行星表土準備系統」。自2010年起，理大持續參與中國的太空探究項目，為配合探月工程，理大與中國空間技術研究院的專家攜手研製出「相機指向機構系統」，應用於2013年的嫦娥三號及2019年嫦娥四號的月背探測任務，該系統也是首個由香港開發及製造，並獲中國當局採用以參與探月計劃的儀器。2020年7月，理大成功研製一台搭載於火星探測系統上的關鍵儀器「落火狀態監視相機」（「火星相機」），積極參與中國首個火星探測任務「天問一號」。2020年11月，由理大科研人員研製的「表取採樣執行裝置」，載於嫦娥五號的着陸器上一同升空，參與中國首個月球採樣返回任務，執行裝置包含兩個可抵受攝氏200度的採樣器，用於收集鬆散和黏性兩類月球樣本，該裝置亦會應用於嫦娥六號探月任務。
另外為推動知識轉移，理大研究人員結合學術優勢、研究專長和全球夥伴網絡，將創意和發明從實驗室帶進生活應用之中。透過授權安排，其夥伴機構可以利用學校的技術，開發新產品及提升企業的服務水平，以推動科研成果商品化。

### 研究實驗室、研究院及研究中心[6]
理大設立各種專門的研究中心和設施，由不同領域專家組成的跨學科團隊，創造新發明，建設可持續發展的明天。包括：
一、國家研究實驗室/中心
中國科學院與香港理工大學聯合實驗室
- 中國科學院數學與系统科學研究院 - 香港理工大學應用數學聯合實驗室

- 中國科學院廣州地球化學研究所 - 香港理工大學粵港澳大灣區環境污染過程與控制聯合實驗室

- 中國科學院武漢岩土力學研究所 - 香港理工大學固體廢棄物科學聯合實驗室

- 中國科學院深圳先進技術硏究院 - 香港理工大學多模態醫學分子影像聯合實驗室

國家工程技術研究中心香港分中心
- 國家鋼結構工程技術研究中心香港分中心

- 國家軌道交通電氣化與自動化工程技術研究中心香港分中心

全國重點實驗室
- 沿海城市氣候韌性全國重點實驗室

- 超精密加工技術全國重點實驗室

二、內地技術創新研究院
研究院
- 香港理工大學深圳研究院
- 香港理工大學深圳技術創新研究院（福田）

技術創新研究院
- 香港理工大學大亞灣技術創新研究院
- 香港理工大學杭州技術創新研究院
- 香港理工大學合肥技術創新研究院
- 香港理工大學晉江技術創新研究院
- 香港理工大學南京技術創新研究院
- 香港理工大學溫州技術創新研究院
- 香港理工大學武漢科技創新研究院
- 香港理工大學紹興技術創新研究院
- 香港理工大學無錫科技創新研究院
- 香港理工大學興國技術創新研究院
- 香港理工大學中山技術創新研究院

技術創新研究中心
- 香港理工大學前海前沿技術創新中心

三、大灣區聯合實驗室
- 粵港澳環境污染過程與控制聯合實驗室
- 粵港海洋基礎設施聯合實驗室
- 粵港澳光熱電能源材料與器件聯合實驗室

四、香港理工大學高等研究院
- 精神健康研究中心
- 潘樂陶慈善基金智慧能源研究院
- 潘樂陶慈善基金智慧城市研究院
- 光子技術研究院
- 中醫藥創新研究中心
- 深空探測研究中心
- 旅遊業數字化轉型研究中心
- 碳中和資源工程研究中心
- 視覺科學研究中心
- 未來服裝紡織科技研究中心
- 先進製造研究院
- 人工智能物聯網研究院
- 未來食品研究院
- 智能可穿戴系統研究院
- 土地及空間研究院
- 量子技術研究院
- 智齡研究院
- 體育科技研究院
- 可持續城市發展研究院

五、香港理工大學人工智能高等研究院
「InnoHK創新香港研發平台」科研中心
- 眼視覺研究中心 (CEVR)
- 人工智能設計研究所 (AiDLab)

六、大學研究院/中心/設施
大學研究院
- 潘樂陶韌性基礎設施研究院
- 中國商飛-香港理工大學大飛機研究院

大學研究中心
- 顏色、影像與元宇宙研究中心
- 國際城市能源研究中心
- 北京大學-香港理工大學中國社會工作研究中心
- 科技及創新政策研究中心（PReCIT）
- 理大馬歇爾醫學微生物學科技研究中心
- 地理空間智能研究中心
- 輔助技術研究中心
- 區塊鏈科技研究中心
- 碳戰略催化研究中心
- 中國歷史與文化研究中心
- 文化與藝術科技研究中心
- 人工智能與數據科學研究中心
- 電動車研究中心
- 未來（關愛）移動研究中心
- 樂齡與家庭研究中心
- 慢性肌肉骨骼疼創新技術研究中心
- 低空經濟研究中心
- 材料智造研究中心
- 納米科技研究中心
- 基於自然的城市基礎設施解決方案研究中心
- 仿生科學與工程研究中心
- 非侵入腦機介面研究中心
- 有機電子學研究中心
- 新智能系統安全與私隱技術研究中心
- 量化金融研究中心
- 無人自主系統研究中心
- 生物傳感和精準診療聯合研究中心
- 微細表面功能結構設計與近淨成形聯合研究中心
- 纖維創新與可持續材料聯合研究中心
- 海洋基礎設施聯合研究中心
- 微電子聯合研究中心
- 基層健康聯合研究中心
- 香港理工大學-華大全球海洋資源基因組與合成生物學聯合研究中心
- 香港理工大學-中科院太空製造技術聯合研究中心
- 香港理工大學-華南理工大學先進與綠色複合材料聯合研究中心
- 香港理工大學-史丹福大學縱向深度組學聯合研究中心

大學研究設施
- 動物資源中心
- 三維打印技術中心實驗室
- 神經科學中心實驗室
- 大數據分析中心實驗室
- 化學和環境分析中心實驗室
- 生命科學中心實驗室
- 材料與器件中心實驗室

七、院系研究中心
理學院
- 食物安全及科技研究中心
- 盧家驄天然抗癌藥物研發中心

工商管理學院
- 物流研究中心
- 航運研究中心
- 數字經濟研究中心

建設及環境學院
- 理大納米3D混凝土打印研究中心
- 安全設計研究中心
- 智慧消防與城市韌性研究中心
- 可持續城市建設研發中心
- 城市減災研究中心
- 香港理工大學 – 武漢大學衛星導航定位技術夥伴研究中心

計算機及數學科學學院
- 人體生物特徵識別研究及創新中心
- 協作生成式人工智能研究中心
- 香港理工大學–山東大學應用數學與金融科技聯合交叉研究中心
- 非線性分析研究中心
- 智能運籌學研究中心
- 生成式人工智能的數學基礎研究中心

工程學院
- 行為與知識工程研究中心
- 電網現代化研究中心

醫療及社會科學院
- 近視研究中心

人文學院
- 醫療傳意優化國際研究中心
- 語言認知神經科學研究中心
- 英文專業傳意研究中心

酒店及旅遊業管理學院
- 酒店及旅遊研究中心

其他
- 航空服務研究中心

香港理工大學並未設有出版公司及成立出版社。任何以香港理工大學為名的中國大陸盈利性出版公司，均與香港理工大學沒有任何關係

## 大學標誌

### 校徽

香港理工學院（1972-1994）校徽

理大校徽以七十年代初香港理工學院的校徽設計為藍本。校徽的圓角代表理工英文拼寫的「P」及大學英文拼寫的「U」，而校徽內的字母「T」代表卓越科技，亦予以保留；而周邊開口的設計則代表大學將與世界作更緊密的聯繫。

### 校長徽章
校長徽章的設計以理大的發展歷史為靈感，透過將大學前身包括香港官立高級工業學院、香港工業專門學院、香港理工學院以至現今的校徽串連起來，展示雖然名稱及角色隨着時代變遷而有所改變，但大學仍然謹守校訓精神。

### 大學權杖
大學權杖是權力與知識的象徵，於大學畢業禮及其他重要典禮舉行時，帶領隊伍進入會場。

### 校訓
理大的校訓為「開物成務，勵學利民」。
「開物成務」出自《易．系辭上》﹕「夫《易》，開物成務，冒天下之道，如斯而已者也。」孔穎達疏：「言《易》能開通萬物之志，成就天下之務，有覆冒天下之道；斯，此也。易之體用，如此而已。」意謂《易》的功用，就在使人通曉萬物之理，並根據這種知識去辦事，把事情辦好。
「勵學利民」取自漢王充《論衡》﹕「夫可知之事，惟精思之，雖大無難；不可知之事，厲心學問，雖小無易。故智能之士，不學不成，不問不知。」及《逸周書》：「王者所佩在德，德在利民。」

## 校園

### 主校園

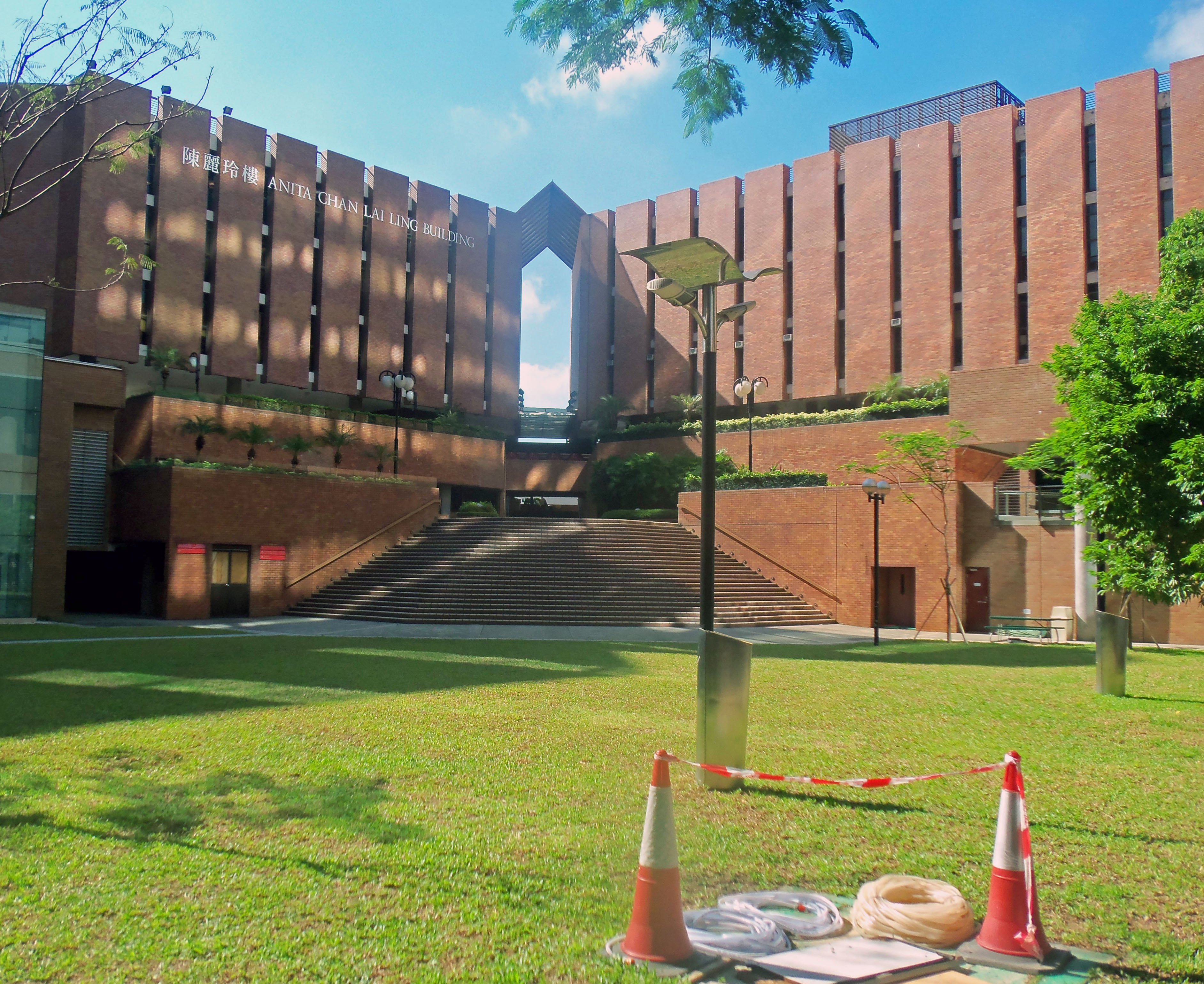
陳麗玲樓及其前方的草地

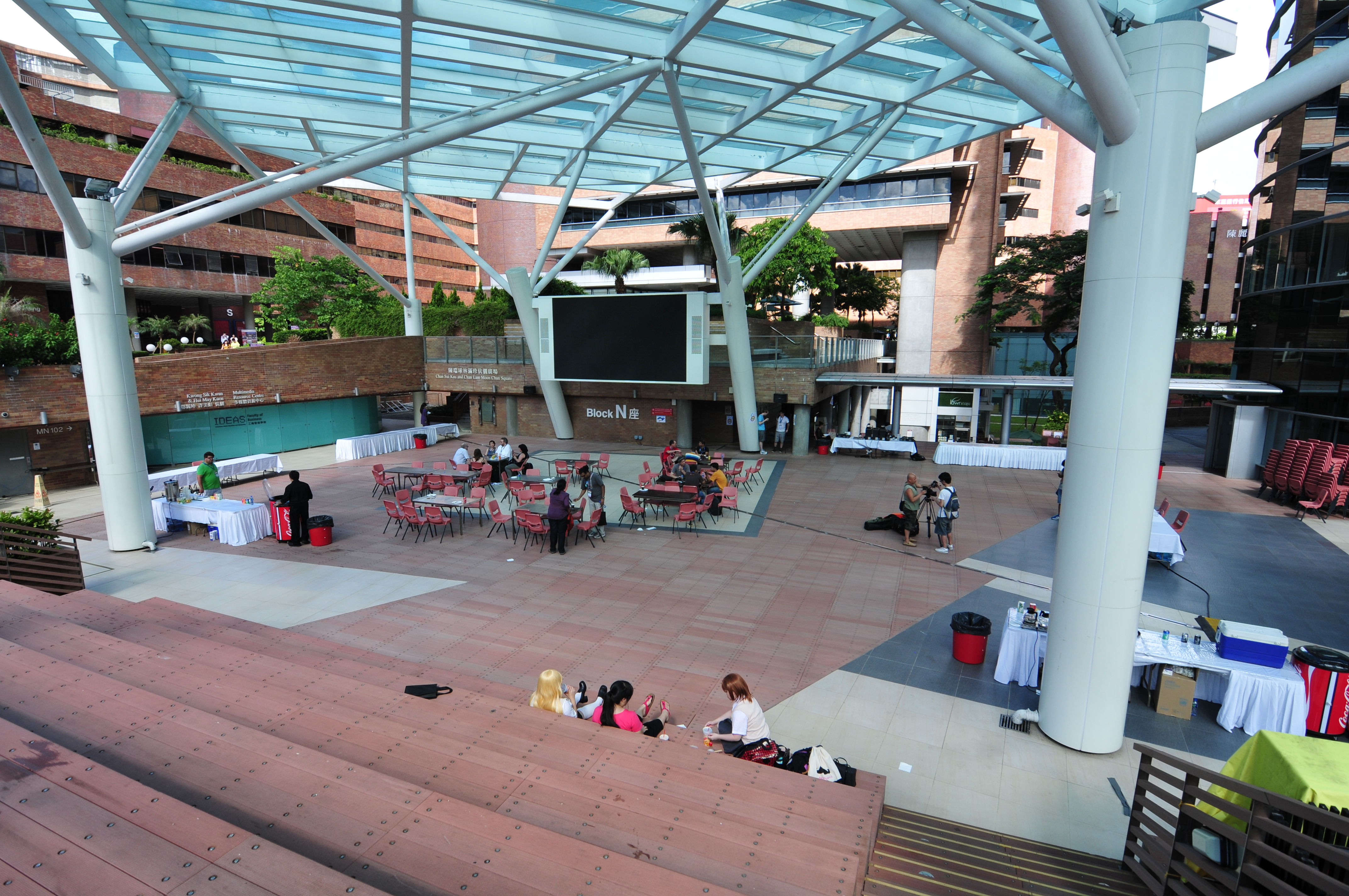
翻新後的校徽廣場加設天幕

理大主校園佔地約92,000平方米，毗鄰海底隧道九龍入口及港鐵紅磡站。除課室、實驗室及其他教學設施外，校園亦設有多種運動、康樂及其他設施，如綜藝館、工業中心和語言自學中心等。此外，亦有餐廳、書店及銀行等設施。
校園內有約20座不同的建築物，當中有一些建築物間是互相連接的。除以捐款者命名外，大學各大樓均配有英文字母（A至Z棟或座，沒有I、K和O，大學樓除外）以作識別。除A、L（包玉剛圖書館）、M（李嘉誠樓）、N、P（陳麗玲樓）、R（陳鮑雪瑩樓）、S（文康大樓）、U（匯信樓）、V（賽馬會創新樓）、VA（邵逸夫樓）、VS（邵逸夫體育館）、W（何耀光樓／工業中心）、X、Y（李兆基樓）、Z座外，其餘各大樓是以旁邊的兩個棟（Core）命名，例如HJ翼，即是指H棟和J棟中間的何鴻燊樓。演講廳，課室，實驗室等設施都分佈在這些大樓中。其中第8期為建設及環境學院所屬的「Z座」大樓，於2013年完成。Z座與校區內的Y座有一條非校區行人隧道連接，由Y座步行到Z座需約5分鐘。另外，連接Z座平台和主校園X座的行人天橋是校園的標誌性建築物，除了加強校園內的通達程度，更為學術研究提供試驗平台。2022年，為慶祝八十五周年校慶，校方特別為座落於校園A座近暢運道的校門重新設計成主校門，其糅合經典的柱廊設計和具標誌性的紅磚建築風格，成為理大的重要地標。
理大主校園位於尖東及紅磡灣填海區，尖東及紅磡灣填海區可以育才道區分。育才道以西之尖東填海區早於1900年代築成，以配合九廣鐵路工程開展。柯士甸道和漆咸道交界（現今A座）曾一度為原紅磡站。1950年，位於加士居道和漆咸道交界的市政局墳場及火葬場辦事處、厝房和永别亭落成（現今X座和Y座西面部份），屍體可經路九廣鐵路路軌運送到該處。
育才道以東之紅磡灣填海區於戰後築成。1957年，工專新校舍落成，位於現今理大校舍P座至W座一帶，校舍有一座主樓（奠基樓）、禮堂（賈士域堂）、工場和實驗室（林肯蜆殼複合工場，即後來理工學院的工業中心）、宿舍、停車場和運動場，建築風格是1950-60年代的典型香港政府建築設計，屬於現代主義建築風格，簡約務實，主張功能主義。
理工學院成立初期，一方面沿用工專所有建築物，另一方面陸續接管毗鄰原校舍的倉庫、社會福利署紅磡廚房、聖公會童膳會、商船海員俱樂部、童軍區會大樓、四所殯儀廳、九廣鐵路體育聯誼會、九廣鐵路員工宿舍、九廣鐵路小學學校和聖若望英文書院校舍，並租用鰂魚涌太古船塢舊辦工大樓以增加學校設施。同一時間，理工學院在校舍南面和西面地皮展開擴建校園計劃，直至1990年代舊校舍原建築群陸續重建成多座新教學大樓。
理工學院主校園第一期於1976年落成，建於原工專校舍南面。新校園由日裔建築師木下一設計，考慮到大學校園地段面積有限，木下一把地下一層留為車輛通行及貨物上落，平台則開放予學生通往不同 Core；同時各建築物再升高一層，此舉除了令平台空間更廣闊，也提供了遮風擋雨的作用。而平台以上是五層高的大樓，用作教室、講廳和辦公室等用途，平台以下之主要為工場和實驗室。用紅磚鋪砌的大樓和平台具有標誌性特色，使到理工大學成為九龍地區的地標性建築群。
| 校園發展計劃 | 範圍（建築以現時名稱為準）                 | 落成年份 | 原址前身                                                       |
| ------------ | ------------------------------------------ | -------- | -------------------------------------------------------------- |
| 第1期        | CD座、CF座、DE座、EF座和FJ座               | 1976年   | 原工專校舍南面的倉庫                                           |
| 第1期        | 圖書館                                     | 1977年   | 原工專校舍南面的倉庫                                           |
| 第2期        | 員生中心（VA座和VS座）、紡織和製衣學院工場 | 1978年   | 九廣鐵路小學校舍、員工宿舍和路軌、九龍公眾殮房                 |
| 不適用       | 游泳池                                     | 1978年   | 九廣鐵路小學校舍、員工宿舍和路軌、九龍公眾殮房                 |
| 第2A期       | FG座和GH座                                 | 1981年   | 九廣鐵路小學校舍、路軌                                         |
| 不適用       | 方樹泉堂                                   | 1983年   | 九廣鐵路小學校舍、員工宿舍                                     |
| 第2B期       | HJ座                                       | 1984年   | 中華電力變電站                                                 |
| 不適用       | 運動場和體育館                             | 1987年   | 倉庫（1950年前）；球場、九廣鐵路體育聯誼會                     |
| 第3A期       | A座、AG座、BC座、劇院、保健中心和主校門    | 1989年   | 聖若望英文書院校舍、九廣鐵路路軌、商船海員俱樂部、童軍區會大樓 |
| 第3B期       | 文康大樓、QT座和ST座                       | 1990年   | 紅磡廚房、童膳會和倉庫                                         |
| 第4期        | W座（工業中心）、U座和TU座                 | 1992年   | 工業中心（1989年清拆）                                         |
| 第5期        | PQ座、P座和擴建圖書館                      | 1994年   | Admin Block、原工專奠基樓東面部份                              |
| 第6期        | 賽馬會綜藝館                               | 1999年   | 賈士域堂                                                       |
| 第6期        | M座                                        | 2001年   | 賈士域堂、奠基樓                                               |
| 不適用       | QR座和R座（專業大樓）                      | 2002年   | 賈士域堂、奠基樓                                               |
| 第7期        | Y座                                        | 2005年   | 柏年苑和兩層高的員工宿舍                                       |
| 第8期        | Z座                                        | 2013年   | 漆咸道牲口站、何文田貨場                                       |
| 不適用       | V座                                        | 2014年   | 李格致運動場、李格致體育館                                     |
| 不適用       | X座                                        | 2017年   | 輔助教學樓（臨時建築物X座）和網球場                            |

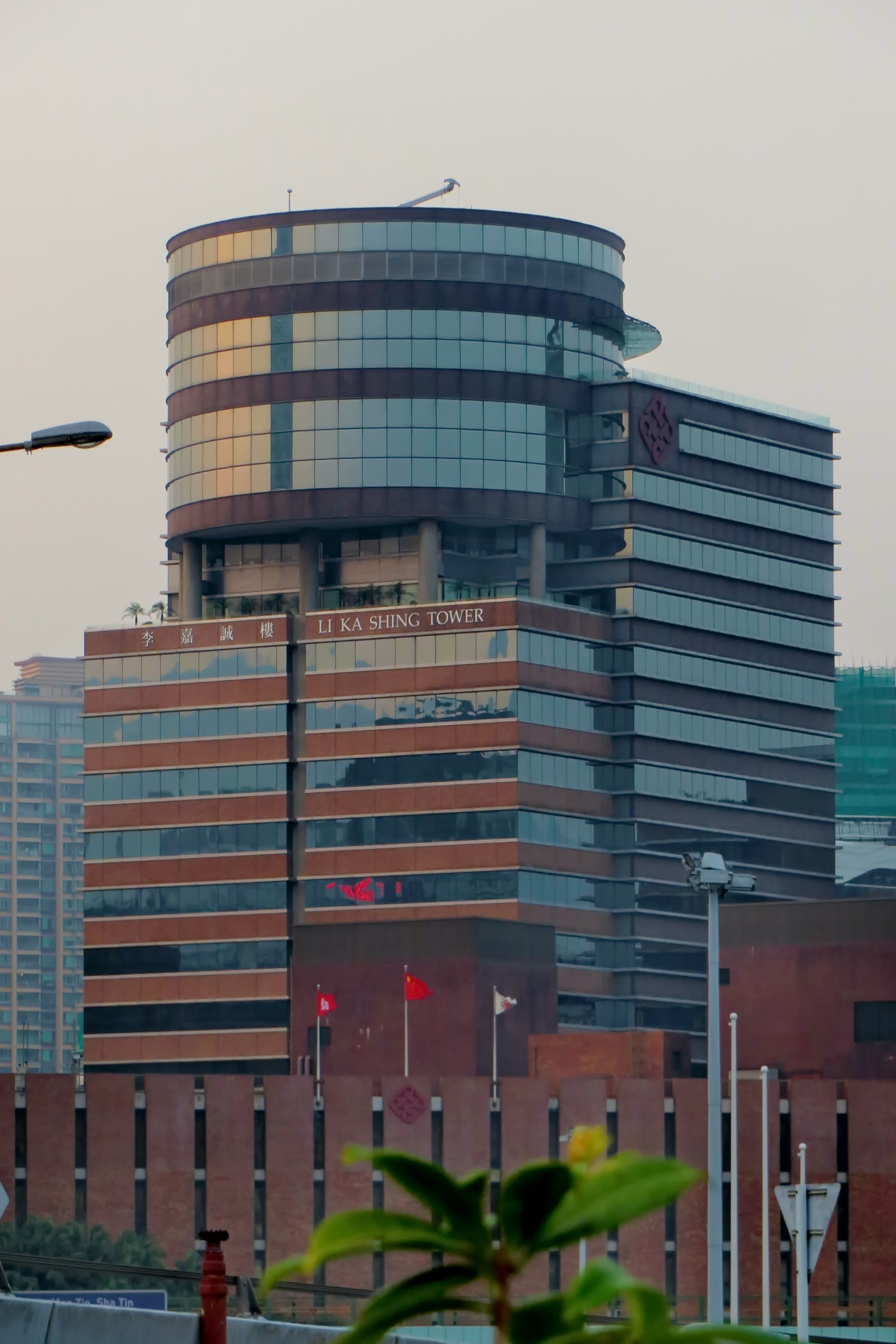
李嘉誠樓
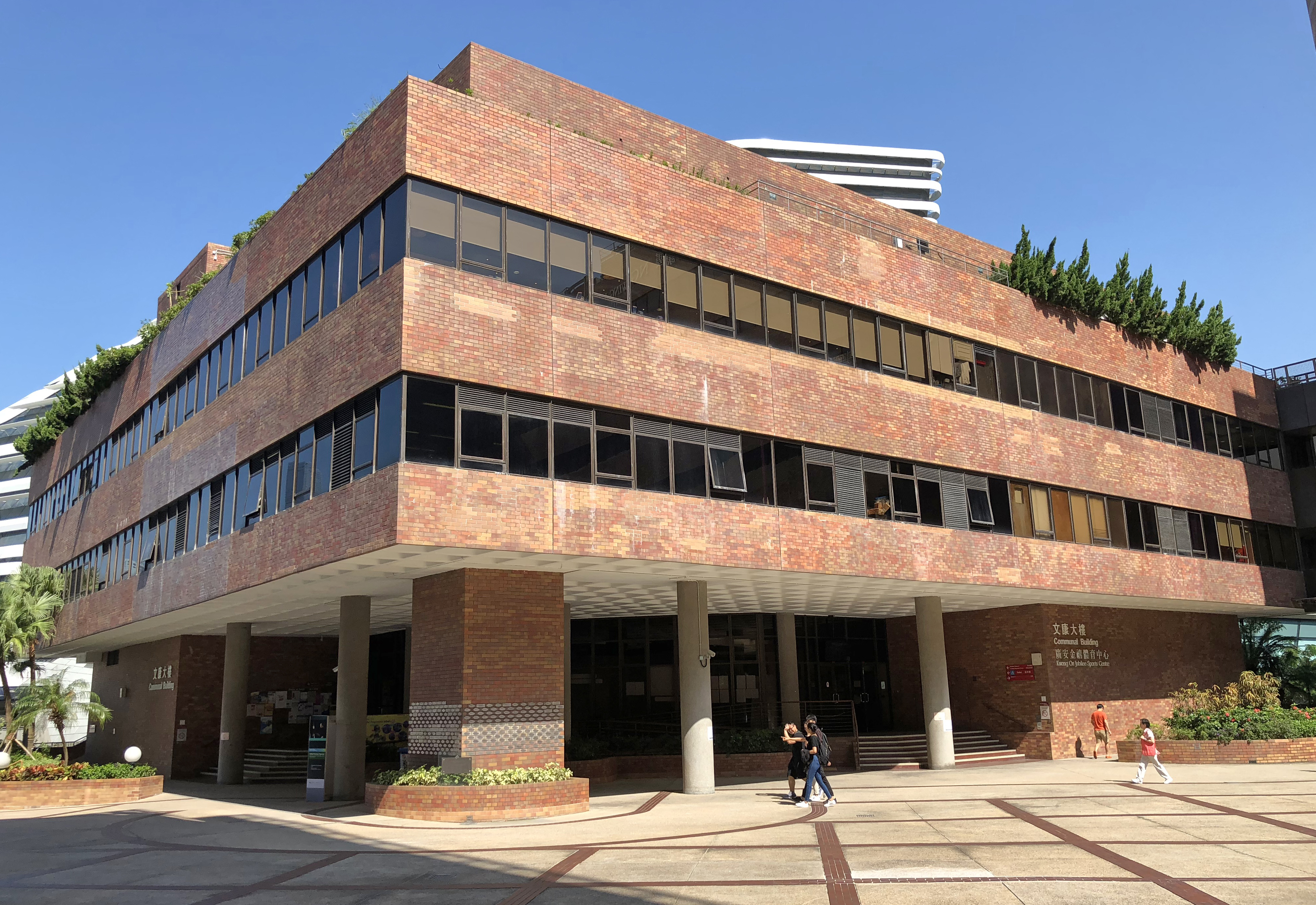
文康大樓
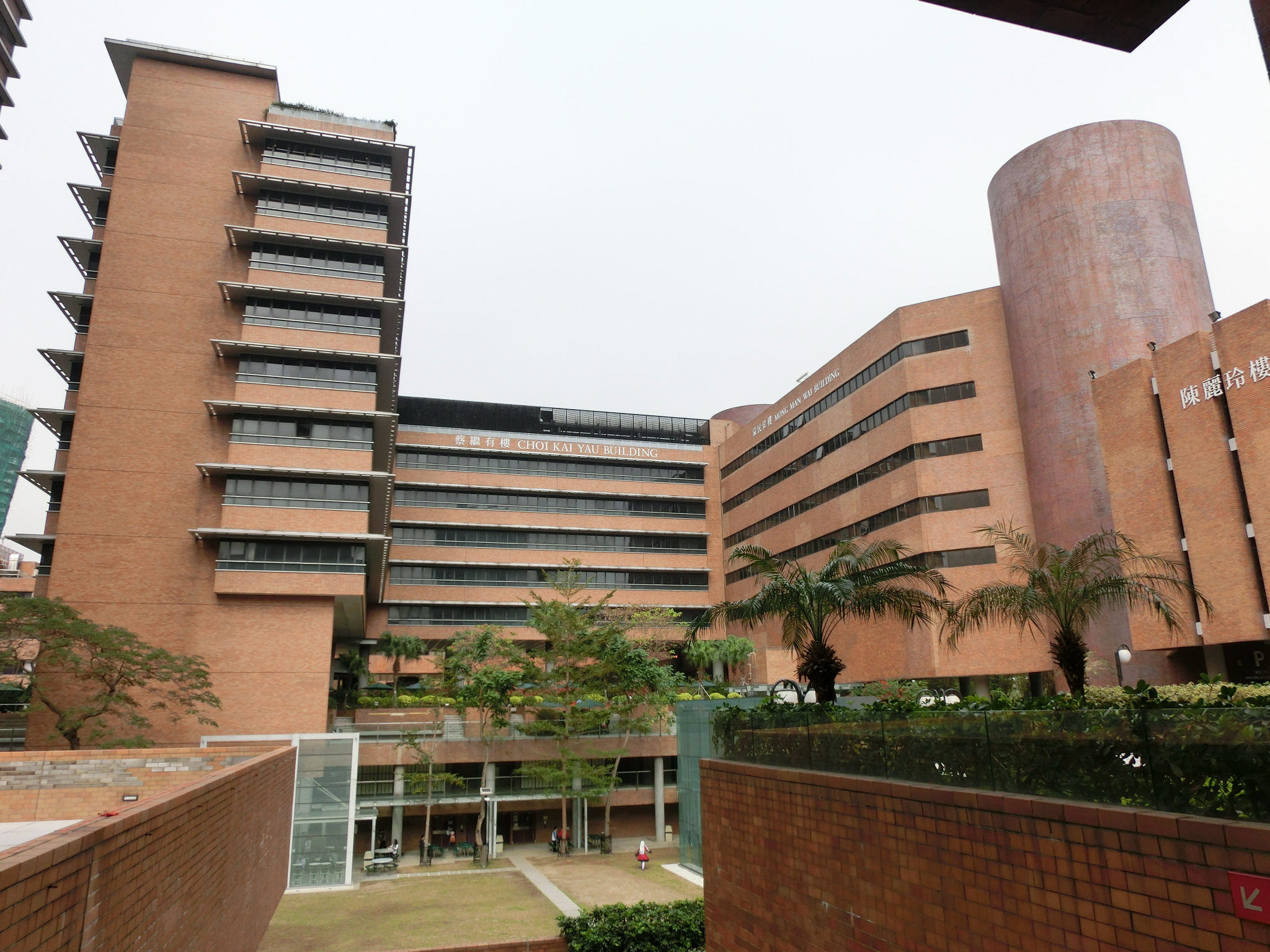
陳鮑雪瑩樓、蔡繼有樓及蒙民偉樓
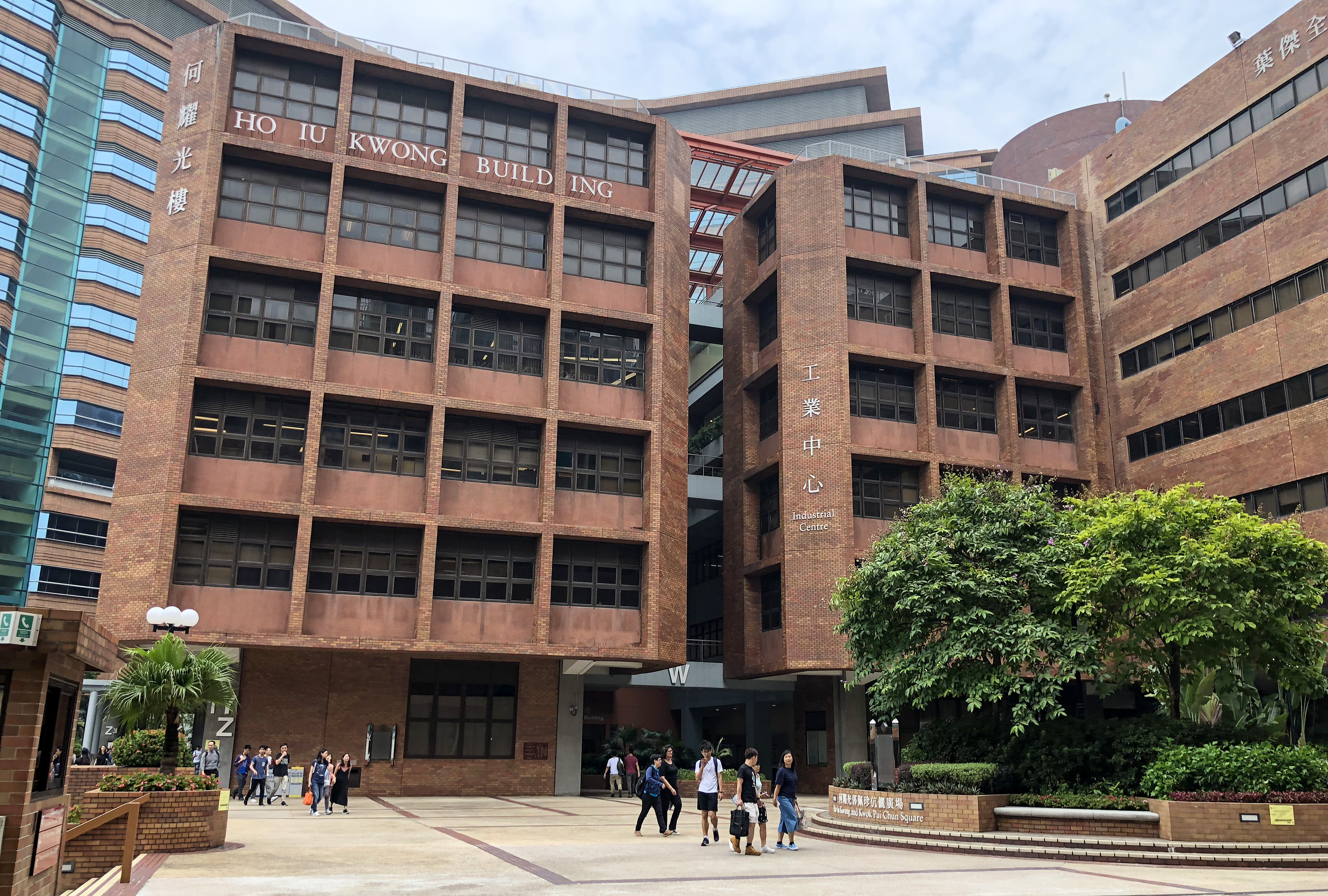
W座為何耀光樓/工業中心
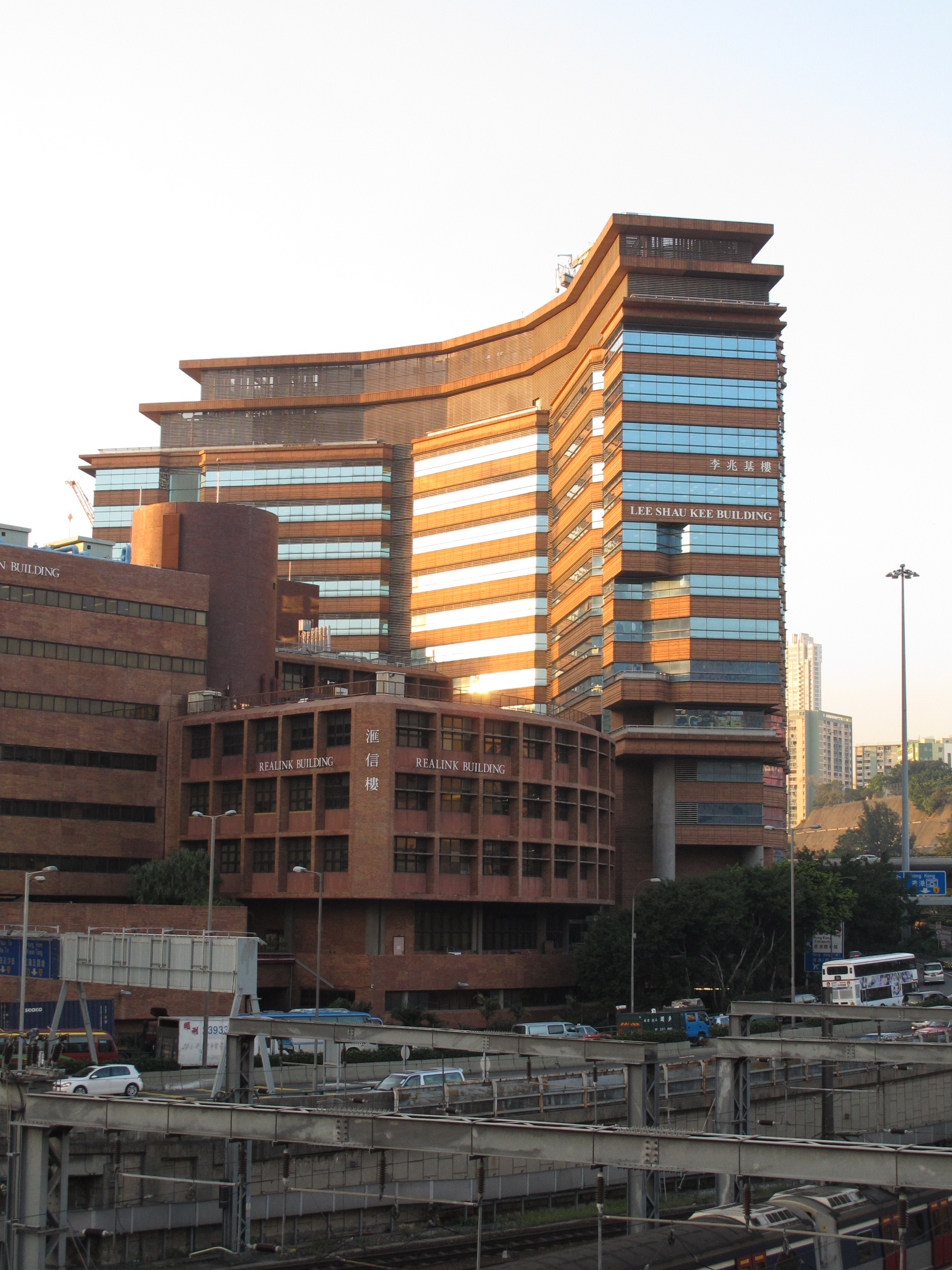
Y座/李兆基樓

### 第八期校園 （Z座）

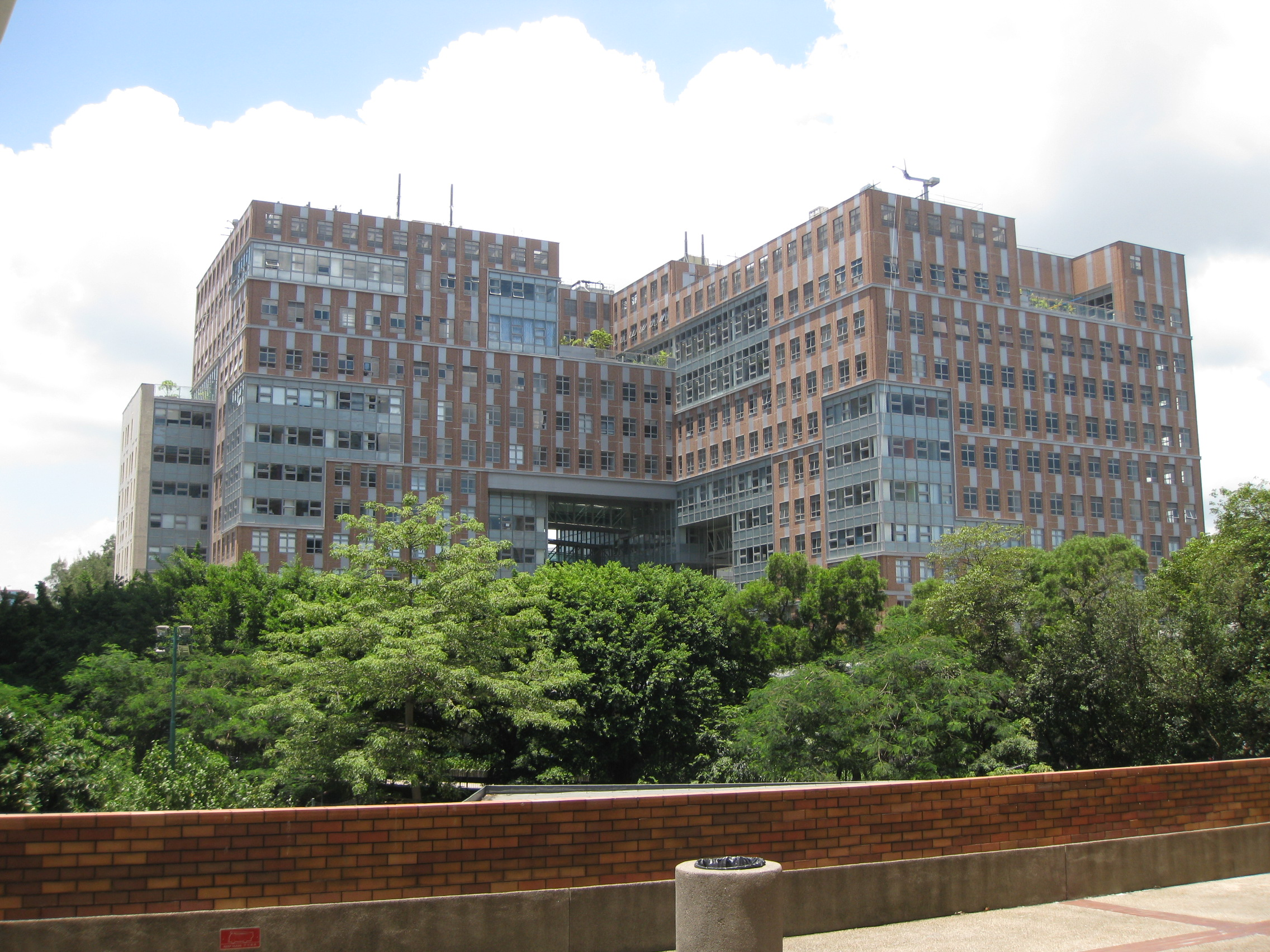
Z座為香港理工大學建設及環境學院所屬

Z座是一幢樓高15層（包括兩層地庫及6層平台）、淨作業樓面面積約25,600平方米的教學及行政大樓，由中國建築承建。該位置以前是漆咸道牲口站、何文田貨場所在地。九廣鐵路從前通往舊尖沙咀火車站的一小段鐵路段仍然存在，且通往Z座地下，大約位於Z205至Z213室以下地面。該部份範圍由港鐵公司管理，正改建為東鐵綫新車輛輪對維修廠，預計2025年暑假竣工。

### 唯港薈教研酒店

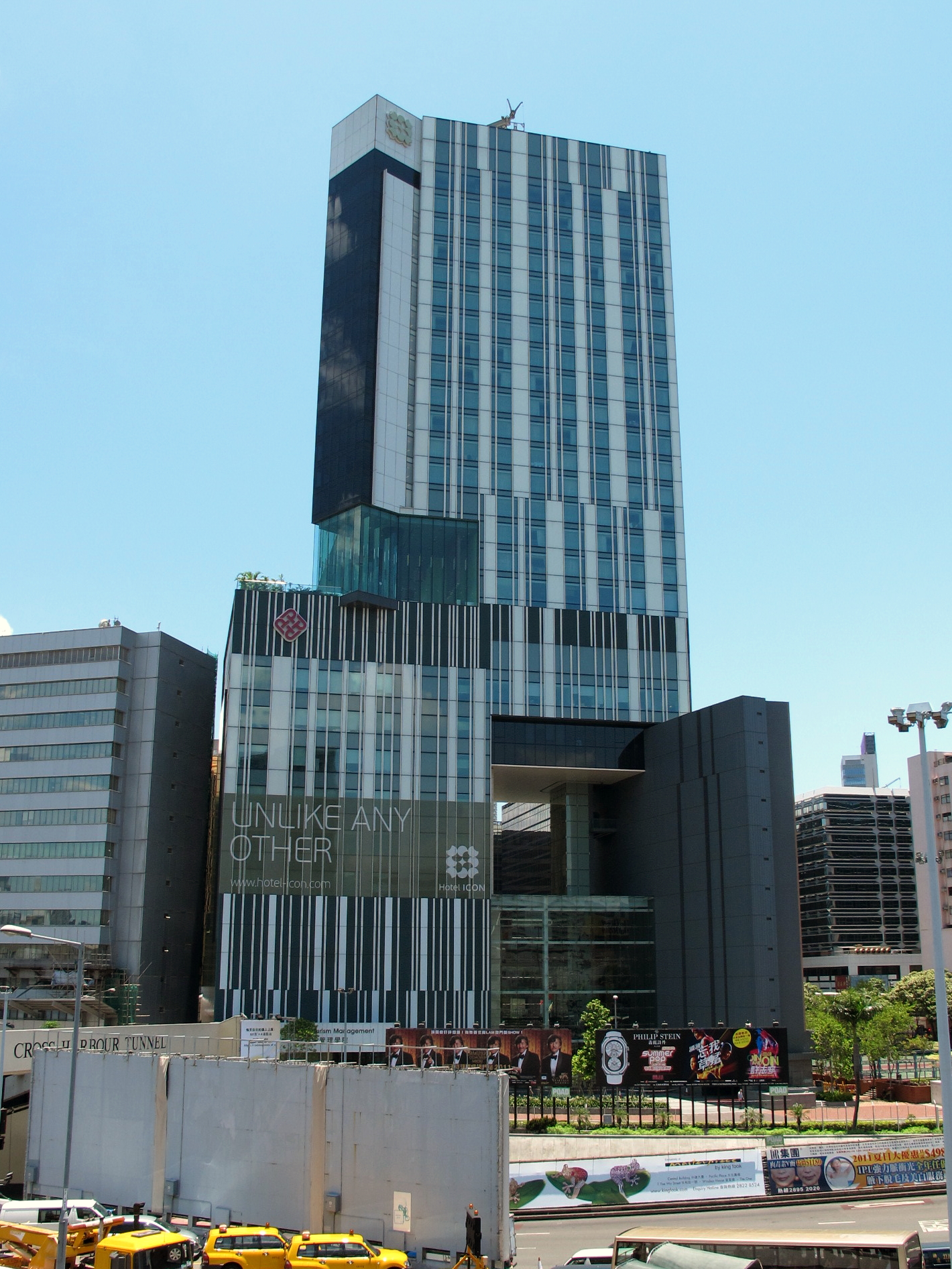
唯港薈

位於九龍尖沙咀東部科學館道17號理大的教職員宿舍「百粹苑」（建於1980年）於2007年被拆卸及重新發展，現址為酒店唯港薈，於2011年6月落成，由香港理工大學全資擁有，為酒店及旅遊業管理學院的教研酒店，更是全球首間結合教學研究與酒店服務的酒店。

### 紅磡灣校園和西九龍校園
為舒緩主校園設施的使用和運作壓力，香港理工大學於2007年和2008年先後於紅磡灣和西九龍興建兩所校園，以提供相關的設施予理大持續及專業教育學院（CPCE）的學生上課之用。兩校落成之初皆以「香港理工大學香港專上學院」作為分校名稱。然而「香港專上學院」（HKCC）只是持續及專業教育學院轄下開辦自資副學士和高級文憑課程的其中一個部門，而同屬持續及專業教育學院的專業進修學院（SPEED）(提供銜接學位課程)，以及部份理大本部的自資課程也會使用該兩所校舍。為配合同屬持續及專業教育學院轄下的專業進修學院開辦更多的榮譽學士學位課程，同時因為香港理工大學直接頒授的自資學位課程在2012年開始陸續遷至紅磡灣和西九龍校園，「香港專上學院」於2014年初被「除名」，並把原本在招牌字眼上不明顯「香港理工大學」之名加以強調，運作模式上近似香港浸會大學國際學院的石門校園。
配合2021年政府的施政報告，理大有意將紅磡灣校園改作科研發展用途。因此由2022年起，紅磡灣校園開始分階段進行大型翻新工程。完成後，人文學院及商學院會遷至紅磡灣校園。而原有於紅磡灣校園內的專業及持續教育學院的設施將全數搬遷到西九龍校園。專業及持續教育學院的教學活動將集中在西九龍校園進行。西九龍校園亦會進行大型翻新工程，包括興建教室、實驗室和設計工作室。2023年，人文學院辦公室率先遷至紅磡灣校園5樓。2025年，人文學院轄下學系陸續遷至紅磡灣校園6 - 9樓。

### 何文田校舍

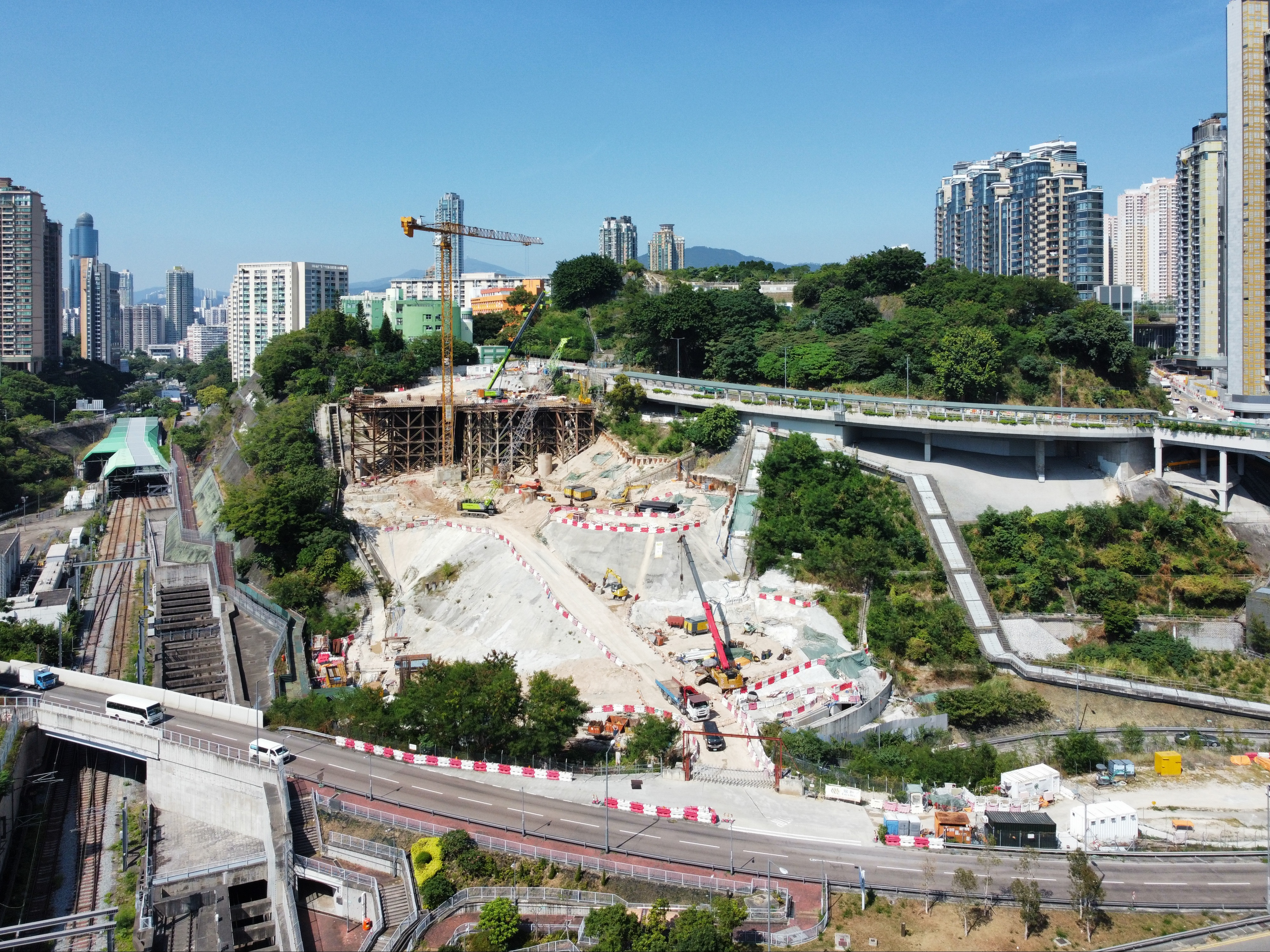
理大何文田校舍地盤（2024年11月）

何文田校舍為理大的校園擴建計劃之一，以興建學生宿舍及新教學樓為目標。康復治療科學系的教學、研究和服務設施將於2027年遷往理大位於何文田的新校舍。
該地段將鄰近港鐵何文田站，屆時可為大學增加超過1,200個學生宿位及提供超過10,000平方米的教研空間，供視光學系與物理治療學系遷入使用，並提供公眾門診服務。
| 計劃                                        | 進度   | 完工年份        |
| ------------------------------------------- | ------ | --------------- |
| FJ座擴建計劃                                | 已完成 | 1998年          |
| ST座擴建計劃                                | 已完成 | 1998年          |
| 連接D座與至海底隧道及行人天橋的架空行人通道 | 已完成 | 2007年          |
| GH附屬樓                                    | 已完成 | 2009年          |
| 連接主校園至Z座的行人天橋                   | 已完成 | 2019年          |
| 主校門翻新工程                              | 已完成 | 2022年          |
| 圖書館擴建和翻新工程                        | 已完成 | 2023年          |
| 九龍塘學生宿舍                              | 興建中 | 2028年（預計）  |
| VA和VS座重建計劃                            | 申請中 | 2030年（預計）  |
| P座擴建計劃                                 | 申請中 | 2025年（預計）  |
| 工業中心（U座和W座）擴建及翻新計劃          | 申請中 | 2029年（預計）  |
| 創新館重建計劃                              | 申請中 | 2027年（預計）  |
| 在紅磡海底隧道收費廣場上興建綠化平台        | 研究中 |                 |
| 西九龍校園翻新工程                          | 進行中 | 2025年9月(預計) |
| 紅磡灣校園翻新工程                          | 進行中 | 2026年          |

## 校園設施

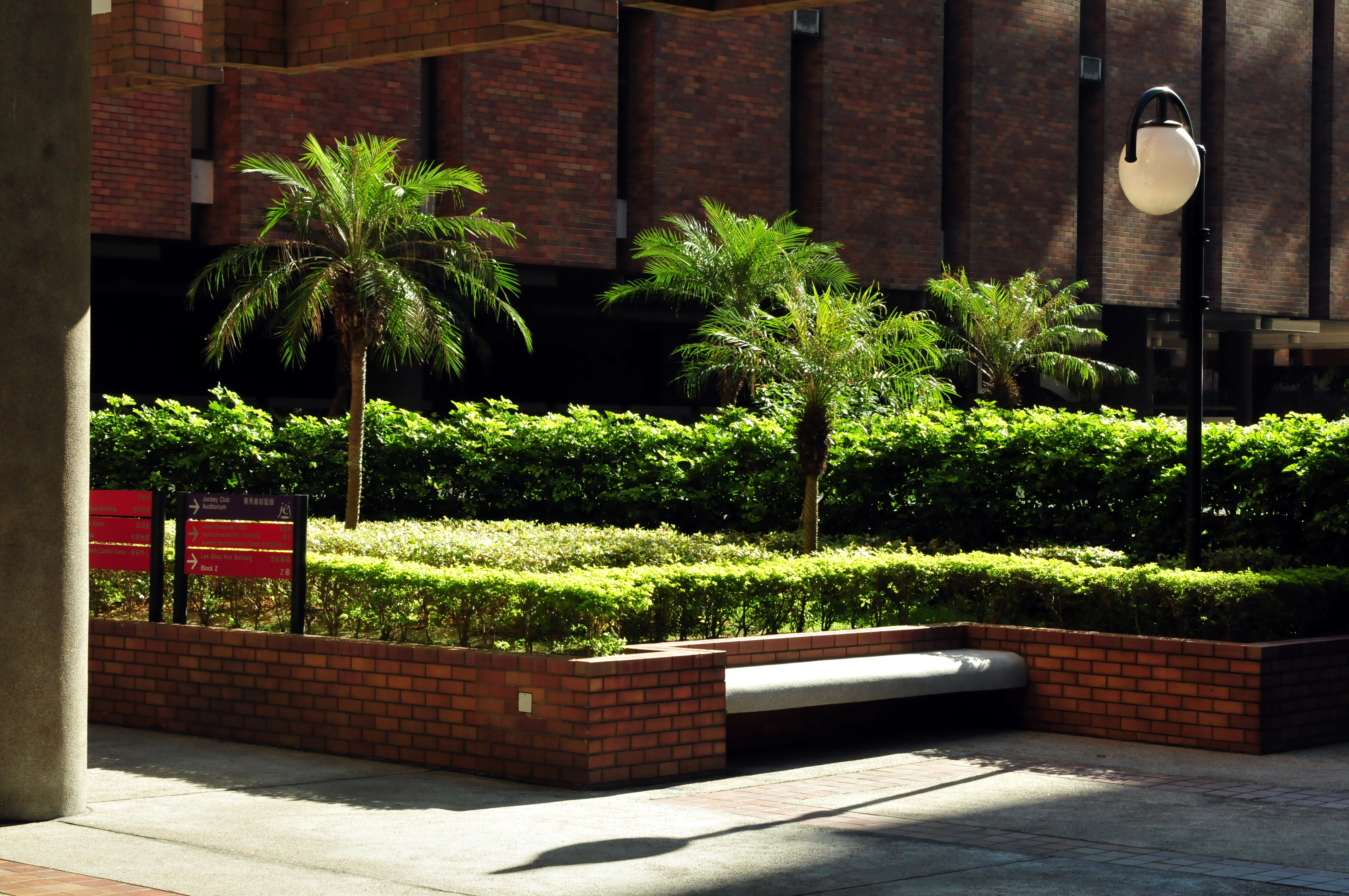
校園內一休憩處

### 行政樓及教學樓

#### 李嘉誠樓（M座）
李嘉誠樓位於校園中央，於2001年落成，是校園最高的大樓，樓高18層，總面積約22,500平方米，可供教學、行政、集體活動等用途。該樓設計構想為三個幾何形式相互碰撞而成，為向主校園的色調致敬，拱肩牆採取緋紅色面磚裝飾。其頂部空間呈現「鼓」狀，屬行政管理層，包含校長室、教務委員會及校董會的專用房皆位於此處。該樓的主體還設有中央信息中心和計算機中心，而設於一側的兩層高附樓則有演講廳和展覽中心等。理大將大樓命名為「李嘉誠樓」，以鳴謝李嘉誠基金會於2000年6月1日捐贈港幣一億元支持學校的未來發展，是理大創校以來所獲得最大數額的個人捐款。

#### 賽馬會創新樓（V座）

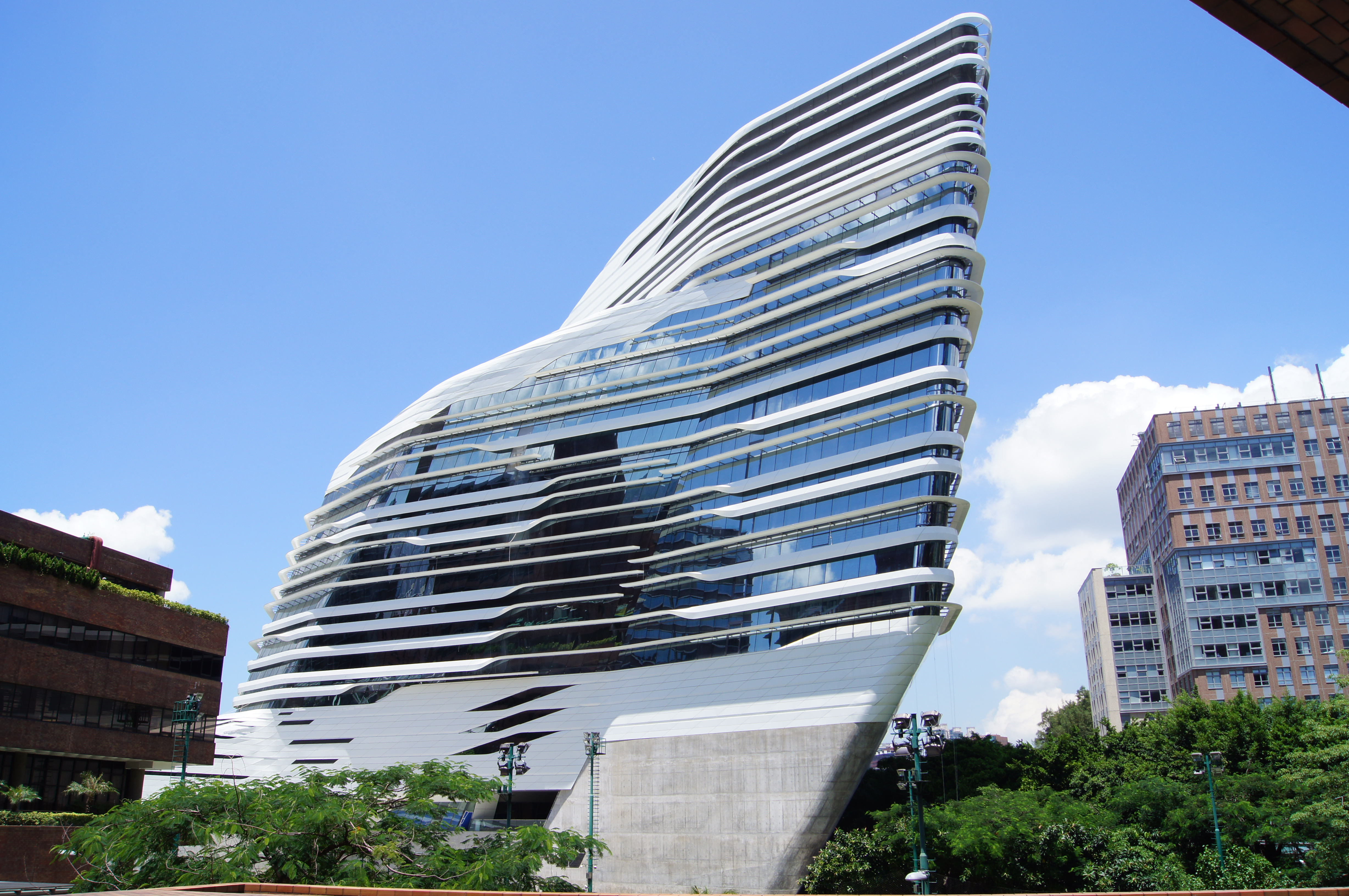
專供設計學院使用的“創新樓”（Innovation Tower）於2013年9月落成，2014年3月正式開幕

賽馬會創新樓專供設計學院的1,800位學生和教職員使用，位於現時X座附近，承建商為瑞安建業，由普利兹克建筑奖獲獎建築師薩哈·哈帝女爵士及香港著名建築師吳永順設計，樓高15層，實用面積15,000平方米，設計時融合了天然地貌與地板及窗頁建材，為大樓引入天然光線和新鮮空氣。此大樓於2013年9月落成啟用，到2014年3月18日正式開幕。大樓設計時新，設備先進，以設計教學及創新用途為主，亦會舉辦不同類型的展覽。大樓設施包括位於地下的展覽廊、多用途課室與演講室、設計工作室與工場，以及共用空間等。由於外觀呈超現代風格、造型獨特，大樓成為校園地標之一，吸引不少遊客慕名參觀。

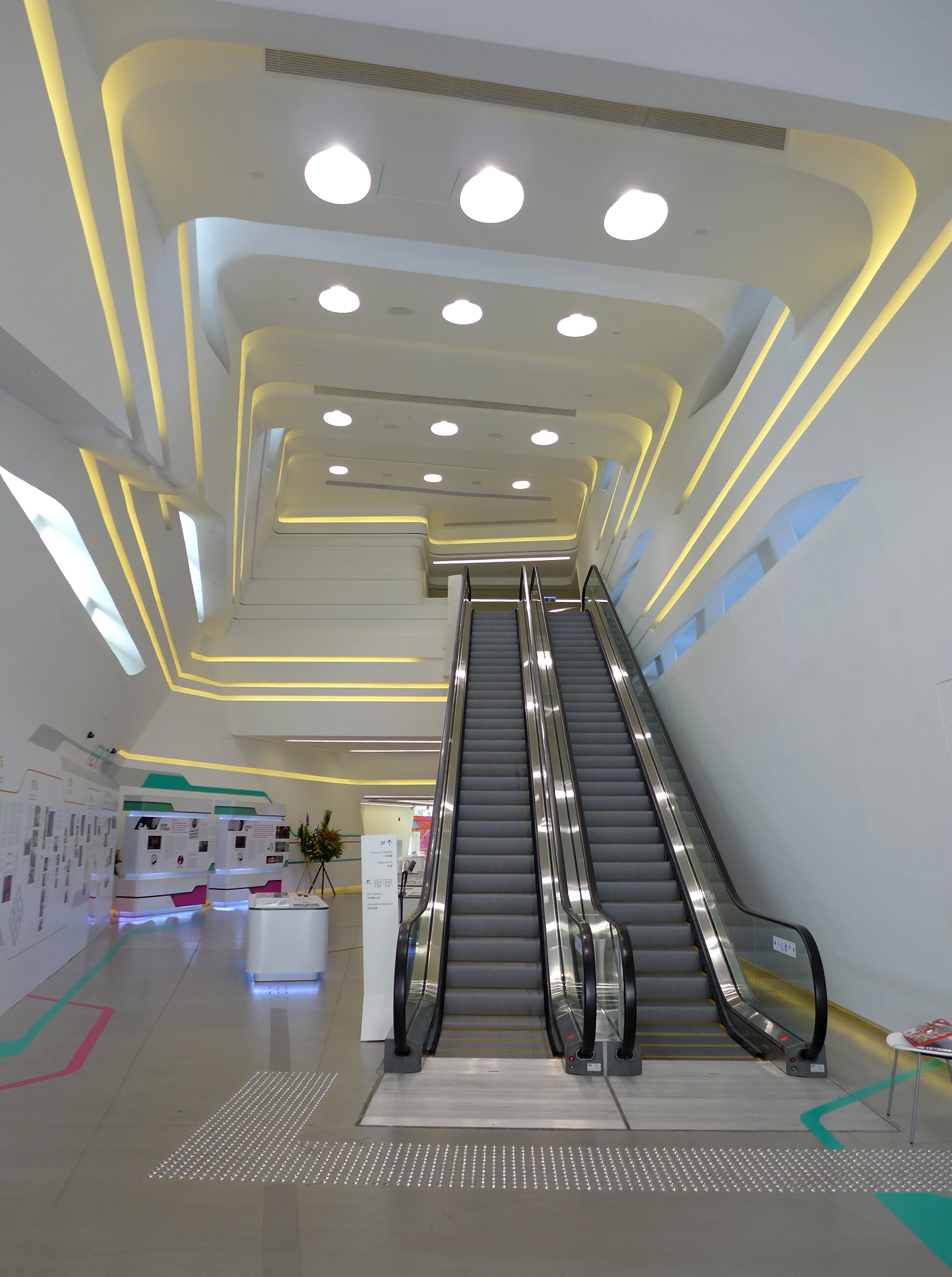
入口中庭
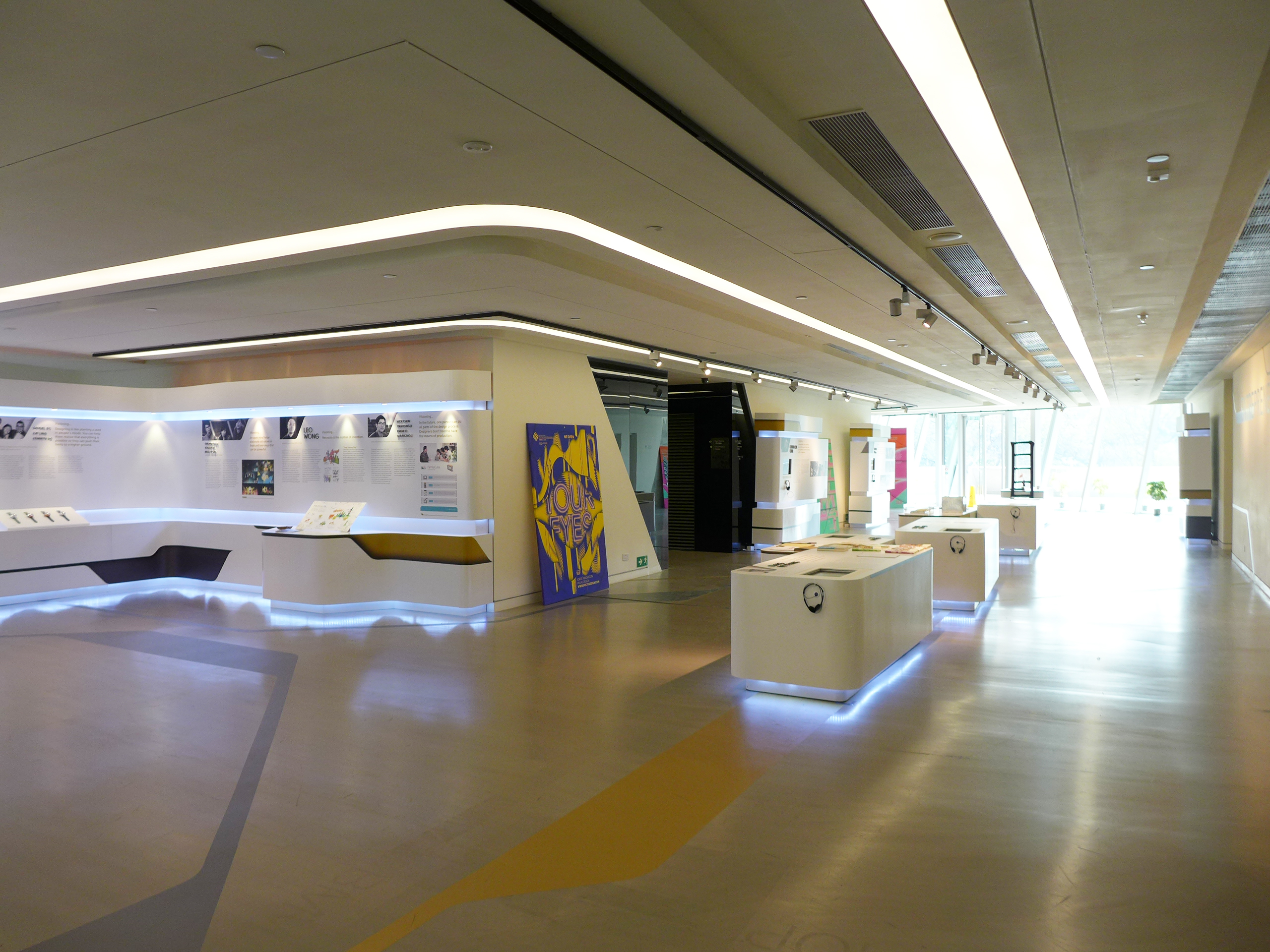
地下的展覽廊
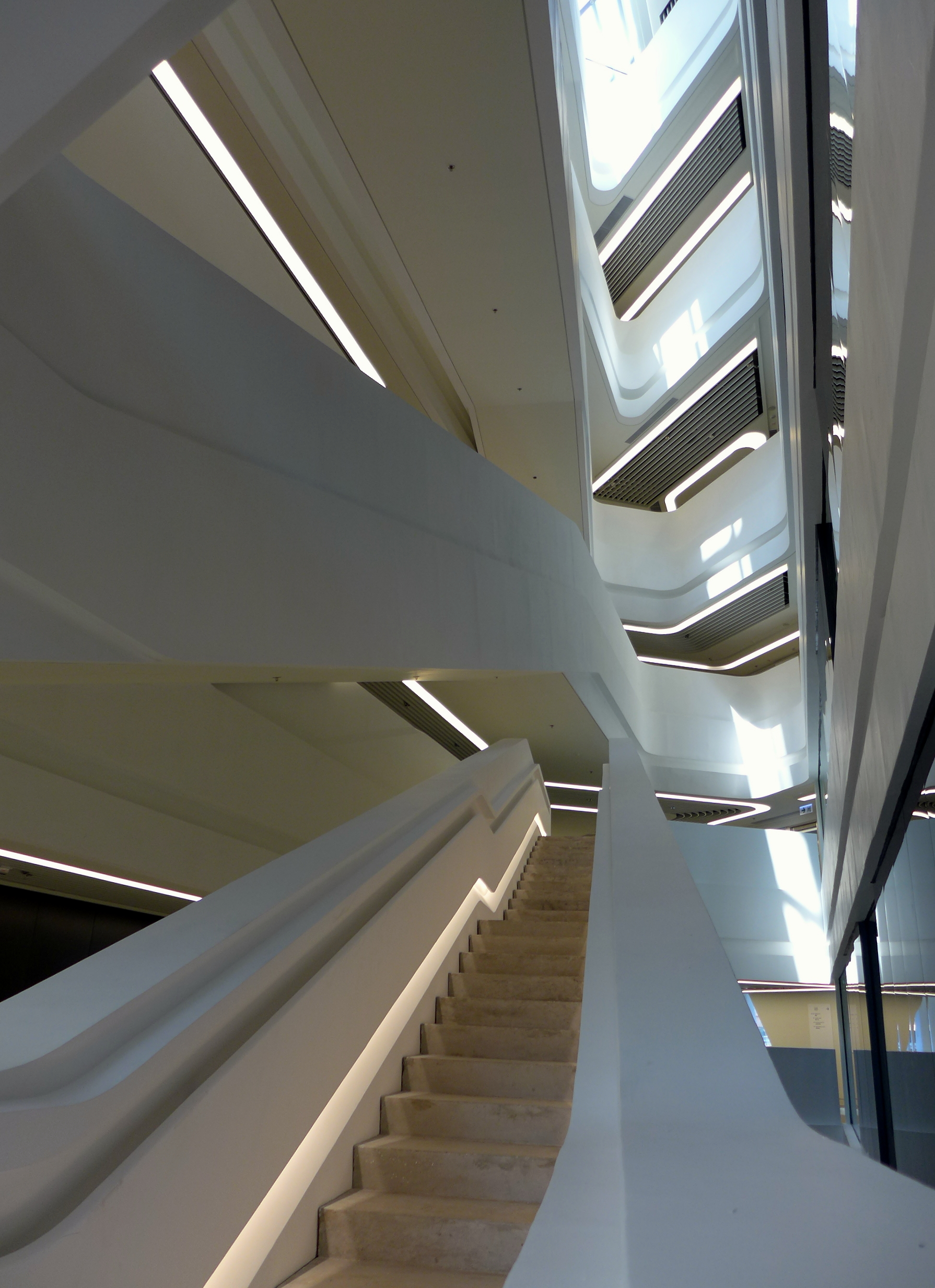
中庭樓梯
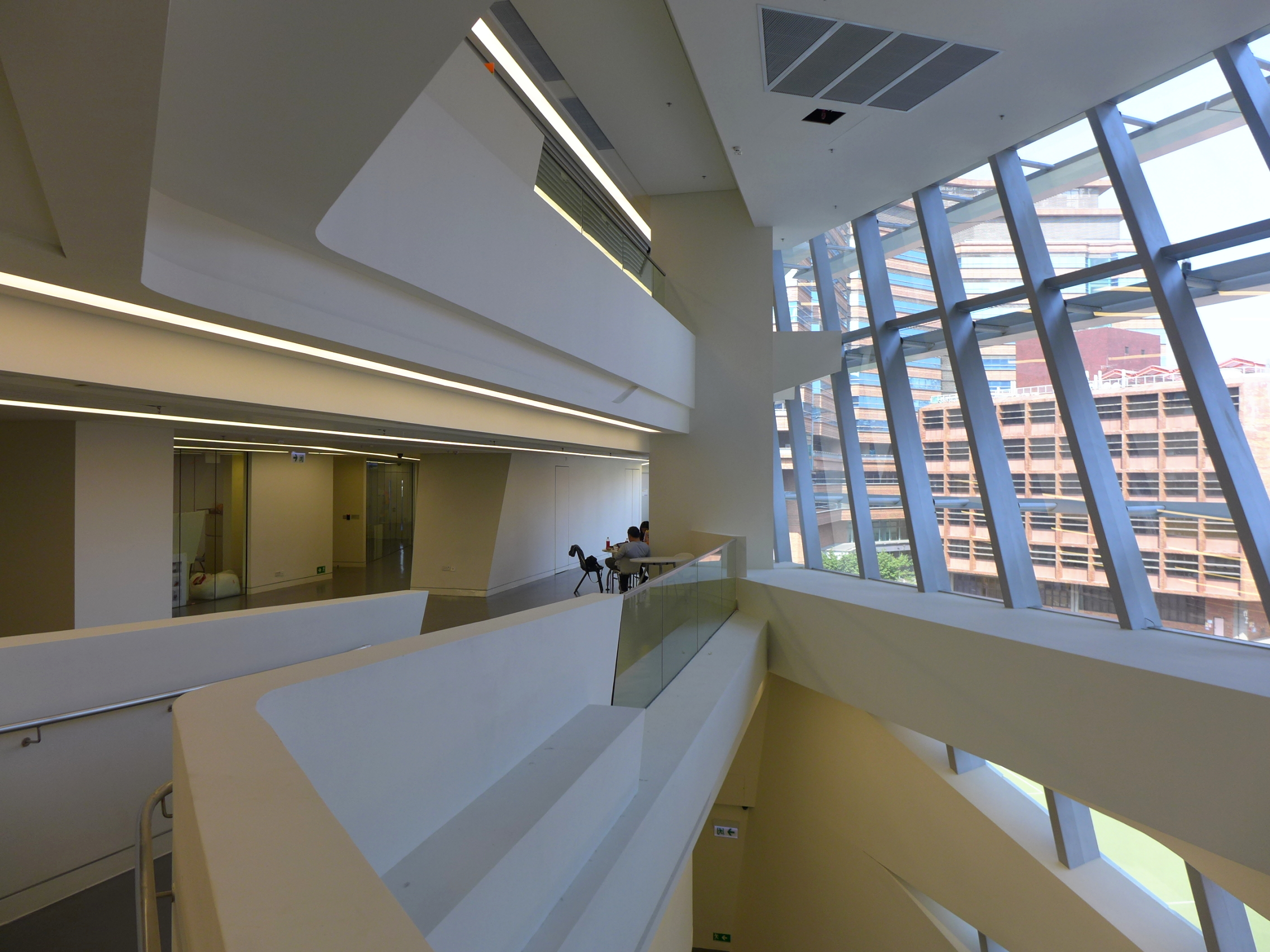
共用空間中庭
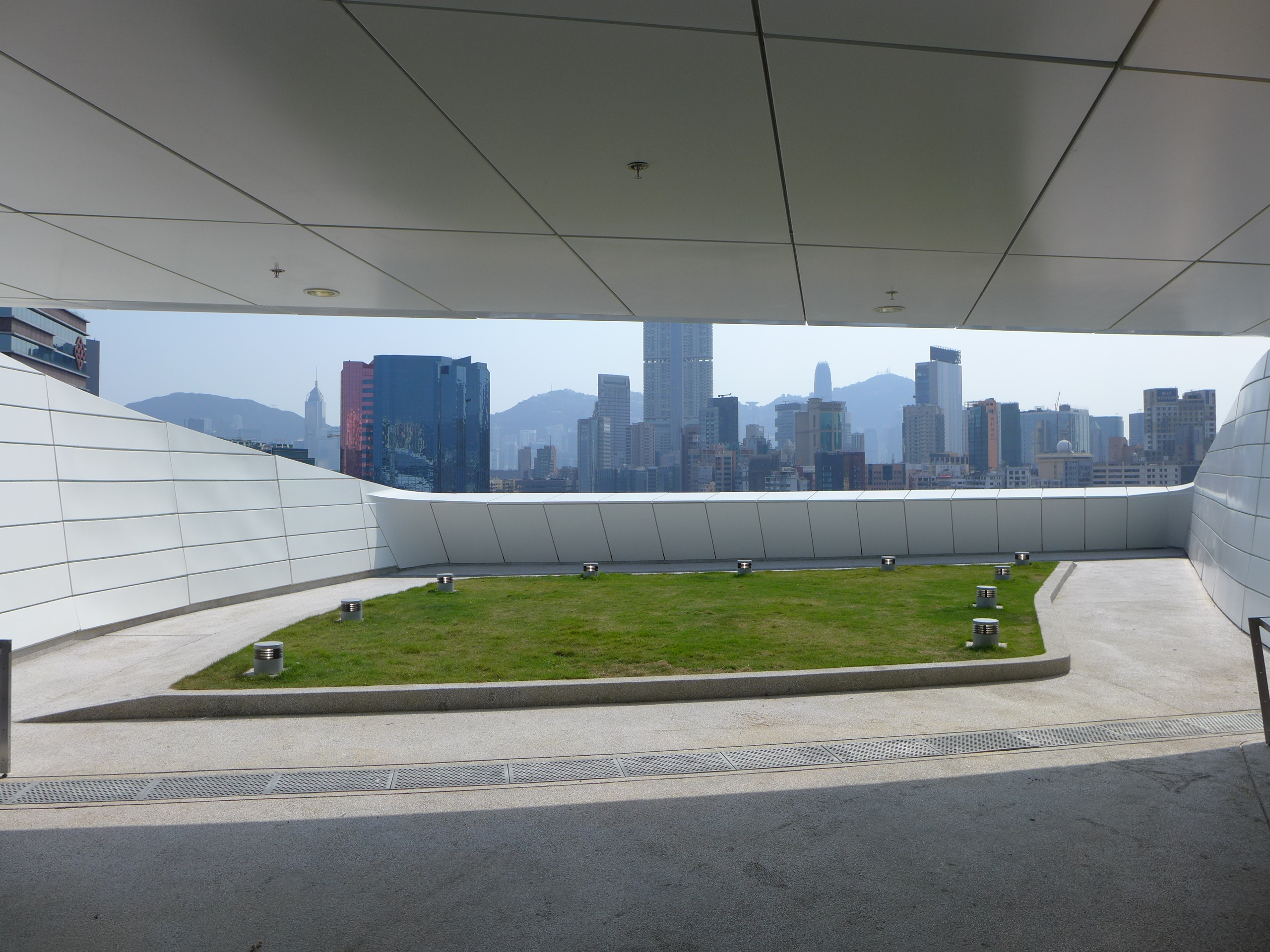
大樓高層設戶外平台

### 展廳及活動中心

#### 校友薈
為致力加強與校友的聯繫及提升校友對母校的歸屬感，理大選定將校園內其中一個空間較寬敞的設施改建為校友活動中心，取名「校友薈」，並於2016年11月開幕。校友薈位於A座，面積超過250平方米，其也是校園內其中一個人流最暢旺的地點。校友薈設有多用途禮堂、會議室、校友閣及展覽廳等設施，能配合舉辦不同類型校友活動的需要，例如研討會、工作坊、展覽及文化藝術項目等，促進校友之間的交流，同時提供舒適環境，作休憩、閱讀、康樂及文化活動之用。

#### 創新館
創新館鄰近P座，外表形似玻璃屋，為展示學校科研成就的中心，務求讓訪客瞭解相關成果為社會帶來的實用效益，進而與有關方面促進更多合作和發展。理大亦是首間香港的大學於校園建構科技展廳，大堂展區展出不同範疇的創新科研項目，包括生物及保健科技、 建築及環保科技、設計、工程及應用科學等。與此同時，館內還設有三個專區，分別展示理大的紡織及製衣科技、太空科技、以及結構健康監測科技。創新館另設有匠心設計的「光之牆壁」，牆上的LED光管由理大自身的科研專家所研發，配備高能源效率照明系統，以突顯能源節約科技的應用。

### 圖書館

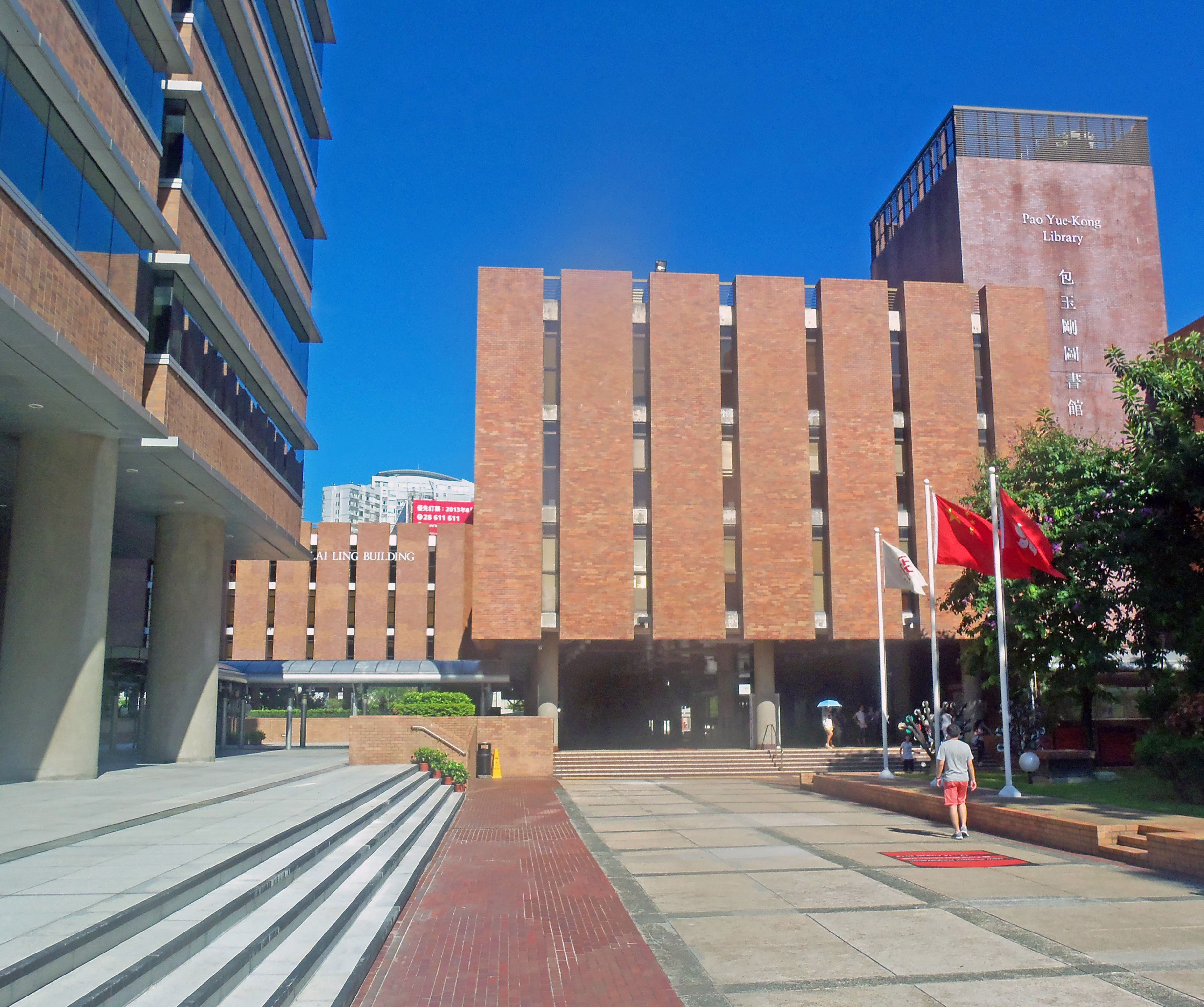
包玉剛圖書館

1972年8月1日，大學圖書館（包玉剛圖書館）正式成立，為當時的香港理工學院提供圖書館服務。在1973至76年間，圖書館設有兩間分館，一間位於現今大學本部，另一間則位於港島鰂魚涌。1976年，圖書館兩個分館合併並遷至現址。1995年12月20日，圖書館正式以已故包玉剛爵士之名命名。
2013/14年度，圖書館全館收藏資料總數逾277萬，當中有近60萬電子資源。樓高6層的圖書館提供近3,900個座位，並設有電腦、打印機、24小時開放的討論中心和視聽資料區等設施。
2020年7月，立法會財務委員會通過圖書館的擴建及翻新工程的撥款建議。工程完成後，圖書館大樓現有樓層獲得翻新，並加建了一樓層，樓面面積為2,080平方米。圖書館大樓由此提升為現代化學習中心，新增的空間可用於協作學習、靜修、簡介研討會和資訊科技工作站等用途，還設有24小時學習中心和錄音室。
2023年已完工图书馆新楼层的扩建并投入使用。

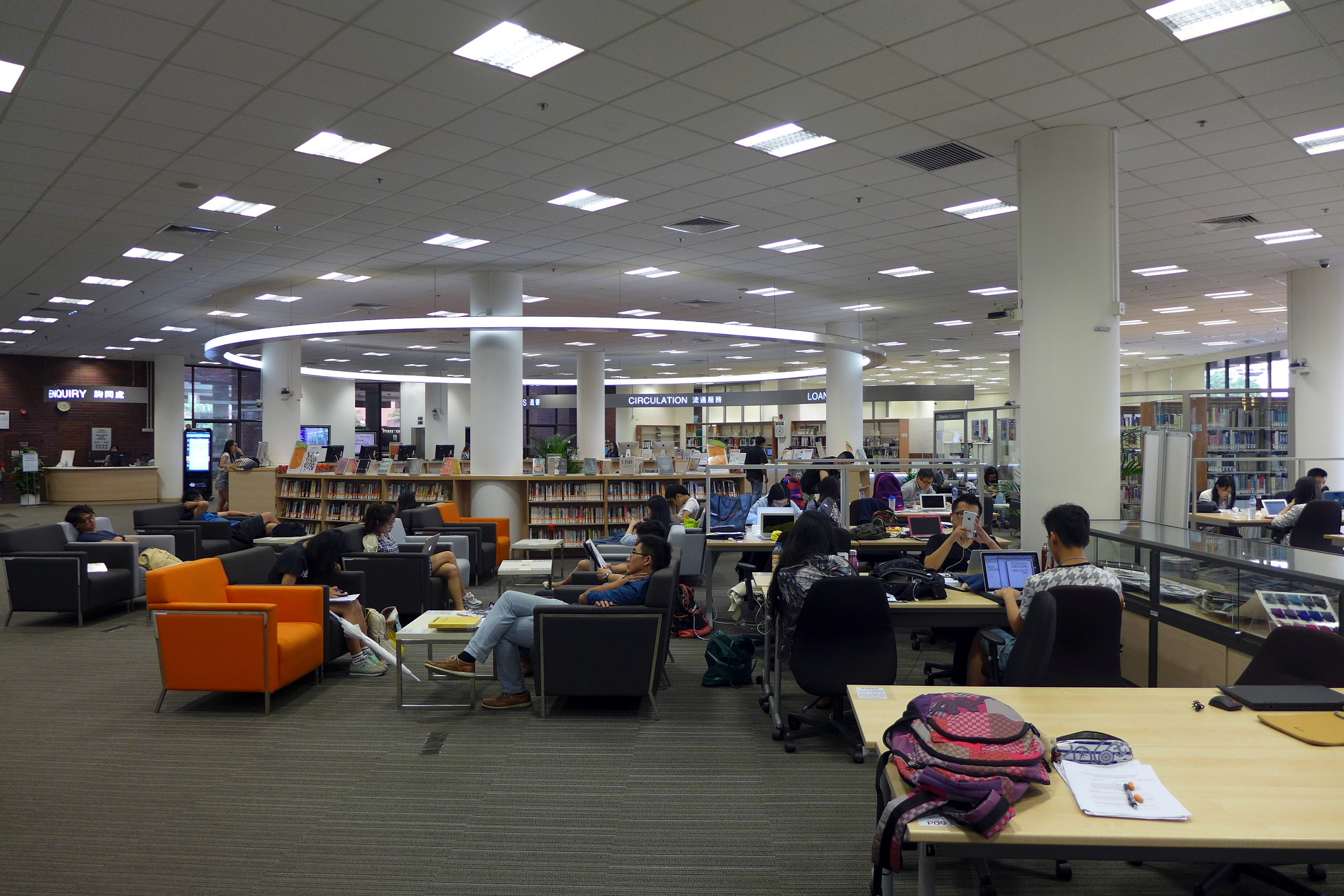
包玉剛圖書館平台層
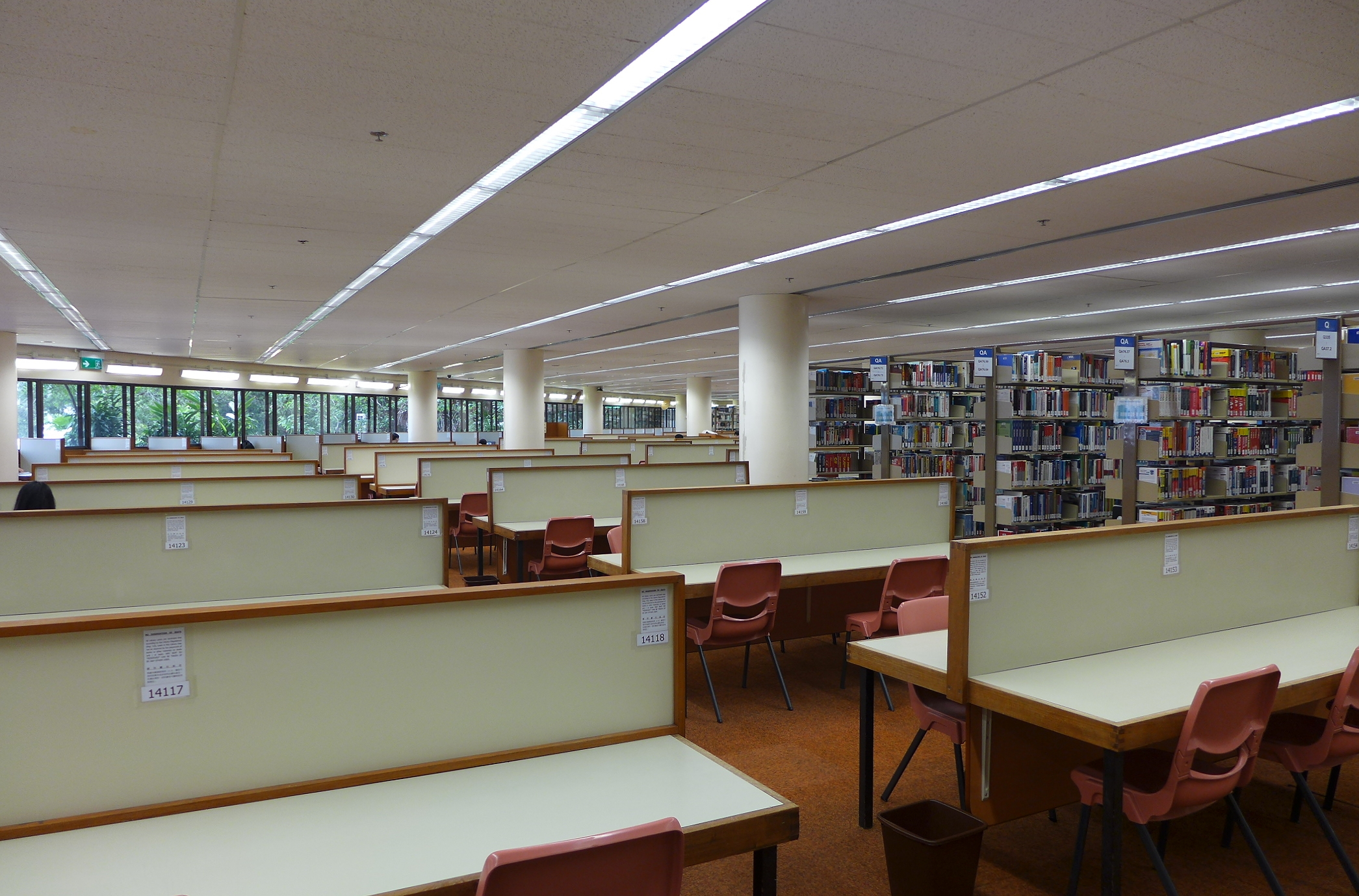
圖書館1樓流動書庫
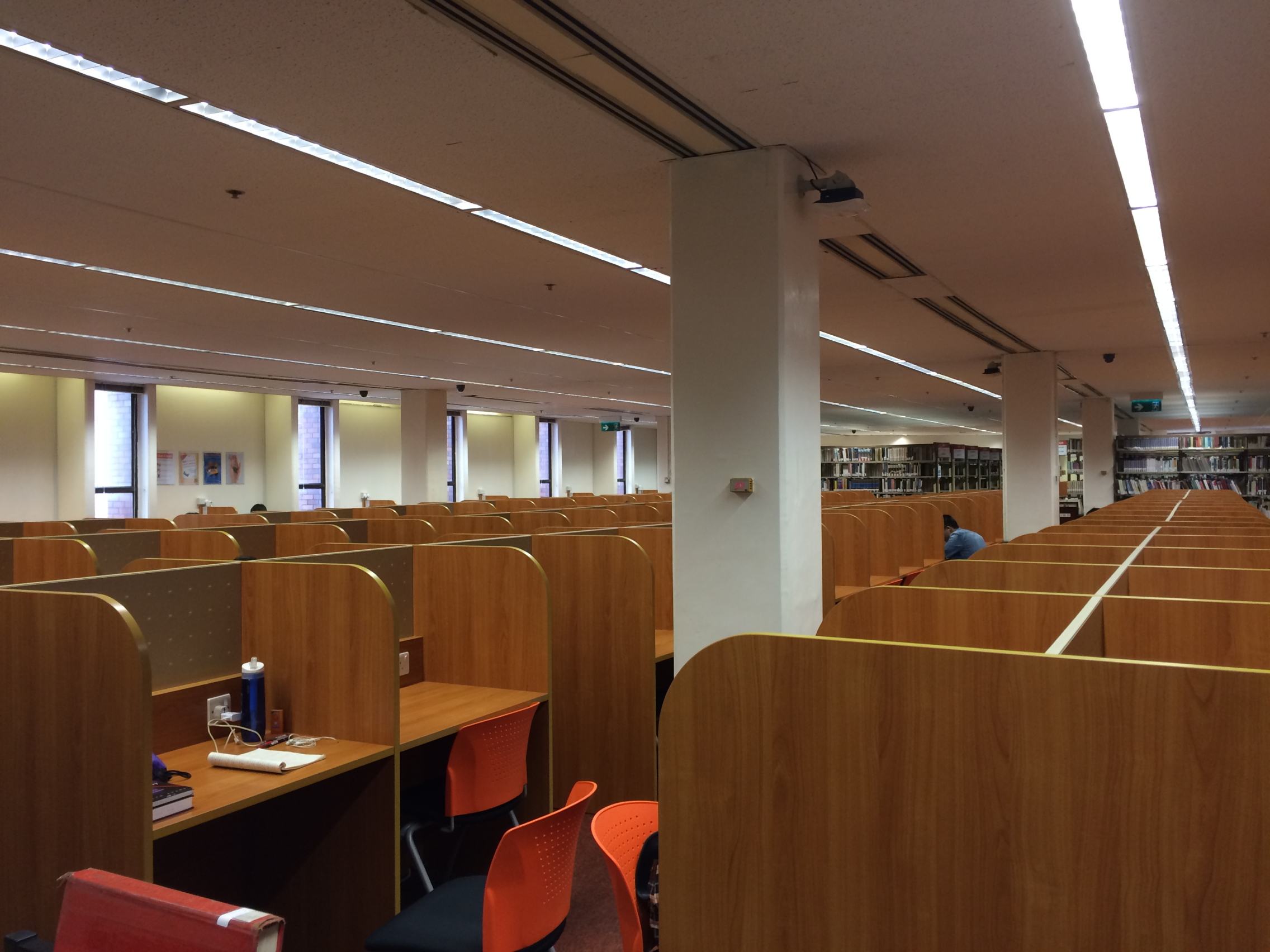
圖書館4樓研讀小間
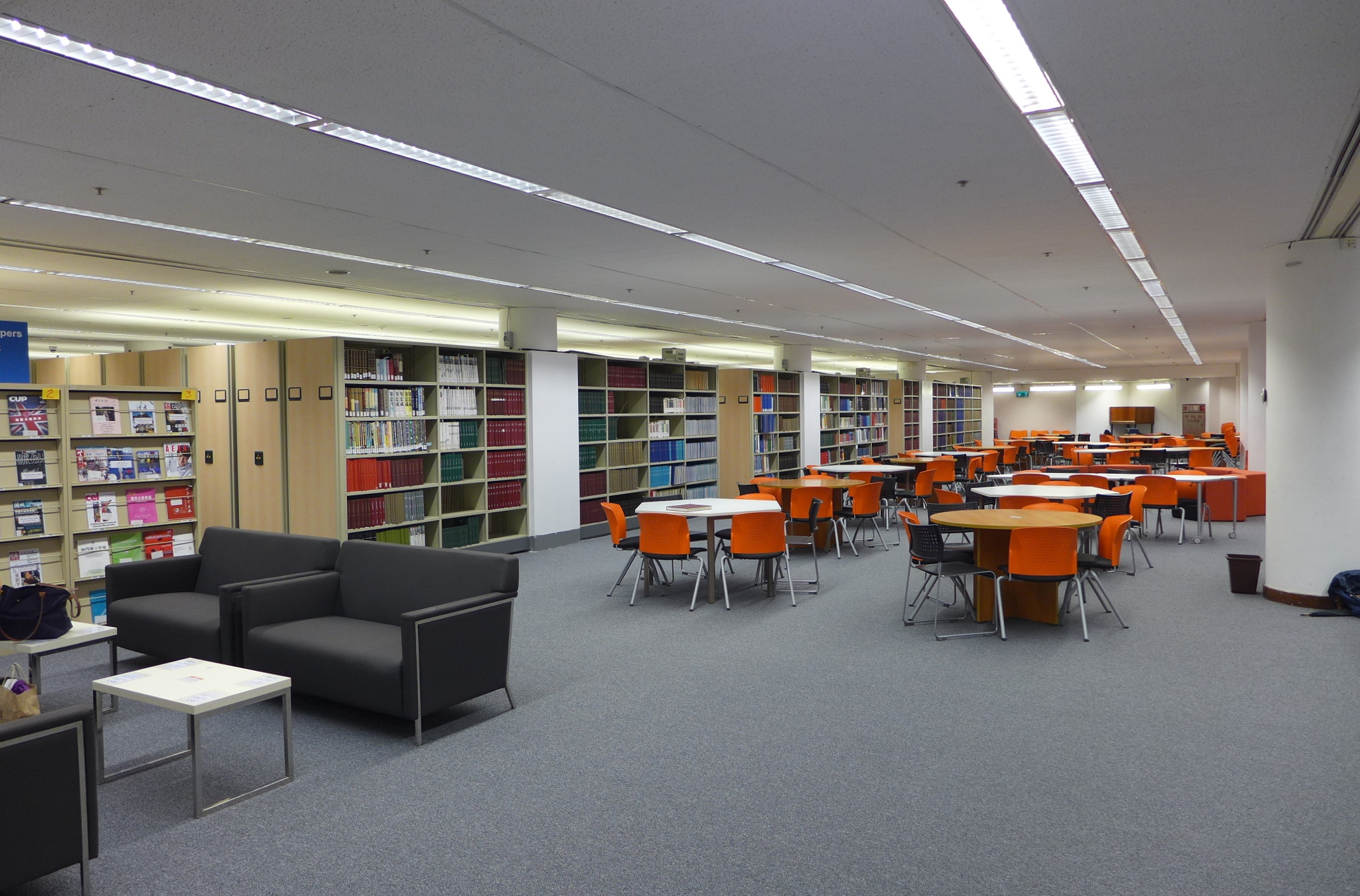
圖書館地下小組研討室

### 文娛
- 文娛中心（邵逸夫樓（VA）及文康大樓）
  - 設有學生休息室、露天廣場等設施，供學生閱讀報刊、看電視、舉行節目等
- 蔣震劇院
  - 可容納244名觀眾，具備專業舞台、影音及燈光等設施，適合舉行話劇、音樂會、舞蹈、綜合表演及電影欣賞等各類文化活動及演出，亦能舉辦會議、講座、研討會及各類典禮。

#### 賽馬會綜藝館

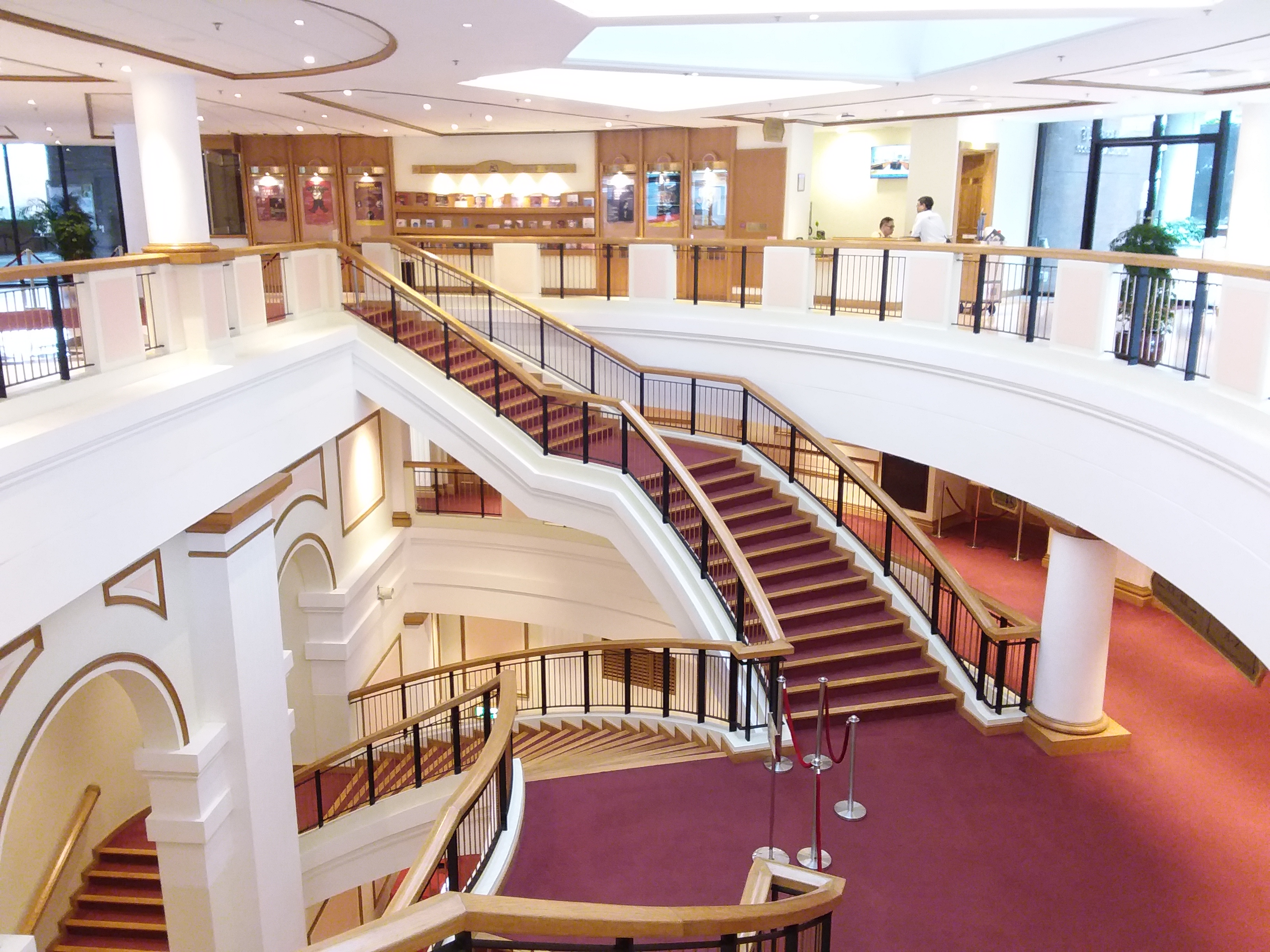
綜藝館大堂的弧形樓梯古典高雅

位於S座和T座之間的賽馬會綜藝館於2000年2月落成啓用。館內部以仿古意念糅合現代化的外形及設施，包括大堂的弧形樓梯。綜藝館內設有堂座及樓座兩層觀眾席，可容納多達1,084位觀眾，舞台總面積約330平方米。場館亦設有現代化的舞臺及完備的影音設備，供理大師生舉辦各項文化活動，如歌劇、音樂劇、舞台劇、舞蹈、室樂演奏、綜合表演、音樂會及電影欣賞等。場地亦會供校外各界進行文娛活動、研討會、講座、國際會議等。一些大型典禮（如畢業典禮）也會於綜藝館內舉行。

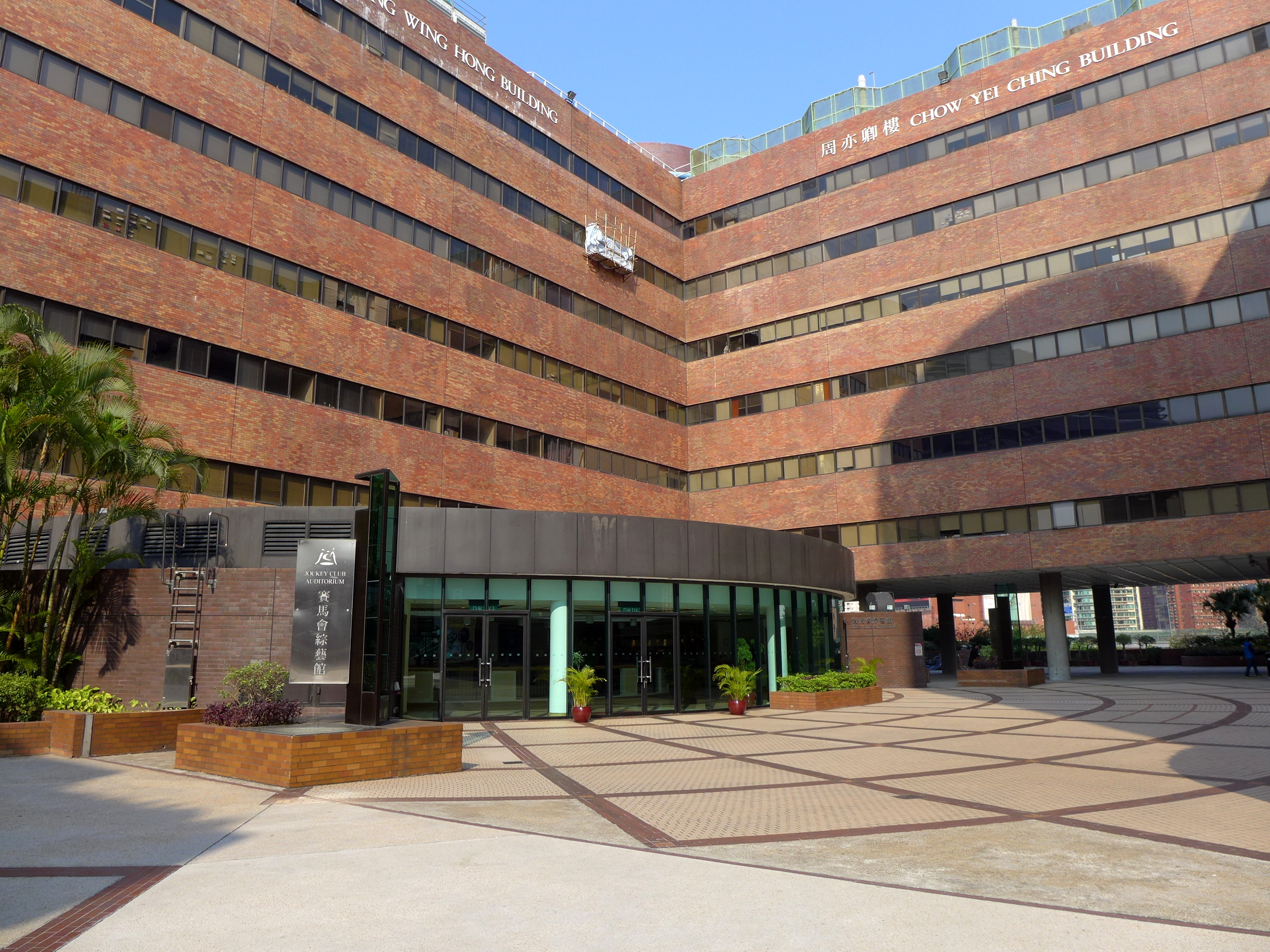
周亦卿樓及左下方的賽馬會綜藝館
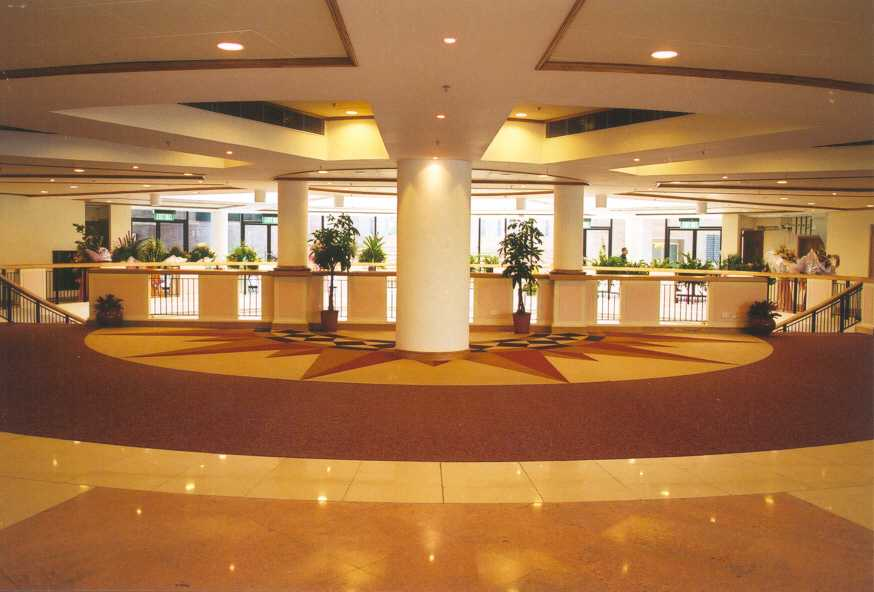
大堂
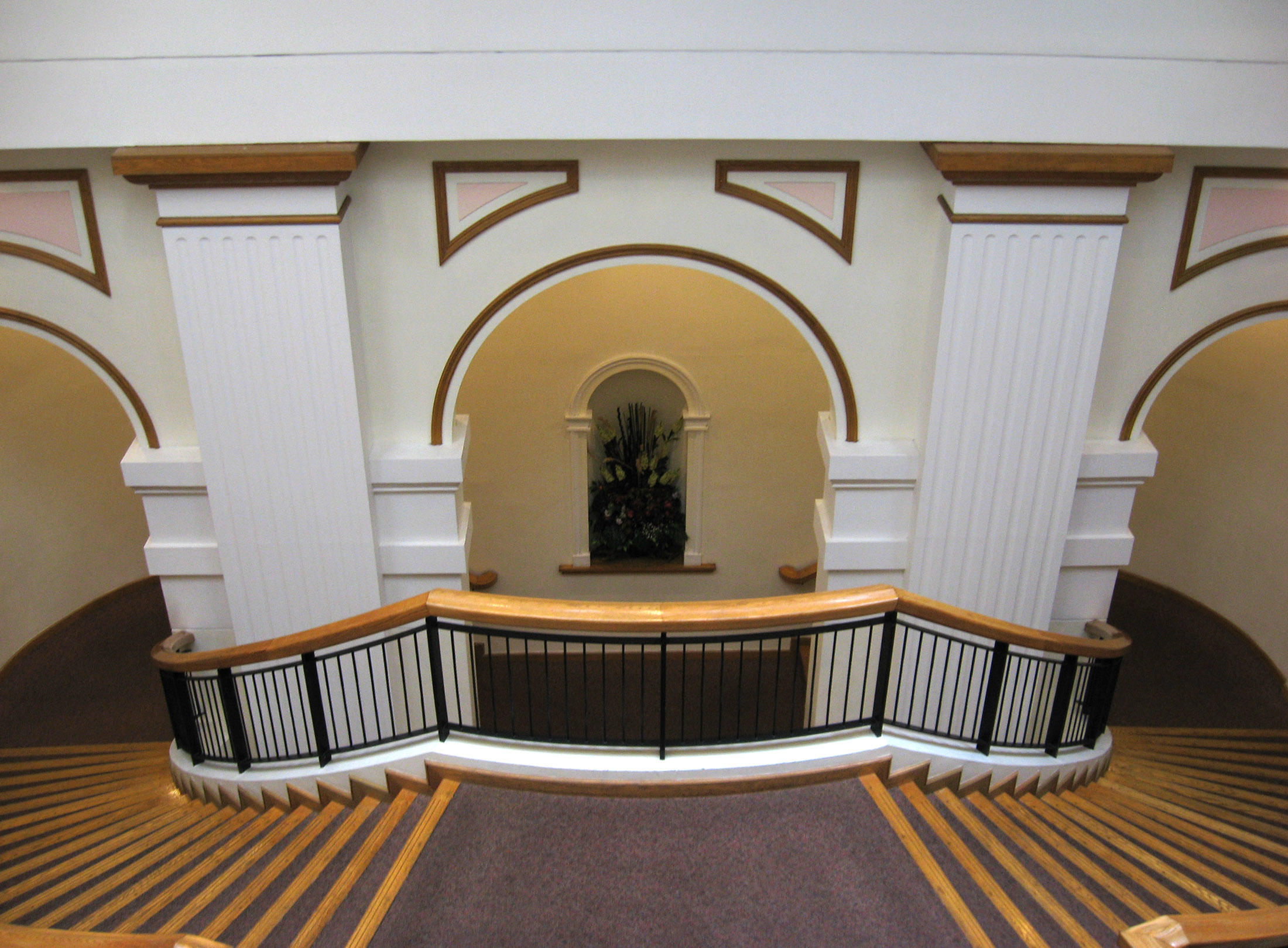
樓梯可通往堂座
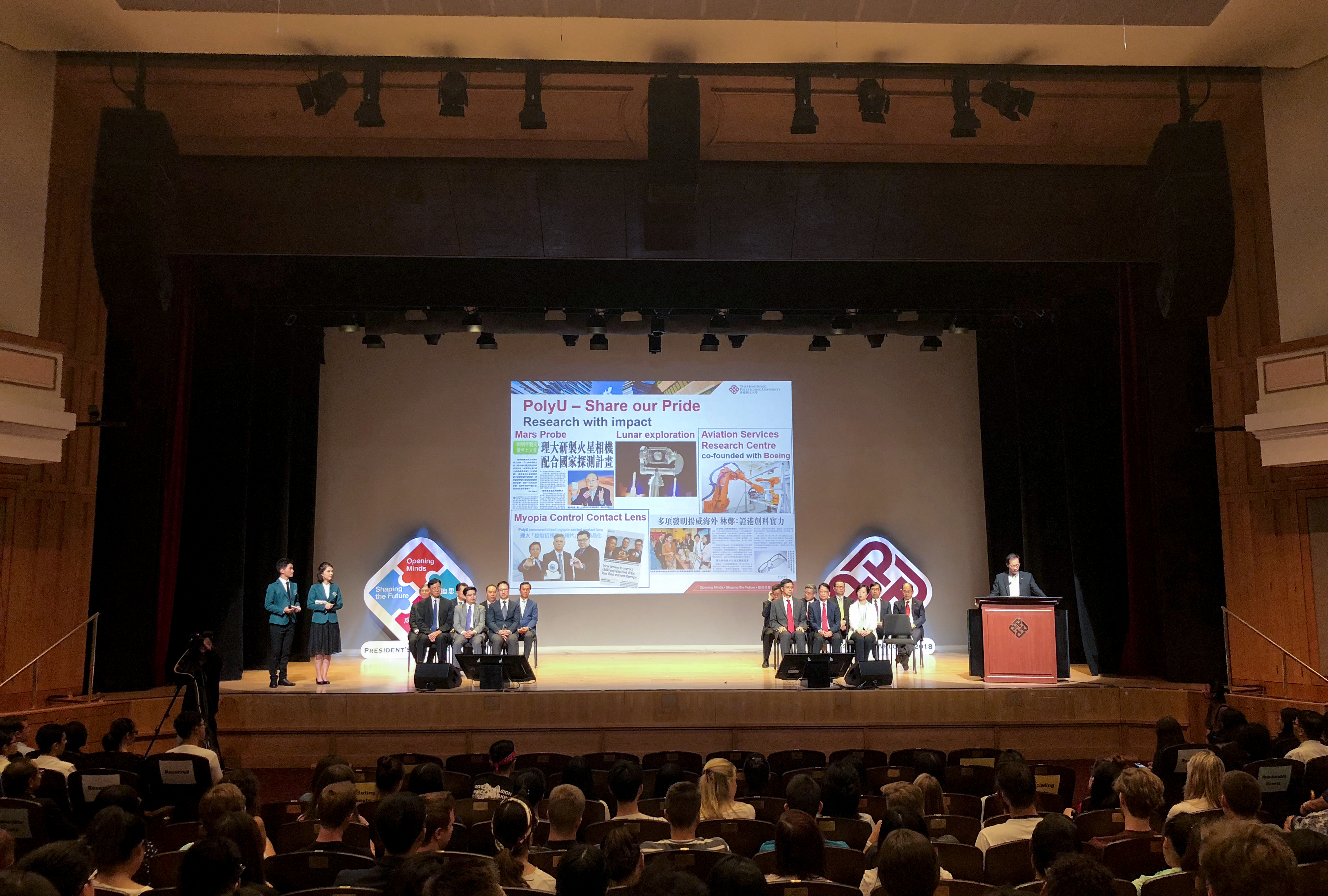
場館可舉行講座及典禮

### 運動
- 一個游泳池（祈廉桐游泳池）
- 兩個室內運動場（邵逸夫體育館（VS）和廣安金禧體育中心），內有可作羽毛球場、排球場或籃球場等用途的主場和健身室等設施
- 兩個室外網球場，位於邵逸夫體育館天臺
- 李格致運動場，已改變用途為X座
- 聯校運動中心，位於九龍塘聯福道36號，鄰近香港浸會大學逸夫校園，由香港城市大學、香港浸會大學及香港理工大學共同管理及使用。
- X座：設有全天候長25米的室內游泳池、室內五人足球場、室內健身室、學生公共設施，以及經綠化後休憩園地。此外，X座毗鄰建設了一條連接Z座與主校園的行人天橋，並於2019年10月正式開通。該橋落成後，X座除了作為研究中心和文娛設施外，也成為校園內的一個流通樞紐。[90]

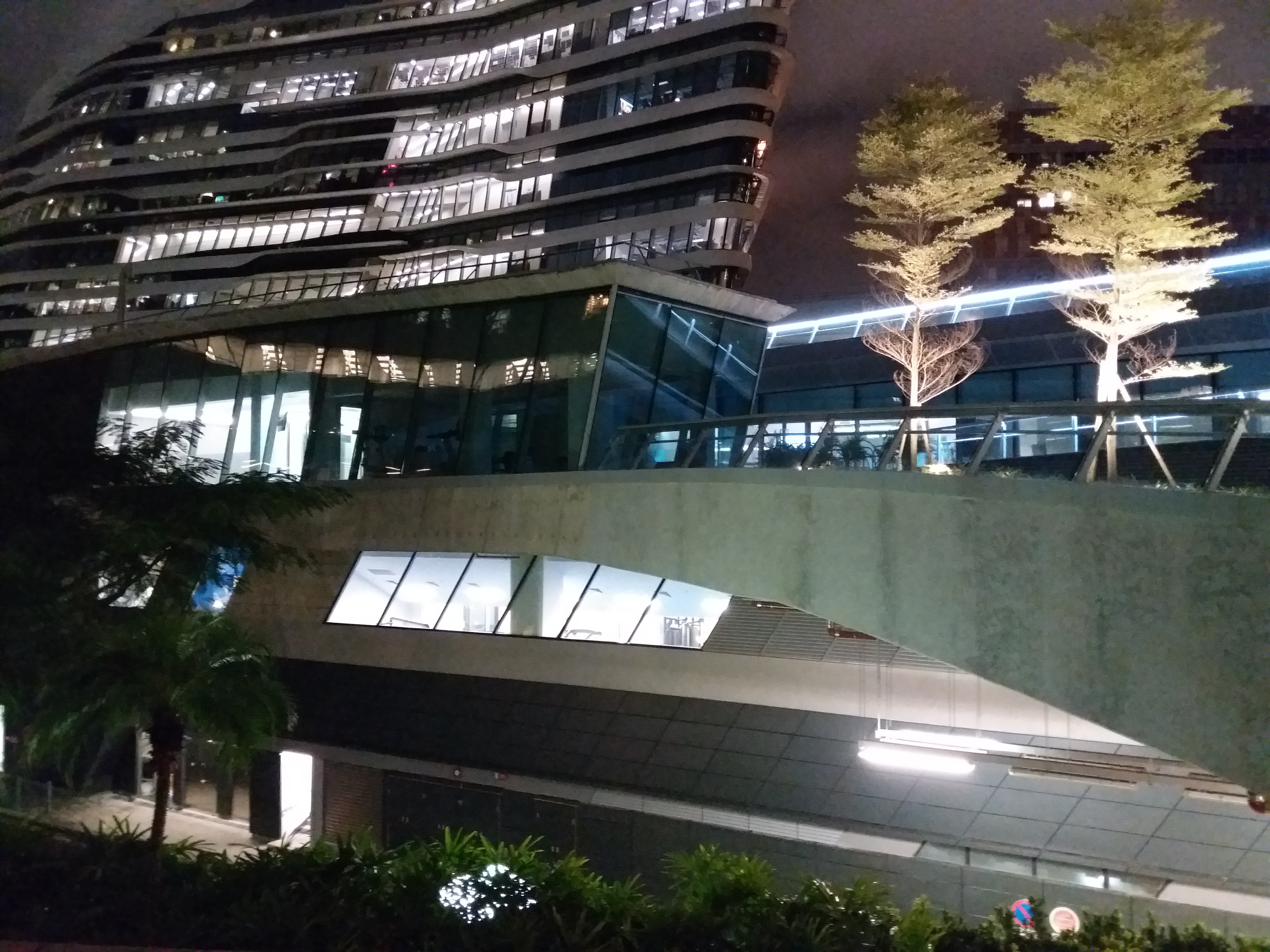
夜幕下的X座

### 膳食
校園設有14家食店，包括學生飯堂、職員飯堂及學生/職員餐廳、劇院茶座及不同類型茶座，提供約2700座位及多款式的亞洲及西式佳餚，以迎合大學社群的不同口味。飯堂及茶座以快捷、低廉而富營養的膳食為主，照顧學生及職員的基本需要。餐廳及劇院茶座提供較高檔的膳食、較佳的餐宴環境和侍應服務，以滿足學生及職員的不同需要。

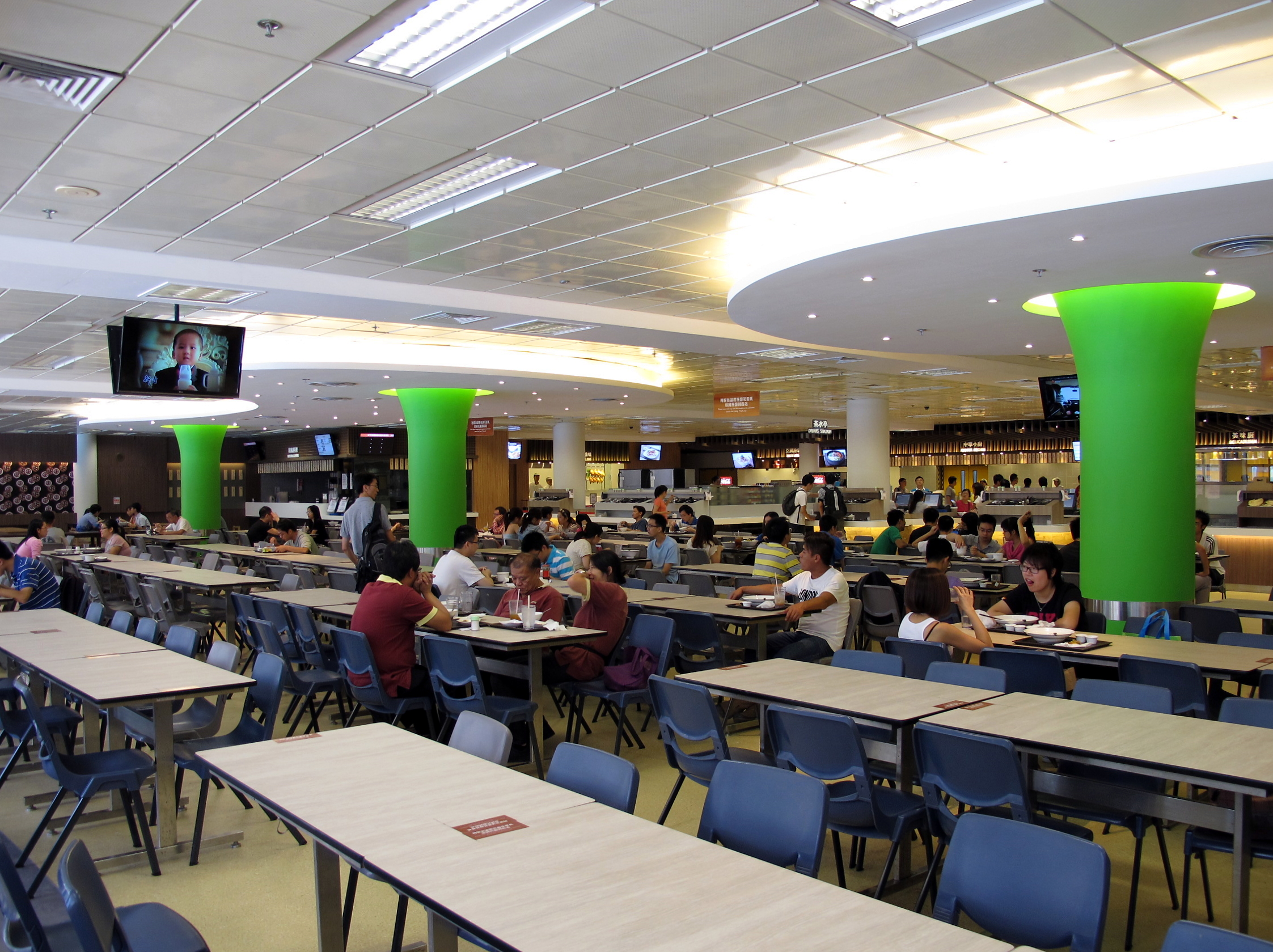
舊學生膳堂於2012年完成翻新
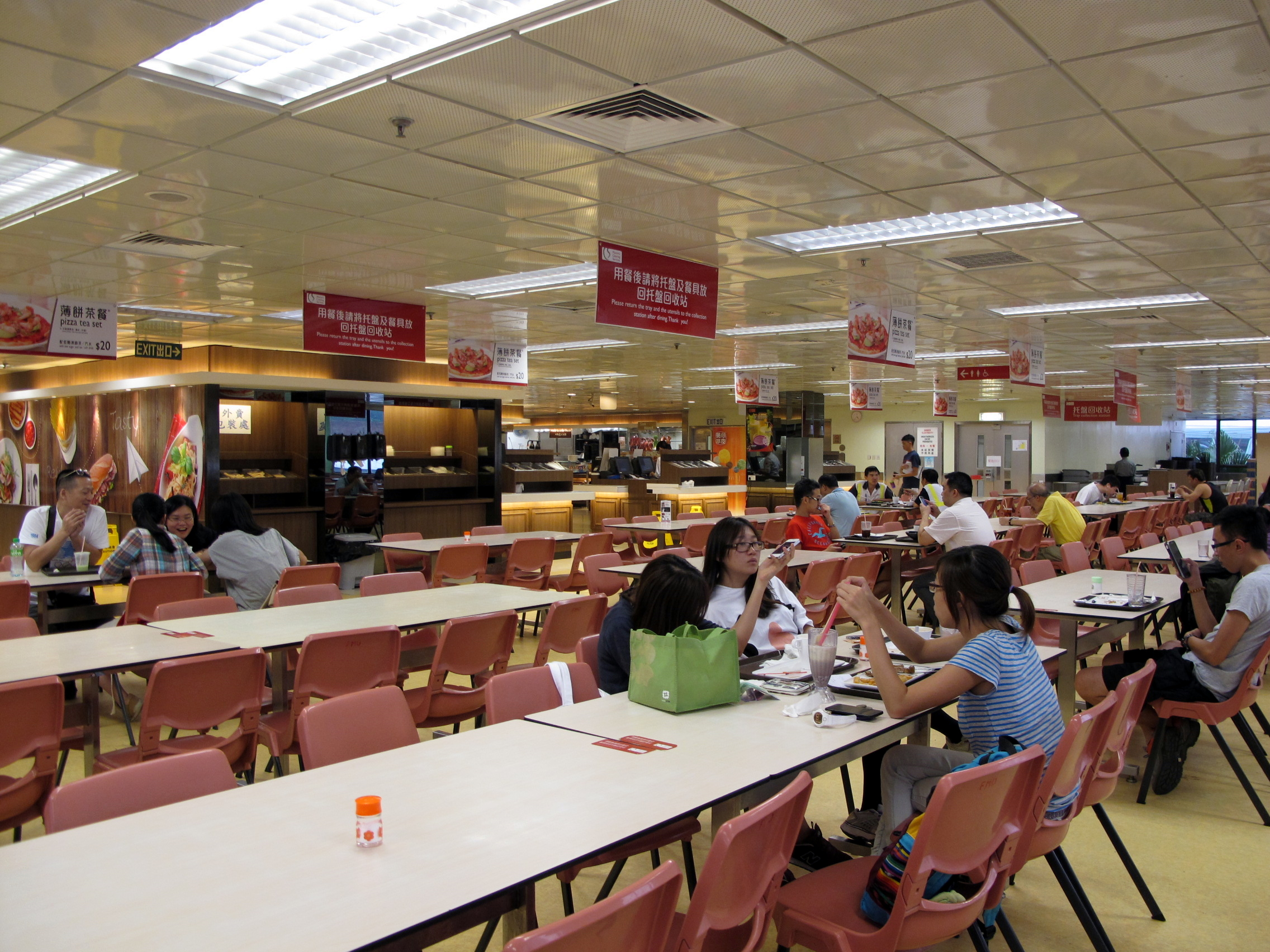
新學生膳堂
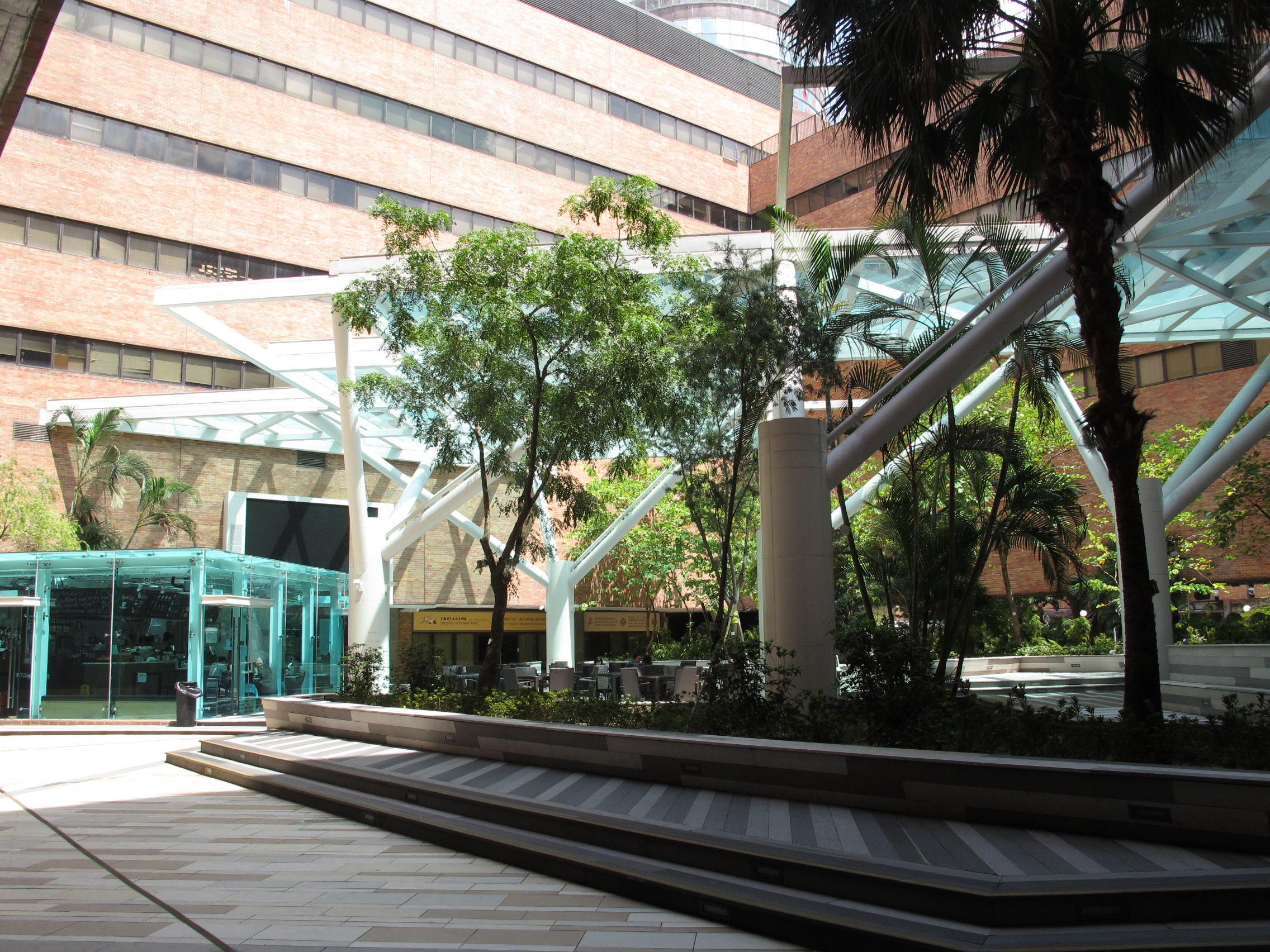
Caffe HABITU，現為American Diner

### 學生宿舍

#### 紅磡學生宿舍

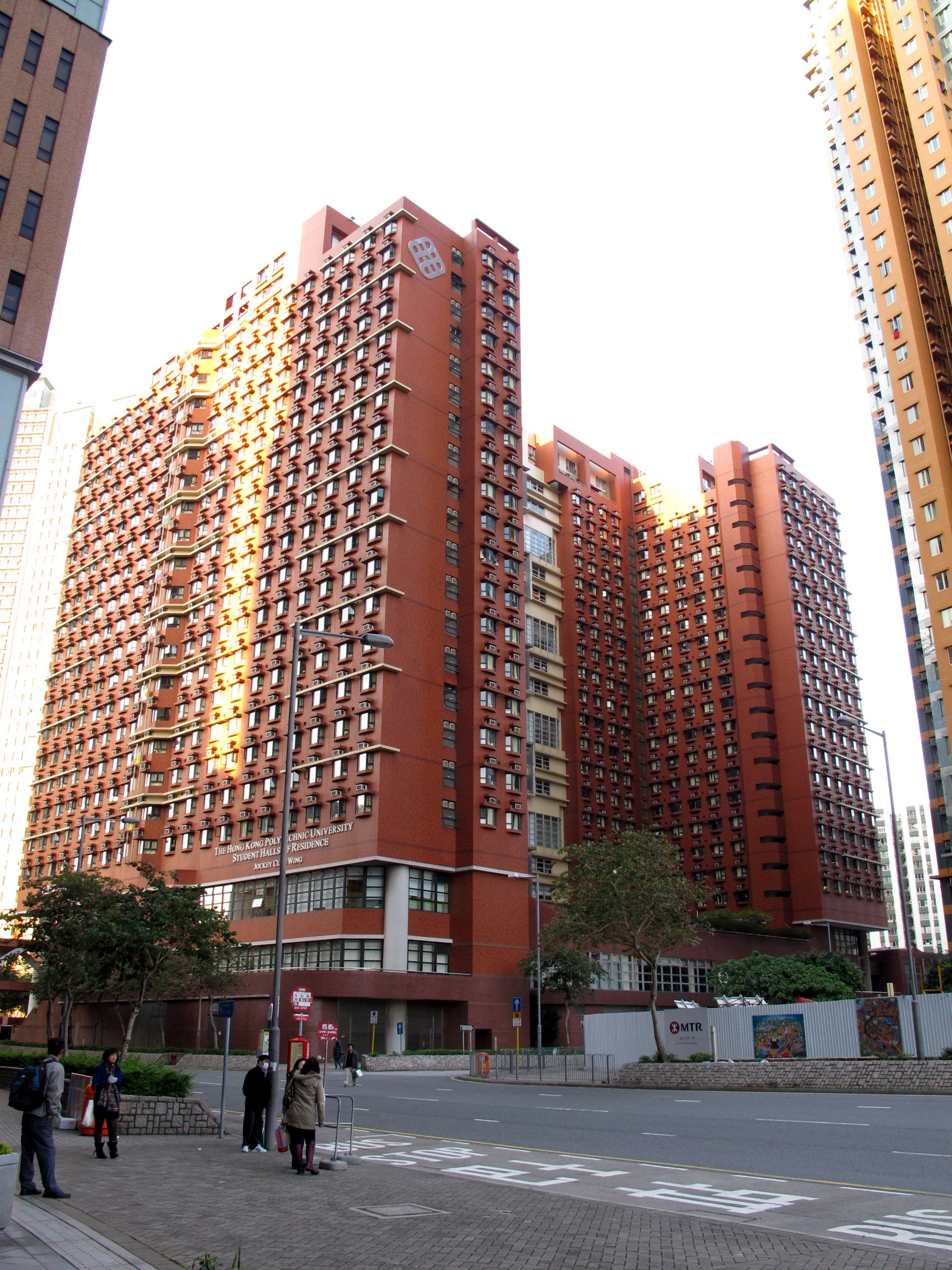
位於紅磡灣的學生宿舍（上圖為賽馬會樓）

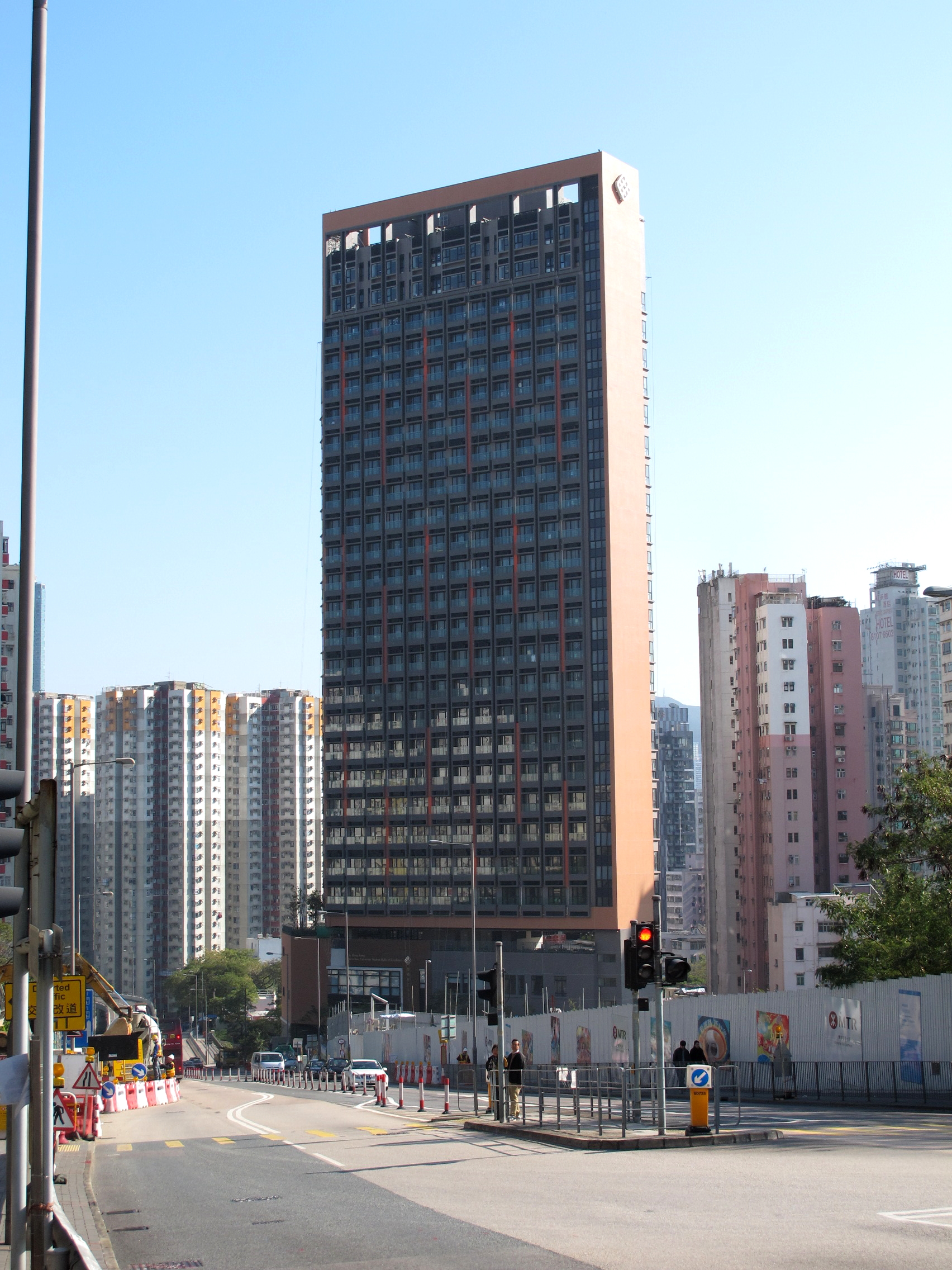
位於老龍坑佛光街15號第三期學生宿舍

理大宿舍位於紅磡灣紅荔道1號，鄰近半島豪庭、海濱南岸及海韻軒，佔地5,800多平方米，為一楝式22層高大樓，在2003年落成，由興業建築師有限公司設計，提供3,000多個宿位。
宿舍分為東西兩翼，東翼為胡應湘爵士樓，西翼為賽馬會樓。除頂層作為員工宿舍，地下至二樓作公共設施外，其餘各層每兩層為一個舍堂（層區）。由19-20樓，只供研究式碩士生、博士生入住的博彥堂（Boyan Hall）起，往下分別為開元堂（Kaiyuan Hall）、物華堂（Wuhua Hall）、成德堂（Chengde Hall）、務賢堂（Wuxian Hall）、勵志堂（Lizhi Hall）、學敏堂（Xuemin Hall）、利生堂（Lisheng Hall）、民殷堂（Minyin Hall），每個舍堂名稱的第一個字，均對應著理大的校訓：開物成務，勵學利民。
在啟用初時，成德堂為男生舍堂，學敏堂為女生舍堂，其餘為男女生舍堂，每個樓層均為同一性別宿生居住。其後成德堂改為男女生舍堂，故此女生樓層較男生舍堂多一層。每層樓有88間房，起初設計為2人一間房，兩房共用一廁，但隨著理大增收中國內地學生，使宿位供應緊張，故部份2人房被改建成3人房，特別是男生樓層較多房間被改建成3人房，令每個舍堂能增收約30人。但由於男生宿位元供不應求情況依舊嚴重，故由2009/10年度起，男女生舍堂的女生樓層會有8間房撥給男生住宿，這項措施會于第二座學生宿舍落成後取消。對於哲學碩士（MPhil）和哲學博士（PhD）學生，則已實行一年住宿制度，期滿後需自行解決住宿問題。
宿舍內有游泳池、健身室、電腦室、自修室、閱讀室、桌球室、洗衣房、膳堂等設施，亦有各式各樣的康樂設施供宿生借用。而宿生房間內有電話、雪櫃、書桌、床、衣櫃、空調等設施，亦提供寬頻上網服務，部份公共地方設有無線上網服務。每層樓都設有一個小廚房及電視機，每個舍堂都有一個公用空間供舉行活動之用。宿舍內實行智慧保安，除洗手間、更衣室和宿生房間外，幾乎所有公共地方都有閉路電視，而每個出入口都設有閘機，並有保安員駐守，訪客需要妥善登記方可進入宿舍。

#### 第三期學生宿舍
位於老龍坑佛光街15號（前身為山谷道邨居屋第三期地盤，因停建居屋而終止發展，其時房委會剛委任此項目建築師），於2012年底落成，整個宿舍包括3層共用設施裙樓及23層學生宿舍，合共提供1,650個宿位，由巴馬丹拿設計。當中最有特色的是加入了平台綠化空間及空中花園設計。唯宿舍與理大主校園大約有20至30分鐘步程，須途經何文田站行人通道及紅磡行人天橋前往。

#### 何文田及九龍塘宿舍
理大擬興建兩處新學生宿舍，分別為位於何文田及九龍塘，前者為何文田校園擴建計劃一部份，將為理大提供能容納約1,300個宿位，後者則在九龍塘達康路鄰近土地，落成後可供應逾1,600個宿位及其他配套設施。

#### 校外宿舍
由大學管理的校外宿舍位於市區中心地帶，為修讀自資授課式深造或中山大學本科課程的非本地生提供250個宿位左右。
1. 深水埗汝洲街201-207號少清大廈
2. 旺角山東街76號鴻館（Hung Kwan House）
3. 尖沙咀山林道1號俊福樓

### 穿梭巴士服務
為方便教職員及學生往返三個校園，理大專業及持續教育學院委託德寶旅運有限公司提供免費穿梭巴士服務，往返紅磡灣校園、主校園及西九龍校園（部分班次不經主校園），只供理大及專業及持續教育學院教職員和學生乘搭。

## 學生組織、活動

### 香港理工大學學生會

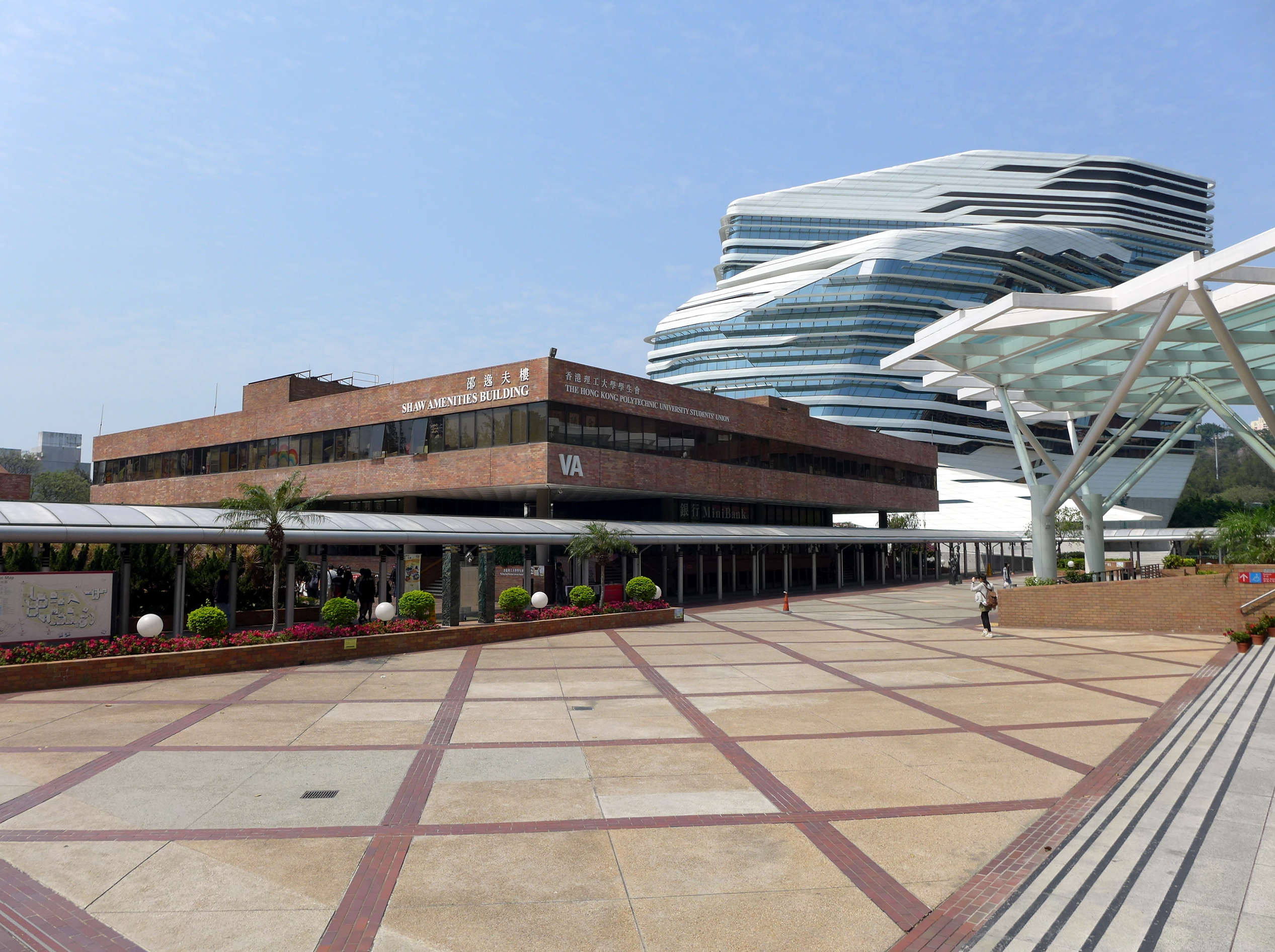
邵逸夫樓（VA大樓）

香港理工大學學生會是由理大學生自主營運的學生組織，成立於1972年8月，宗旨是致力促進全體全日制學生（研究生和專業及持續教育學院學生除外）的利益及福利，會址為邵逸夫樓（VA大樓）。
學生會事務主要分為內務、校務和外務三大範疇。其中內務以會員福利及活動為主；校務為在校政議題上向校方反映會員意見，保障會員權益；外務則以社會事務為主，由學生會代表會員於社會議題上發聲。
2015年4月22日，理工大學學生會全民投票以1190票贊成、403票反對、126票棄權、14票廢票通過退出香港專上學生聯會，成為香港大學學生會後第二個退出學聯的大專院校學生會。退聯後，學生會轉以獨立身分繼續關注及參與社會運動。
2022年4月15日，學生會臨時行政委員會表示，接獲校方通知要停用「香港理工大學」名稱，理由是學生會未有簽署協議，承認由校董會授權使用理大名義，校方並要求學生會所有組織需於該年7月15日或之前遷出校園範圍等。委員會表示，對校方的決議深感遺憾，指學生會多年來為理大學生謀福祉，成為學生與校方溝通橋樑，校方此舉形同不再承認學生會，有損理大學生權益。

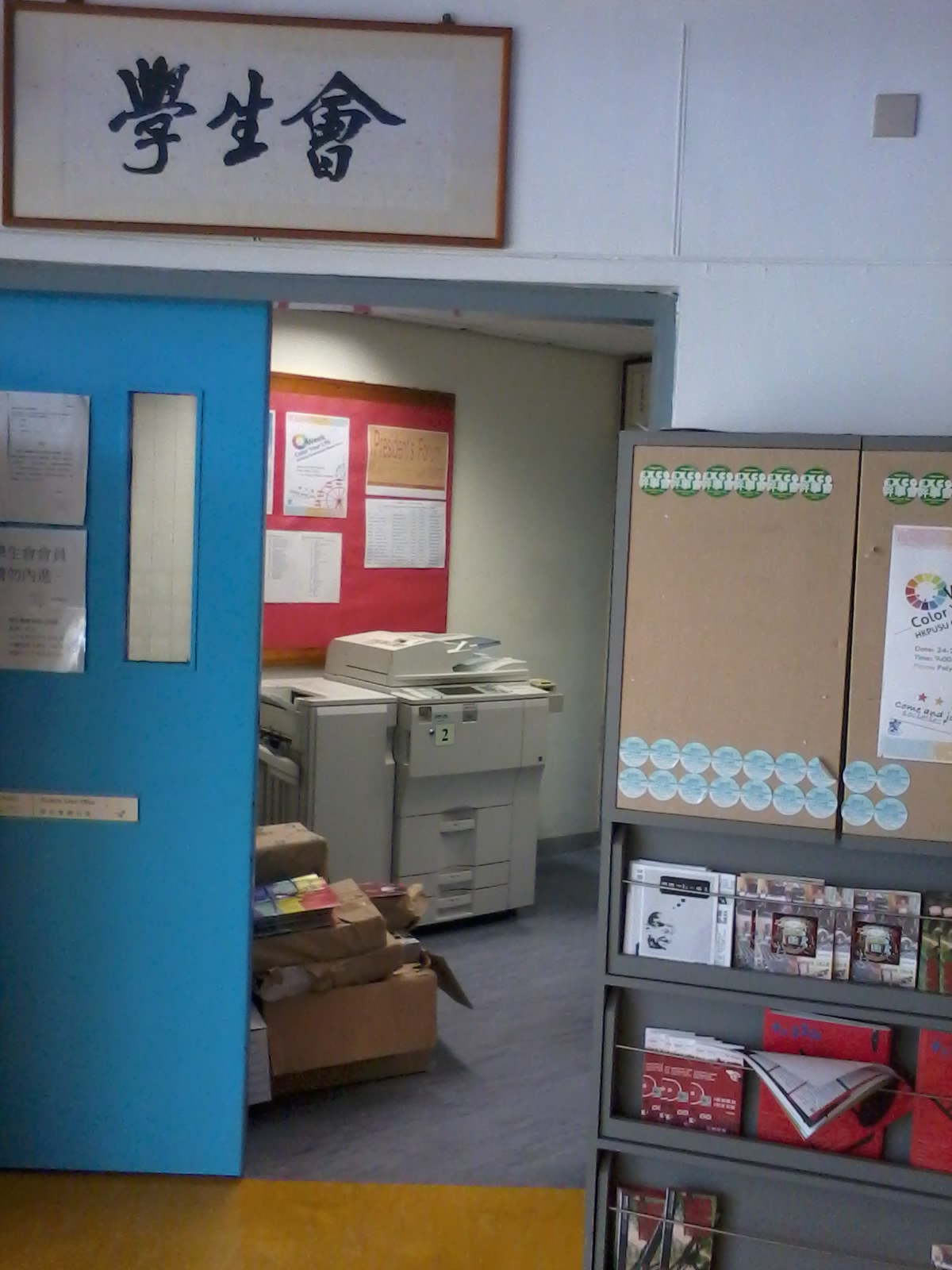
學生會會址位於VA大樓內
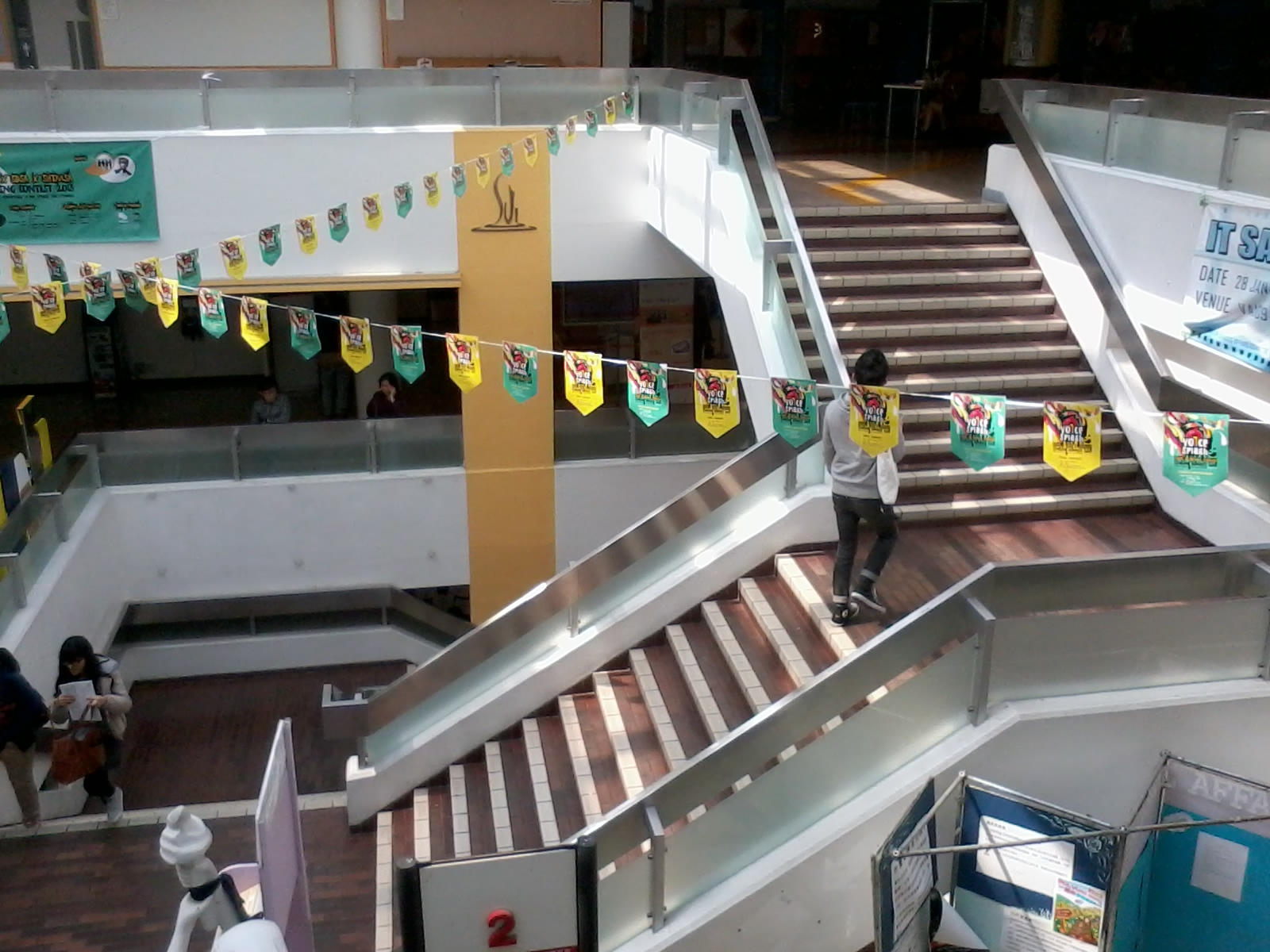
VA大樓內的階梯

### 理大運動代表隊
| - 田徑隊 - 羽毛球隊 - 籃球隊 - 劍擊隊 - 手球隊 - 空手道隊 - 欖球隊 - 足球隊 | - 壁球隊 - 游泳隊 - 乒乓球隊 - 跆拳道隊 - 網球隊 - 排球隊 - 活木球隊 |

### 文化藝術
- 文化推廣委員會
  - 宗旨為推廣文化藝術，並積極與香港及海外知名藝術家及藝術團體合作，其通過籌辦多項文化藝術活動與節目，如表演藝術、視覺藝術、文學的欣賞，傳統歷史文化古蹟之考察，以及電影及媒體藝術之賞析等，期盼藉此增進師生及校友的藝術涵養，並厚植理大校園文化及藝術生活，使校園洋溢藝術氣息。委員會亦曾先後制定及推出如駐校藝術家計劃、藝術節及文化交流計劃等。
  - 駐校藝術家計劃：歷年的駐校藝術家包括汪明荃、鄭國江、鍾景輝等等。

### 刊物
- 《Excel x Impact》: 每季出版一次，包羅理大在各方面的成就、師生校友的故事，以及大學的最新發展，並彰顯理大努力追求世界級卓越、矢志為社會帶來正面影響的精神。
- 《理大學生報》

## 國際合作
1995年，理大作為創始成員，與在技術轉讓方面具有良好成績的著名大學組成「國際應用科技開發協作網」（International Strategic Technology Alliance，ISTA），通過薈聚各網員院校的科技資源和卓越人才，致力推動應用科研、技術轉移及科技成果在本地及世界市場商品化、產業化。ISTA成員之間亦建立了聯合研究中心和實驗室，以加強對特定技術領域的研究能力。
2008年6月20日，香港理工大学联合四川大学，在香港赛马会捐款2亿人民币的支持下，共同成立了四川大学-香港理工大学灾后重建与管理学院。学院于2013年5月8日正式运行，设有多个相关专业，该学院亦是理大在四川成都的联络处。
2012年11月，理大與美國波音公司簽署合作備忘錄，建設香港首間航空服務研究中心。該中心目標是開發適用於航空維修行業新的或改進的航空服務技術，並旨在彌補學術研究成果和航空服務維修業產業開發之間的差距，成為亞洲最前沿的航空保養維修業研發中心。
2015年10月，理大與多間國際知名大學攜手成立「大學社會責任網絡」（University Social Responsibility Network，USRN）。該平台會舉辦兩年一度的大學社會責任高峰會，並旨在連繫及促進世界各地大學之間的協作，會員藉著分享意見和資源，推動合作以舉辦更多不同範疇與規模的大學社會責任活動，讓高等教育學府透過教與學、研究及服務社會發揮實質影響，推動社會發展。
2017年5月，理大與西安交通大學共同籌建「絲綢之路國際工程學院」，該平台針對一帶一路沿線國家和地區，以及中國大陸和香港的人才需求，推展雙學位國際教育項目，涵蓋碩士和博士課程，以吸納相關國家和地區的優秀學生；另學院會發展高水準的科研合作項目；同時借助合作課程的雙導師制，由兩校教研專家共同指導研究生進行科研。此外，理大與西安交大共同合作的「絲綢之路大學聯盟」（University Alliance of the Silk Road，UASR）亦早於2015年成立，該平台已獲來自絲路沿線38個國家和地區的逾150間大學加盟，以期加強成員之間的文化、學術與科研的交流合作。
目前，香港理工大學已全球39個國家和地區的逾280間大學或機構建立了合作關係，並從學生交流安排到聯合研究合作的範疇簽訂了約445項協議。
理大作為成員的國際網絡
- 國際應用科技開發協作網（ISTA）
- 絲綢之路大學聯盟（UASR）
- 大學社會責任網絡（USRN）
- 中俄工科大學聯盟（ASRTU）
- 太平洋學術網絡（EPU）
- 歐洲高等教育協會（EAIE）
- 國際教育：歐洲工程師及企業家交換項目（GE4）
- 國際教育協會：全球工程教育交換項目（IIE: Global E3）
- 全美外國學生顧問協會（NAFSA）
- 東南亞高等教育協會（ASAIHL）
- 中巴經濟走廊（CPEC）大學聯盟
- 塔樂禮網絡（The Talloires Network）
- 21世紀海上絲綢之路大學聯盟（UCMSR）

## 校友及校友組織
校友事務及拓展處主責管理校友事務，理大亦自1996年起，先後於澳洲、加拿大、新加坡、英國及美國成立了8個海外員生會，團結及與居住於海外的校友及員生保持緊密聯繫。並於過去若干年，在內地先後成立六個校友網絡，加強大學與內地各處校友的聯繫，現由中國內地事務處管理。除此之外，兩年一度的「傑出理大校友選舉」是由理大與校友會聯會於1996年攜手創辦，旨在公開表揚於所屬行業表現出色及對社會有傑出貢獻的畢業生。

### 校友會聯會
香港理工大學校友會聯會於1995年1月正式成立，成立目的是把不同學系的校友會組織起來，包括促進各學系校友會的聯繫、為轄下校友會爭取福利及協助母校發展、支持大學的活動。理大校友會聯會理事會成員由不同校友會的代表擔任，為聯會的未來發展出謀獻策，同時成立了6個工作委員會，專責不同的聯會事務，包括公關推廣及校友活動、內地及海外校友會員事務及福利、社會服務、校友大使、年青校友等。

## 相關事件

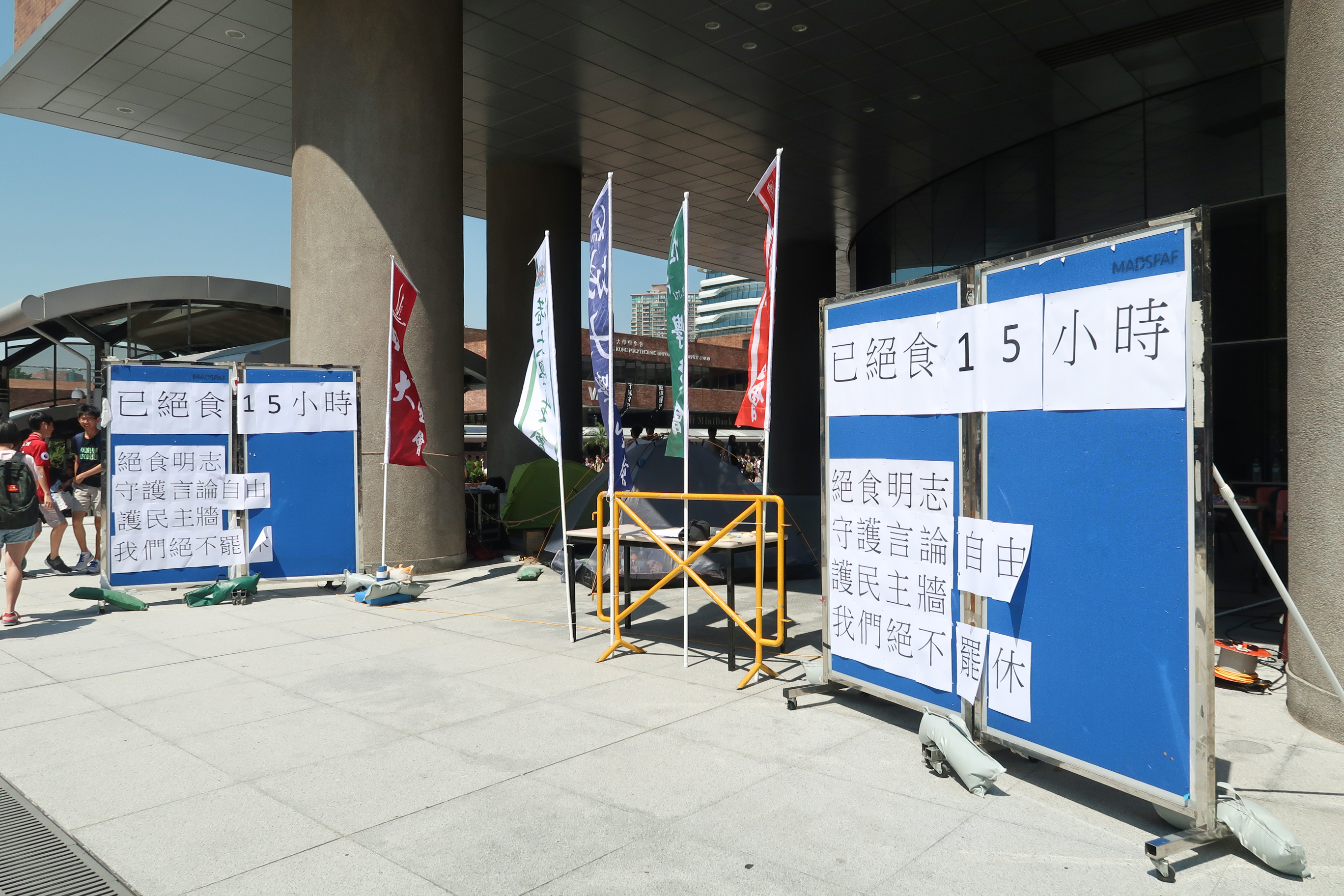
2018年，理大學生會不滿校方打壓民主牆管理，在10月5日至7日展開絕食抗議行動，長達44小時

### 「暗O」活動
過去多年來有俗稱「暗O」的迎新活動，是未經學生會評議會批准舉辦之迎新營。有新生投訴搞手們經常超額招攬新生，之後挑選樣貌出眾的新生入會，有部分新生繳付費用後卻無法參與活動，並不獲退款而受騙。2014年8月12日傍晚時分，數十名疑似迎新營搞手為了招攬新生報名參加迎新營，築成三道人牆，疑招攬新生參加「暗O」，當時正下着雨，部分人須舉傘擋雨，期間有兩批疑似搞手共逾廿人起哄爭吵，有人更互相推撞及推倒櫈子，場面火爆，有學生恐殃及池魚，紛避開一旁。在場其他人士見狀，立即將雙方分開，事件始平息。理大發言人回應稱，校方十分關注事件；學生會則指涉事者全是已畢業的校友。

### 民主牆「反蝗」大字報被撕事件
2012年2月，理大民主牆上「反蝗蟲」言論的大字報遭強行撕下。有網民在高登討論區貼題「PolyU 民主牆被撕post」並上載兩張圖片，清楚顯示牆上有大字報被撕走。有本地網民直指「元兇」為內地學生，批評有關行為野蠻，譏諷中國內地人容不下民主社會。理大學生會指已聯絡保安部翻查閉路電視紀錄，希望可以找到真兇。並將於日後發出聲明，希望同學尊重言論自由，和平討論事件，不要作出惡意破壞的行為。

### 提早讓內地生考試以便外遊
2012年10月，《蘋果日報》揭發理大要求教員為非本地生及交流生提供方便，讓他們提早兩星期在聖誕節前考試，以便外遊。事件在理大引起很大迴響，質疑為何非本地生有特權要老師遷就、提早考試。另外亦擔憂因內地生將上少一週課，會否因此出現兩份試卷，內地生試卷的內容會比本地生淺，對本地生不公平。

### 理大學生會投保涉虛報
2018年2月，理大學生組織「理事亭」揭發，理大學生會評議會2017年底在未有諮詢會員下，斥購買一份1,500萬元保單。有媒體更發現學生會在投保時誇大50%現金，由大約2,000萬元誇大至3,000萬元，營運開支疑報細六成，疑藉此通過風險評估。理大學生會評議會主席兼臨時行政委員會主席葉松青指學生會近年流失大量會員，在入不敷支情況下，希望透過投資收入改善。

### 時裝設計學院畢業展事件
2017年，時裝設計畢業展中，校方把每位入圍的學生由傳統上展出六套服飾，縮減至四套，備受爭議。認為不尊重該學科。及後2018年的畢業展中，校方把四套服飾的限制改回六套，令畢業生的設計理念更為完整地呈現給觀眾。

### 校方干預民主牆管理事件
2018年9月，學生會為紀念雨傘運動四週年，將一半民主牆改成「連儂牆」，校方因有人貼上「港獨」標語而強行接管民主牆。多名學生於10月4日前往大學辦公室與大學高層交涉，混亂中雙方都有人員跌倒。2019年3月1日，紀律聆訊委員會通知聆訊結果，四名學生受到處分：一名學生被罰即時退學並終生不被取錄，一名學生被罰停學一年，兩名學生被罰社會服務令。這是香港各間大學同類事件中，處分最重的一次。

### 校長拒與戴口罩之畢業生握手
2019年10月27日，反對逃犯條例修訂草案運動期間，理大舉行畢業典禮，頒授哲學博士學位暨榮譽學位，期間有學生戴口罩上台，遭時任校長滕錦光拒絕握手，並示意學生下台，學生鞠躬後離開。理大事後回應表示，畢業禮綵排時已與畢業生講解有關安排，基於畢業禮是莊嚴而隆重的場合，校方期望所有畢業生尊重典禮，在台上不應戴上口罩。不過學生會則認為滕錦光做法不尊重學生，亦不尊重自己，又提到滕致辭時曾表示應容納不同觀點等，認為滕是自打嘴巴。三日後，有學生發起蒙面畢業快閃校園抗議，反對政府引用《緊急法》等。

### 2019年11月香港理工大學警民衝突
2019年11月，反對逃犯條例修訂草案運動期間，示威者發動「三罷」（「罷工」、「罷課」及「罷市」）行動，期間有身在紅隧示威者避開警方追捕時，進入校園範圍。警方在未得到校方同意下擅闖校園，並向校園發射催淚彈。及後，示威者開始設置防線。 11月17日起，衝突急劇惡化，警方多次施放催淚彈驅散，示威者則以汽油彈還擊。翌日清晨，香港警方在彻夜包围理工大学校园后，于黎明前突袭进入了校园。警方攻入理大正門，甚至一度攻入大學醫療避難處，拘捕義務急救員和傷者，致現場留下大灘血漬，並與留守在校內的示威者爆發激烈衝突。衝突期間，警方稱無設立任何死線，並希望以和平方式解決事件。不過學生會表示這是該校創校以來的最大危機，並形容是人道災難。曾有3男1女在暢運道橋底揭開渠蓋，並放繩入渠內，其後有2名男子從渠口爬出，警方當場拘捕6人涉及暴動和協助罪犯，強調所有企圖逃離理大的行為都是危險，以及不會成功。美國、英國等多國的政要則先後就事態公開表態，促請港府在處理事件時保持克制。
事件最終導致1377位反修例示威者遭拘捕，318位未成年反修例示威者被要求登記。事件連同同月發生的香港中文大學衝突，导致美国参议院快速推动通过了《香港人權與民主法案》，該法案要求美國政府制裁“負責侵犯香港人權的中國及香港官員”。翌年8月，美國財政部根據時任美國總統唐納·川普簽署的第13936號行政命令，宣佈制裁林鄭月娥等11名侵犯人權和損害香港自治的中港官員，其中時任香港警務處處長鄧炳強正是因為指揮警方圍困理大而遭到制裁。

### 理工泳池化為練靶場
「三罷」期間，有片段顯示，有大批闖入香港理工大學的示威者在校園泳池旁當作「練靶場」。泳池旁有大批示威者聚集，人聲嘈雜，期間有人不斷向泳池投擲汽油彈，先後有3個汽油彈擲出，泳池底部被熊熊烈火燒成焦黑，估計最少已被擲逾數十個汽油彈。期間有示威者叫人後退一些，當汽油彈擲出爆出大火時，旁人齊起哄。

### 校園不再對外開放

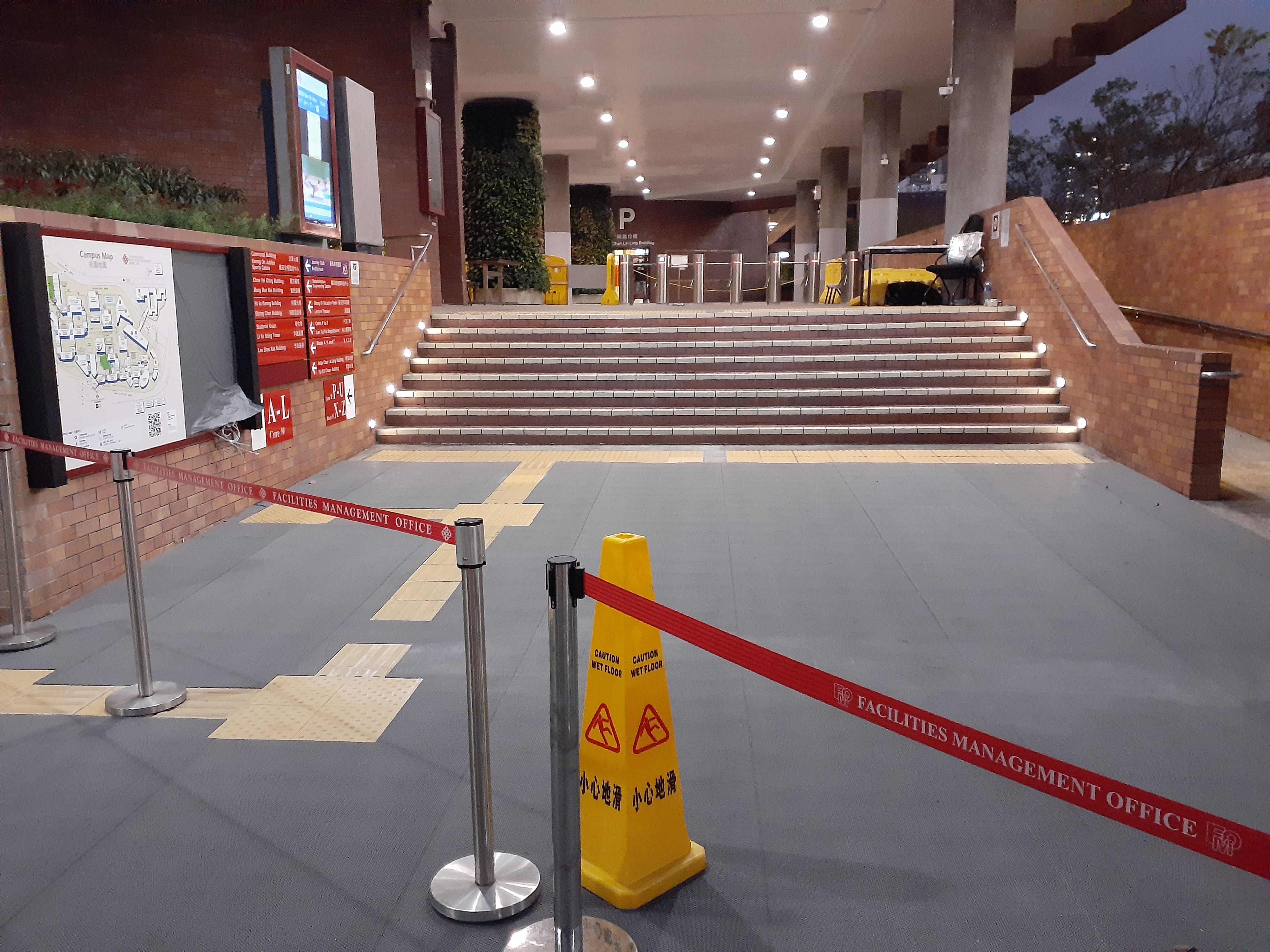
2020年1月，大學取消對外開放，出入口加設水碼及閘機、並增聘保安駐守入口

2020年1月，理大A座和Y座附近的入口增設入閘機，要求出入的學生和教職員拍卡方能進入。而連接紅磡站的天橋入口兩旁鋪設鐵絲網。學生校董對校方做法感到非常不滿，認為大學是自由開放的地方，不應以任何方式阻礙門口，此舉是限制學生出入和監控學生，長遠會影響大學在國際的形象。

### 校方下令移除抗爭者雕像 被保安員毀壞
2020年6月13日，理工大學學生報編委會指，在學生會大樓內存放，由學生製造的抗爭者雕像，被校方要求移走。而保安員將雕像搬到儲物室期間被毀壞。學生會會長吳智浩對校方破壞雕像感到憤怒，決定追究事件，表示校方以往都會默許，但現在卻多番阻撓。而理大學生會在Facebook專頁發文，表示嚴厲譴責校方粗暴破壞展品，要求出賠償、公開移除原因並作出道歉，不排除透過司法程序向校方索償。理大回覆媒體時表示，任何人士或團體使用校園空間或設施均須獲校方同意，校方有權移走未經同意而擺放的物品，並指雕像表達的訊息會引起不安情緒。

### 記者進入校園被保安包圍 要求刪相始獲放行
2020年6月16日晚上，香港獨立媒體記者到校園採訪抗爭者像被毀，並在正門入口拍攝保安當值情況期間，隨即被一名陳姓保安及兩名外籍保安包圍，並以侵犯私隱為由，要求記者刪除其中一名黑人保安的照片才准離去。而記者在的TU201儲物室門外拍攝「抗爭者雕像殘骸」照片，也被一名外籍保安阻礙。理工大學前學生校董李傲然認為保安行為極度荒謬，形容做法與非法禁錮無異。

## 外部連結
- 官方网站